# 2015
2015 (MMXV) a fost un an obișnuit al calendarului gregorian, care a început într-o zi de joi. A fost al 2015-lea an d.Hr., al 15-lea an din mileniul al III-lea și din secolul al XXI-lea, precum și al 6-lea an din deceniul 2010-2019. A fost desemnat:
- Anul Internațional al Luminii, declarat de Adunarea Generală a Națiunilor Unite.
- Anul Internațional al Solurilor, declarat de Adunarea Generală a Națiunilor Unite.
- Anul European pentru Dezvoltare.
- Anul orașelor Mons (Belgia) și Plzeň (Cehia) numite Capitale Europene ale Culturii.

## Evenimente

### Ianuarie

Emblema Uniunii Economice Euroasiatice

- 1 ianuarie: Uniunea Economică Eurasiatică intră în vigoare, creând o uniune economică și politică între Rusia, Belarus, Armenia, Kazahstan și Kârgâzstan.
- 1 ianuarie: Lituania a adoptat moneda euro, ceea ce a extins zona euro la 19 țări.
- 1 ianuarie: Letonia a preluat președinția semestrială a Consiliului Uniunii Europene de la Italia.
- 2 ianuarie: Primul satelit românesc, Goliat, și-a încheiat misiunea după ce a reintrat în atmosfera Pământului și s-a dezintegrat.
- 5 ianuarie: Arheologii din Egipt au dezgropat mormântul unei regine necunoscute anterior, Khentakawess III. Mormântul a fost găsit în Abu-Sir, la sud-vest de Cairo, iar arheologii cred că acesta aparține soției sau mamei faraonului Neferefre, care a trăit în urmă cu aproximativ 4.500 de ani.
- 7 ianuarie: Un meteorit de 3 metri în diametru a străbătut cerul României la ora 03:05 și s-a dezintegrat înainte de a atinge pământul. Meteoritul a fost văzut în București, Ilfov, Buzău, Vrancea, Brăila, Vâlcea, Brașov și în afară de lumina puternică și zgomotul exploziei în momentul dezintegrării, nu au existat alte efecte.

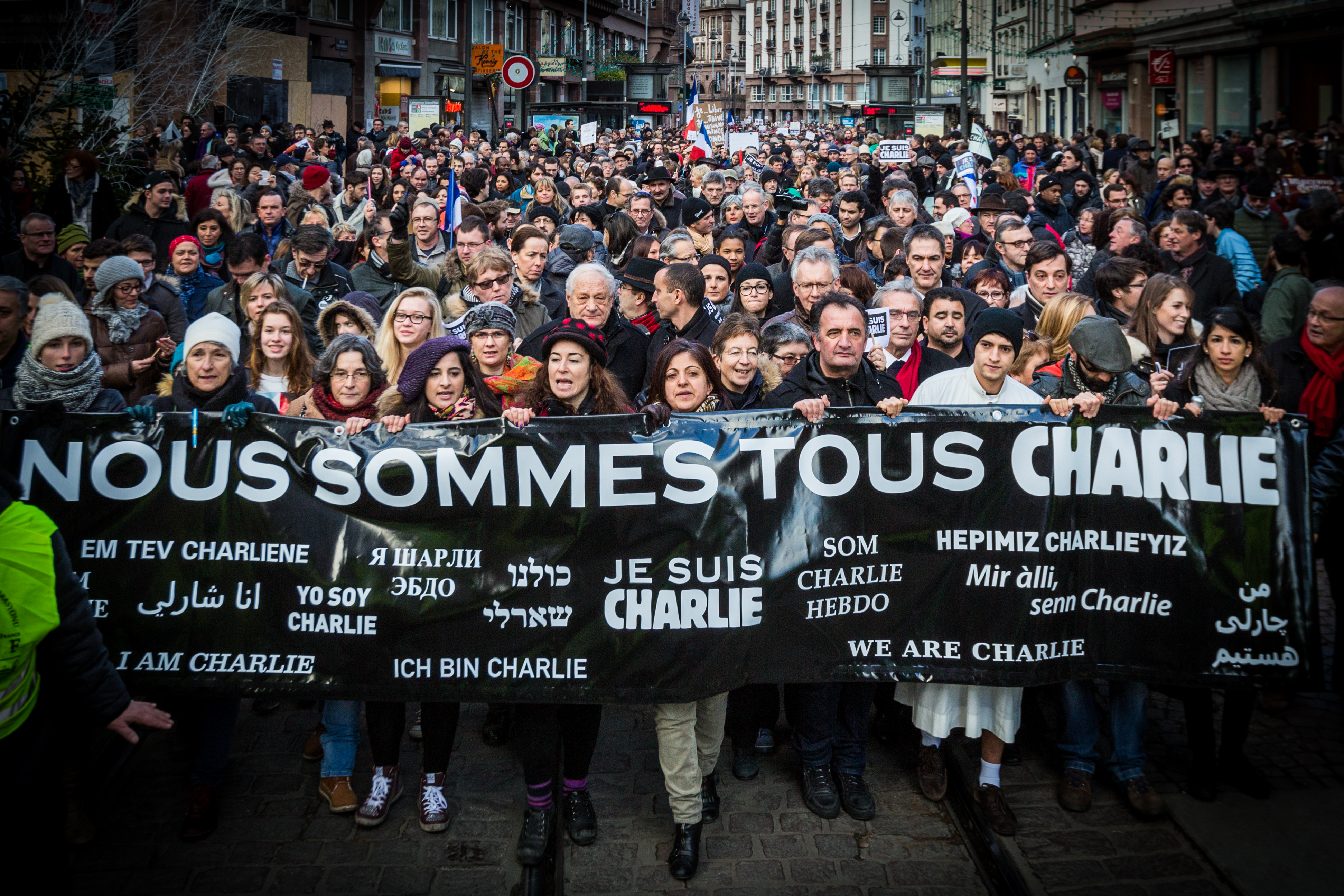
7 ianuarie: Je suis Charlie - sloganul de solidaritate cu victimele atentatului împotriva revistei Charlie Hebdo.

- 7 ianuarie: Atentatul împotriva revistei Charlie Hebdo - sediul ziarului satiric Charlie Hebdo din Paris a fost vizat de un atac cu arme automate, comis de persoane mascate și soldat cu mai multe victime. Au fost ucise 12 persoane, între care doi polițiști și mai mulți jurnaliști renumiți, iar alte unsprezece persoane au fost rănite.
- 8 ianuarie: Sri Lanka: Alegerile prezidențiale au fost câștigate de către Maithripala Sirisena cu 51,3% față de contracandidatul său Mahinda Rajapaksa care a luat 47,6% din voturi.
- 9 ianuarie: Cei doi teroriști implicați în atentatul împotriva revistei Charlie Hebdo sunt uciși de către trupele speciale franceze. Aproape simultan este ucis printr-o intervenție a trupelor speciale franceze și autorul unei luări de ostatici la un magazin evreiesc din Paris. Patru dintre ostatici au fost, de asemenea, uciși.
- 11 ianuarie: Un cotidian din Hamburg, Germania, care a publicat caricaturi cu profetul Mahomed din revista franceză de satiră Charlie Hebdo, a fost ținta unui atac cu un dispozitiv incendiar. Nu s-au înregistrat răniți și două persoane au fost arestate.
- 11 ianuarie: Mii de polițiști și personal militar asigură marșul de solidaritate de la Paris unde sunt așteptați să participe un milion de oameni.
- 11 ianuarie: Croația: Alegerile prezidențiale au fost câștigate de Kolinda Grabar-Kitarović cu 50,74% față de contracandidatul său Ivo Josipović, care a obținut 49,26% din voturile exprimate.
- 12 ianuarie: Cristiano Ronaldo câștigă Balonul de Aur FIFA pentru a doua oară consecutiv.
- 13 ianuarie: Președintele Italiei, Giorgio Napolitano, în vârstă de 89 de ani, a demisionat, așa cum a anunțat încă din 31 decembrie, când a invocat „limitări și dificultăți" din cauza vârstei înaintate.[1]
- 13 ianuarie: Tirajul primului număr al revistei satirice Charlie Hebdo de după atentatul care i-a decimat redacția a fost suplimentat la 5 milioane de exemplare, pentru a face față unei cereri excepționale. Inițial revista anunțase un tiraj de 3 milioane exemplare (față de cele 60.000 în mod obișnuit), care trebuiau să fie difuzate în mai mult de douăzeci de țări, în cinci limbi diferite.[2]
- 15 ianuarie: Parchetul federal belgian a anunțat o vastă operațiune antiteroristă desfășurată în Belgia care a permis arestarea a 15 persoane, dintre care două în Franța, în cadrul destructurării unei celule ce se pregătea să comită atentate pentru „a ucide polițiști". Doi presupuși jihadiști au fost uciși în operațiune, în timpul unui schimb de focuri la Verviers.[3][4]
- 16 ianuarie: Societatea Regală de Științe din Regatul Unit a anunțat că sonda britanică Beagle 2 a fost găsită pe planeta Marte, la 11 ani după ce a fost pierdută. Beagle 2, parte a misiunii Mars Express a Agenției Spațiale Europene pentru descoperirea vieții extraterestre, ar fi trebuit să asolizeze pe Marte în ziua de Crăciun 2003, însă a fost dată dispărută pe 19 decembrie 2003.[5]
- 20 ianuarie: Alegeri prezidențiale în Zambia după decesul președintelui Michael Sata: Edgar Lungu câștigă cu 48,33% în fața lui Hakainde Hichilema 46,67%.
- 24 ianuarie: 30 de morți și peste 45 de răniți într-un atac cu rachete la Mariupol, Ucraina.
- 25 ianuarie: Partidul grec antiausteritate Syriza, a obținut o victorie clară în fața partidului conservator aflat la putere în alegerile legislative din Grecia.[6]
- 26 ianuarie: Ucraina: A fost declarată starea de urgență în regiunile Donețk și Luhansk, unde insurgenții proruși au declarat că au în plan crearea unui front comun.
- 26 ianuarie: Un asteroid cu diametrul de aproximativ 500 de metri, care a primit denumirea de catalog 2004 BL86, a trecut la o distanță relativ mică de Pământ - aproximativ 1,2 milioane de kilometri (de trei ori mai mare decât distanța de la Pământ la Lună). În momentul trecerii s-a putut observa că asteriodul are propria sa „lună", un mic satelit cu diametru de 70 metri. Conform datelor oferite de NASA a fost asteroidul care s-a apropiat cel mai mult de Pământ din ultimii 200 de ani, o situație asemănătoare urmând să se producă în 2027.
- 27 ianuarie: 70 de ani de la eliberarea lagărului Auschwitz.
- 27 ianuarie: Deputații ucraineni (271 din cei 289) au votat un document prin care Rusia este desemnată oficial „stat agresor”.

### Februarie

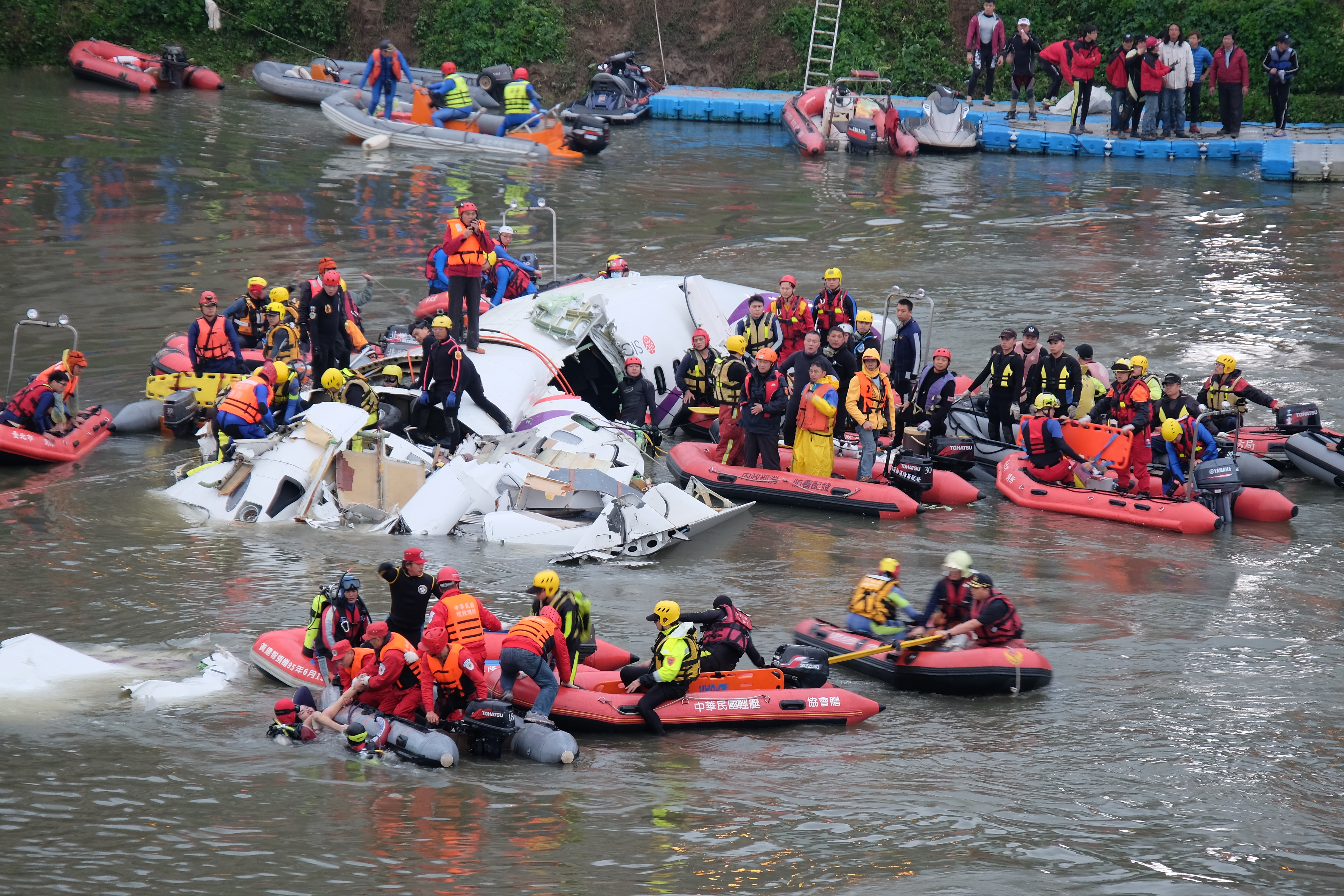
4 februarie: Zborul GE235 al TransAsia Airways, cu 58 persoane la bord s-a prăbușit în Taiwan. 43 persoane au murit, iar alte 17 au fost rănite (2 de la sol).

- 3 februarie: Potrivit unui nou bilanț al ONU, numărul deceselor în conflictul din Ucraina a ajuns la 5.358, iar ar răniților la 12.235.[7]
- 4 februarie: Zborul GE235 al TransAsia Airways, cu 58 persoane la bord s-a prăbușit în Taiwan. 43 persoane au murit, iar alte 17 au fost rănite (două la sol).
- 5 februarie: Tabloul Nafea Faa Ipoipo (Când te vei căsători?), pictat de francezul Paul Gauguin în 1892 și care prezintă două fete din Tahiti, a fost vândut pentru 300 de milioane dolari, devenind cea mai scumpă operă de artă din istorie.
- 8 februarie: Premiile Grammy 2015: Sam Smith a triumfat la patru categorii, iar Beck a obținut premiul pentru cel mai bun album.[8]
- 7-8 februarie: Turneul de tenis de la Galați, în cadrul Grupei a II-a Mondiale din Fed Cup.
- 11 februarie: Republica Moldova: Guvernul Iurie Leancă 2 nu a primit votul de încredere din partea parlamentului. Pentru numirea guvernului erau necesare voturile a cel puțin 51 de deputați, pro au votat doar 42.[9][10]
- 12 februarie: Minsk: - După 16 ore de negocieri între președinții Ucrainei, Petro Poroșenko, Rusiei, Vladimir Putin, Franței, François Hollande și cancelarul german Angela Merkel s-a semnat acordul de încetare a focului în Ucraina. Acordul prevede o serie de termene limită.
- 13 februarie: Președinta Argentinei, Cristina Kirchner, a fost pusă oficială sub acuzare pentru că ar fi obstrucționat justiția și ar fi acoperit implicarea Iranului într-un atac din 1994 asupra unui centru al comunității evreiești din Buenos Aires soldat cu moartea a 85 de persoane.
- 14 februarie: Papa Francisc a ridicat 20 de clerici la treapta de cardinal, între care s-a numărat Karl Josef Rauber, fost nunțiu în Ungaria și Republica Moldova.
- 14 februarie: Atac armat asupra unui centru cultural la Copenhaga unde se desfășura o dezbatere despre islamism și libertatea de exprimare. Un civil și-a pierdut viața și 3 polițiști au fost răniși.
- 14 februarie: Radu Jude a câștigat Ursul de Argint pentru cea mai bună regie cu lungmetrajul Aferim!, la cea de-a 65-a ediție a galei Festivalului de Film de la Berlin.
- 15 februarie: Al doilea atac armat de la Copenhaga, de data asta asupra unei sinagogi. Doi polițiști au fost răniți. Poliția daneză a împușcat un bărbat, despre care susține că este atât autorul atacului de la sinagogă cât și al atacului terorist la o cafenea din capitala daneză.
- 18 februarie: Parlamentul elen l-a ales pe Prokopis Pavlopoulos drept noul președinte al Greciei.[11]
- 18 februarie: Parlamentul din R. Moldova numește un nou guvern cu Chiril Gaburici ca prim-ministru și un sprijin legislativ format de PLDM, PDM și PCRM.[12]
- 19 februarie: Studii de cercetare publicate în revista Nature arată că o mare parte din litiu în univers a fost produs de nove.
- 20 februarie: Militanții jihadiști din gruparea Statul Islamic (IS) au executat 150 de civili în vestul Irakului, unde au loc confruntări pentru controlul asupra orașului Al-Baghdadi.
- 22 februarie: Ceremonia de decernare a Premiilor Oscar 2015: Pelicula Birdman câștigă Premiul Oscar pentru cel mai bun film, Alejandro González Iñárritu câștigă Premiul Oscar pentru cel mai bun regizor, Eddie Redmayne câștigă Oscarul pentru cel mai bun actor în rol principal, Julianne Moore câștigă Oscarul pentru cea mai bună actriță în rol principal. Premiul Oscar pentru cel mai bun film străin a fost acordat peliculei Ida de Pawel Pawlikowski (Polonia).[13]
- 24 februarie: Nouă oameni, printre care și atacatorul, au fost uciși într-un atac armat în orașul ceh Uherský Brod. Autoritățile cehe au declarat că nu este un act terorist.

### Martie

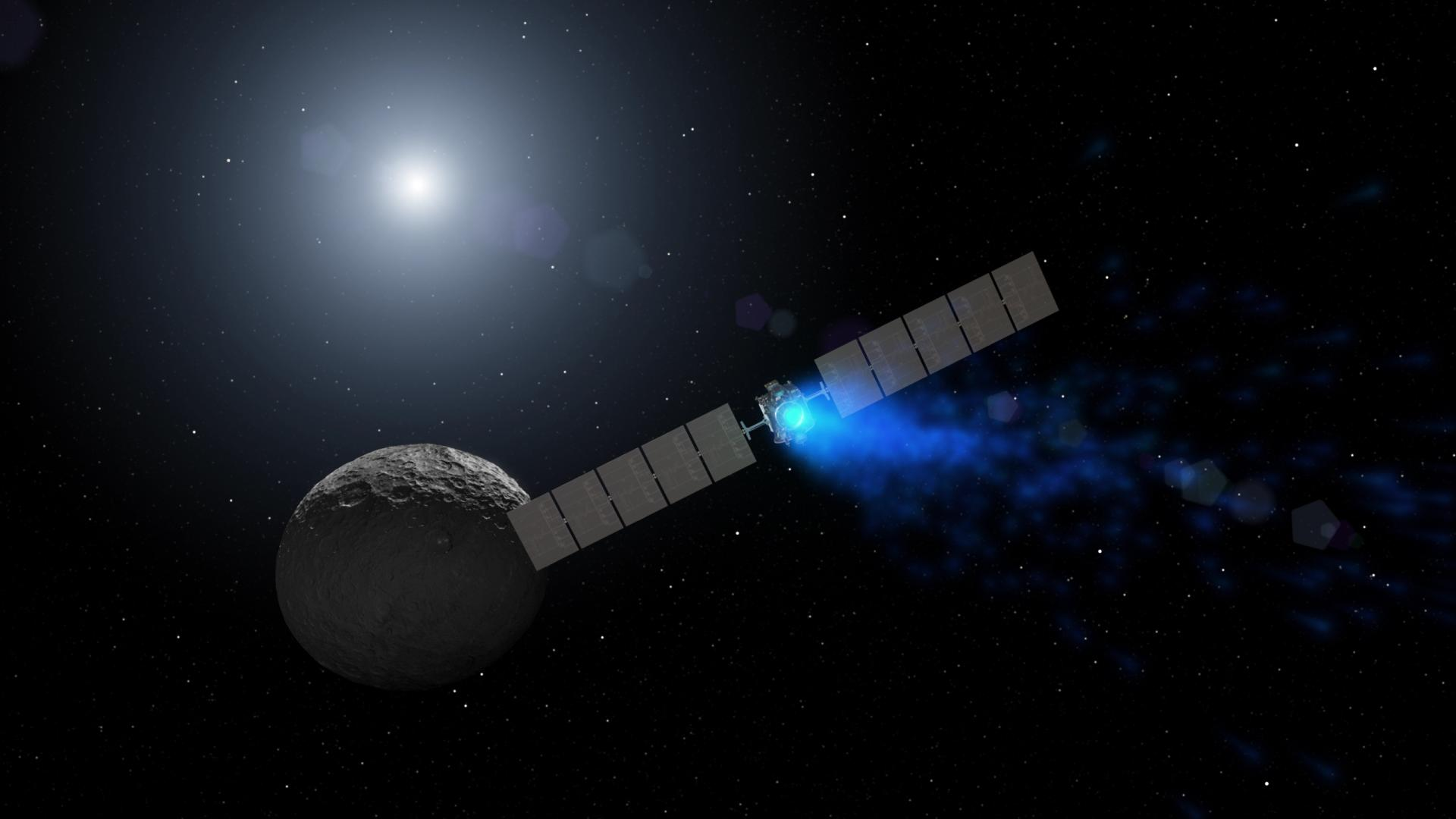
Sonda spațială Dawn lansată de NASA a intrat pe orbita planetei pitice Ceres.

- 1 martie: Estonia: În alegerile parlamentare, Partidul Reformei al premierului Taavi Rõivas câștigă cu 27,7 % din voturi, locul doi ocupându-l Partidul de Centru cu 24,8 % din voturi, Partidul Social-Democrat, a obținut 15,2 la sută din voturi, Uniunea Pro Patria și Res Publica (IRL), au câștigat 13,7 la sută din voturi.[14]
- 1 martie: Tabaré Vázquez este ales președinte al statului Uruguay.
- 6 martie: Sonda spațială Dawn lansată de NASA a intrat pe orbita planetei pitice Ceres.[15]
- 7 martie: Guvernul irakian informează că orașele antice Hatra și Nimrud au fost distruse de Statul Islamic, care a pretins că erau o blasfemie.[16]
- 8 martie: Se împlinește un an de când avionul Boeing 777 aparținând Malaysia Airlines, care făcea legătura între Kuala Lumpur și Beijing, cu 239 de persoane la bord, a dispărut de pe radar deasupra Golfului Thailandei. Aeronava nu a fost găsită.
- 17 martie: Partidul Likud al premierului israelian în exercițiu Benjamin Netanyahu a câștigat alegerile parlamentare în timp ce principalul său rival, Uniunea Sionistă a laburiștilor de centru-stânga, și-a recunoscut miercuri înfrângerea.[17]
- 18 martie: Nouăsprezece persoane, printre care 17 turiști străini, au fost ucise în atacul de la Muzeul Bardo din Tunisia; alte 24 de persoane au fost rănite.
- 20 martie: O eclipsă de soare, echinocțiul de primăvară (pentru cei care locuiesc în emisfera nordică) sau de toamnă (pentru cei din emisfera sudică), precum și o SuperLună au avut loc în acestă zi.
- 24 martie: Zborul 9525 al Germanwings aflat pe ruta Barcelona, Spania – Düsseldorf, Germania cu 150 de persoane la bord, se prăbușește într-o regiune muntoasă a Alpilor în apropiere de Digne-les-Bains, în sudul Franței.[18][19]
- 26 martie: Zborul 9525 al Germanwings: Procurorii francezi declară că dovezile susțin concluzia că Andreas Lubitz, copilotul german, a prăbușit în mod deliberat avionul.[20]
- 26 martie: Richard al III-lea, ultimul rege Plantagenet, care a murit în război acum 500 de ani, a fost exhumat și înmormântat la catedrala din Leicester, în cadrul unei ceremonii funebre grandioase.
- 29 martie: Alegătorii din Franța au mers la urne pentru alegerile departamentale, institutele de sondare a opiniei publice indicând victoria pentru partidul de dreapta UMP, condus de fostul președinte Nicolas Sarkozy și aliații săi de centru (UDI), care și-au asigurat controlul asupra a 65 până la 71 departamente din totalul de 101.[21]

### Aprilie

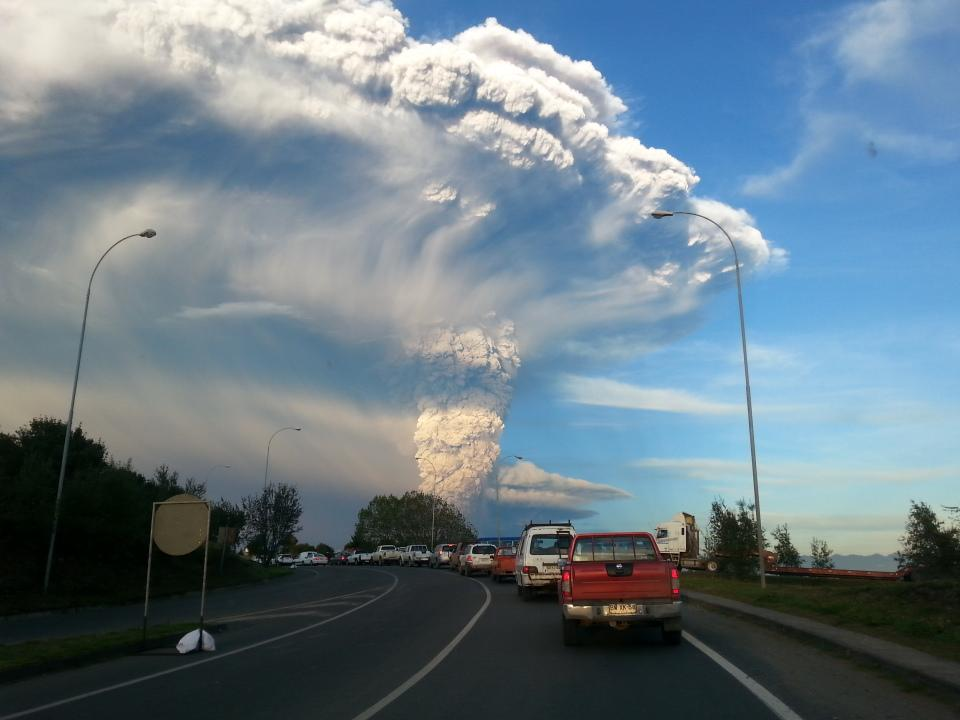
22 aprilie: Guvernul chilian a decretat "alertă roșie" după erupția neașteptată a vulcanului Calbuco, din sudul țării, inactiv de 43 de ani, dispunând evacuarea populației pe o rază de 20 km.

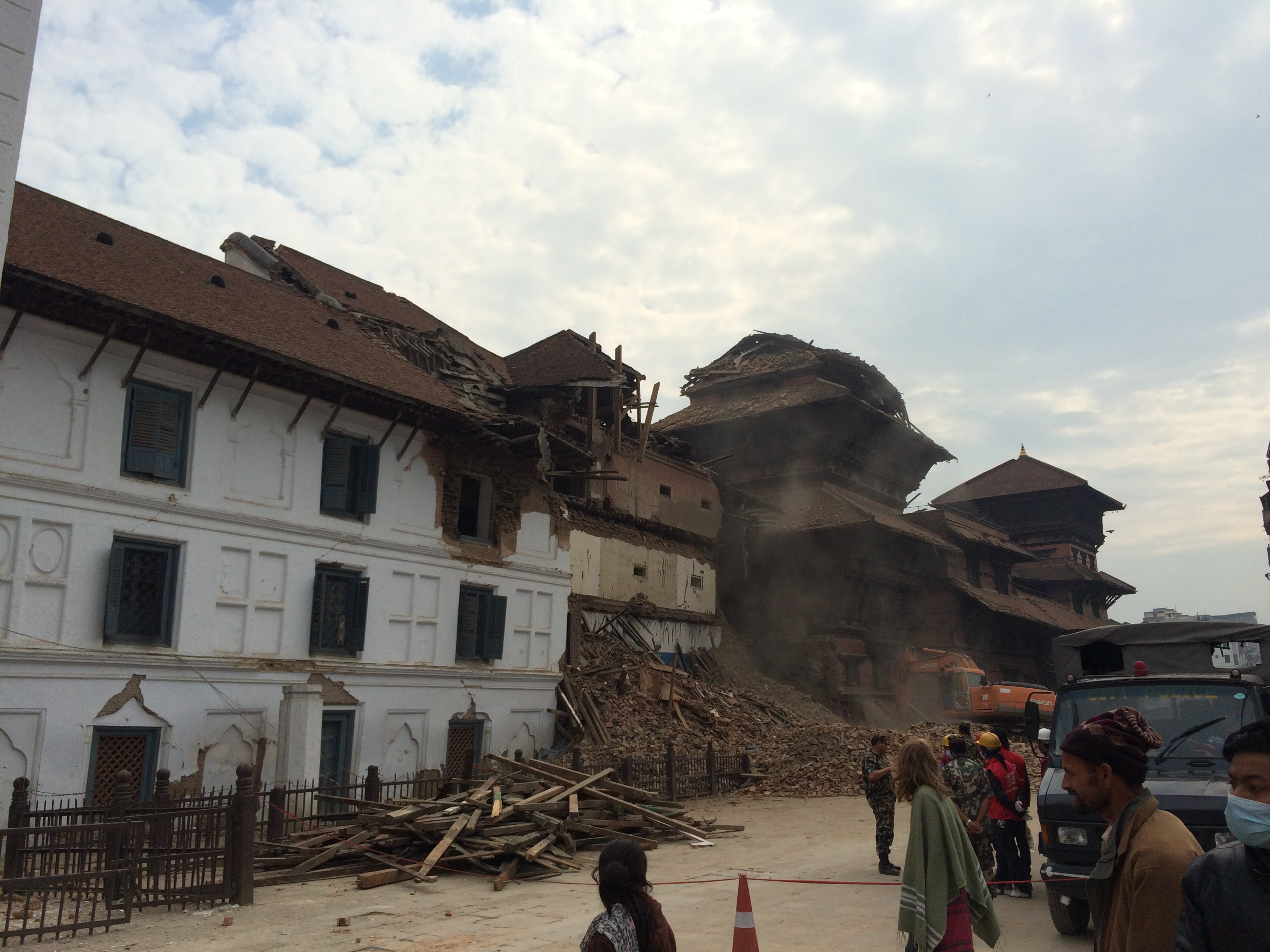
Un cutremur puternic cu magnitudinea de 7,9 grade Richter s-a înregistrat în apropiere de Kathmandu, capitala Nepalului. Rapoartele inițiale indică pagube materiale mari, inclusiv prăbușiri de construcții. Bilanțul a depășit 8.000 de morți.

- 2 aprilie: 148 de persoane, majoritatea studenți, au fost ucise și alte 104 au fost rănite într-un atac comis de membri ai grupului terorist Al-Shabaab, afiliat Al-Qaida, într-o universitate din nordul Kenyei. Islamiștii Al-Shabaab au luat ostatici 815 studenți la Universitatea din Garissa, iar autoritățile au reușit să salveze cel puțin 500. Zeci de studenți au fost executați sumar după ce le-au răspuns atacatorilor că sunt creștini.
- 2 aprilie: Iran, Statele Unite, Regatul Unit, Franța, Rusia, China, Germania și Uniunea Europeană au ajuns la un acord de principiu pe tema programului nuclear iranian, sancțiunile impuse Teheranului urmând să fie atenuate. Noul termen-limită a fost stabilit pentru 30 iunie.[22]
- 19 aprilie: O ambarcațiune ce transporta peste 800 de imigranți a naufragiat în Marea Mediterană după manevre incerte și mișcarea mulțimii pe punte, la sosirea unui cargou portughez care a intervenit pentru salvarea ei. Ambarcațiunea a lansat un apel la ajutor primit de gărzile de coastă italiene, care au cerut unui cargo portughez să-și schimbe ruta în direcția apelului; la sosirea la fața locului, la circa 220 km sud de insula italiană Lampedusa, echipajul a văzut nava scufundându-se.
- 21 aprilie: Fostul președinte egiptean Mohamed Morsi, destituit în 2013 de armată, a fost condamnat la 20 de ani de închisoare, pentru implicare în arestarea și torturarea manifestanților în timpul mandatului său.
- 22 aprilie: Guvernul chilian a decretat „alertă roșie" după erupția neașteptată a vulcanului Calbuco, din sudul țării, inactiv de 43 de ani, dispunând evacuarea populației pe o rază de 20 km.
- 24 aprilie: Armenia comemorează 100 de ani de la masacrarea unui milion și jumătate de armeni în perioada Imperiului Otoman (1915), în prezența președinților Rusiei, Vladimir Putin, și Franței, François Hollande.
- 24 aprilie: Hubble, primul telescop spațial lansat vreodată, un instrument care a reușit să revoluționeze astronomia obținând imagini ale unor galaxii extrem de îndepărtate, împlinește 25 de ani de când a fost lansat pe orbita circumterestră.
- 25 aprilie: Un cutremur puternic cu magnitudinea de 7,9 grade Richter s-a înregistrat în apropiere de Kathmandu, capitala Nepalului. Rapoartele inițiale indică pagube materiale mari, inclusiv prăbușiri de construcții. Bilanțul a depășit 8.000 de morți.[23]
- 30 aprilie: Sonda spațială Messenger a NASA și-a încheiat misiunea de studiu de 4 ani, prăbușindu-se pe suprafața planetei Mercur. Sonda a rămas fără combustibil fiind împinsă de gravitația solară din ce în ce mai aproape de Mercur.

### Mai

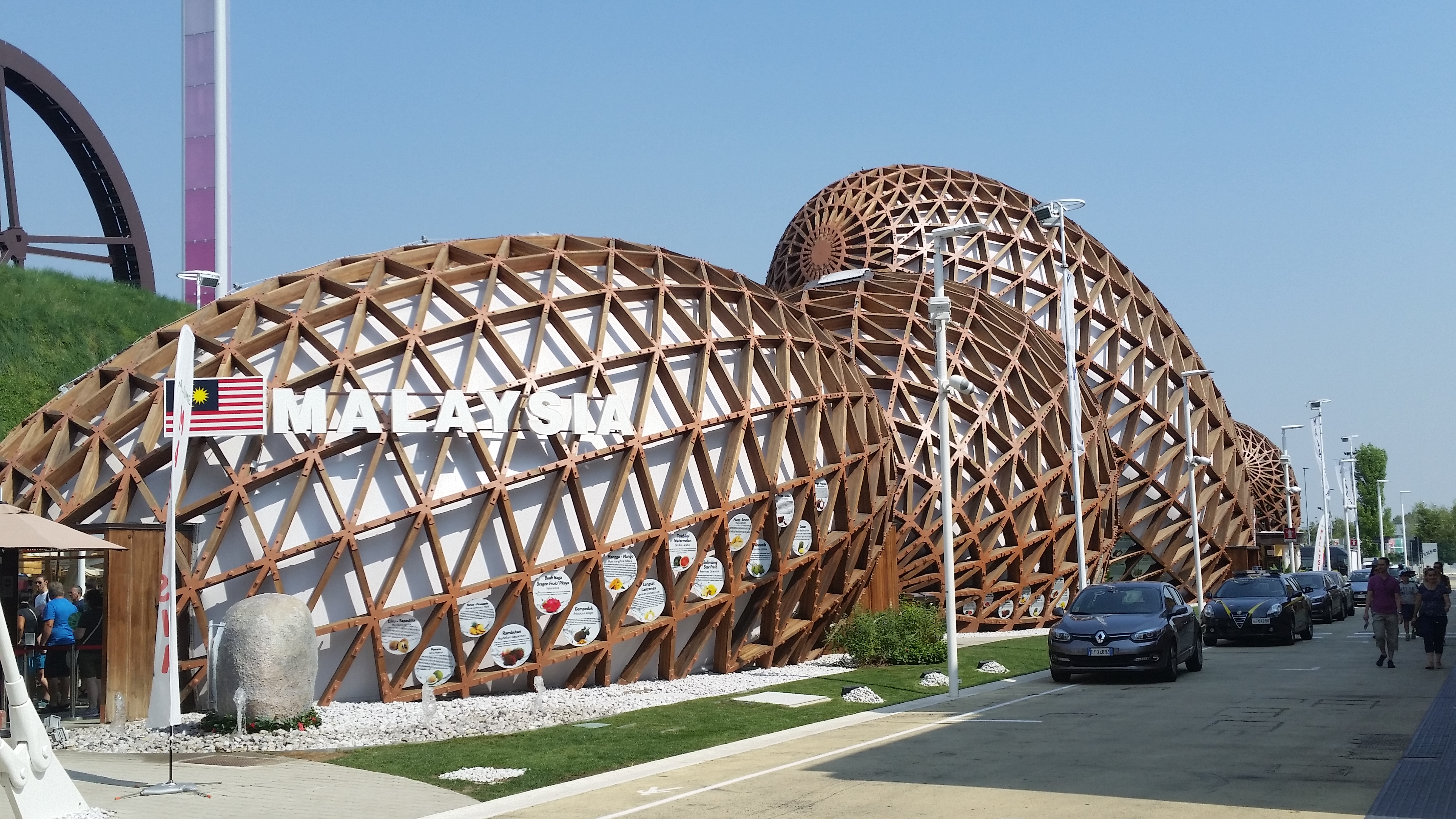
Expo 2015 se desfășoară în Milano, Italia - Pavilion de Malaysia

- 2 mai: Se naște al doilea copil al Prințului William, Duce de Cambridge, prințesa Charlotte de Cambridge, a patra în linia de succesiune la tronul britanic.
- 3 mai: Circa 10.000 de manifestanți au protestat în centrul Chișinăului față de „dispariția" unui miliard de dolari din seifurile a trei bănci din Republica Moldova.
- 5 mai: Organizația umanitară internațională „Salvați copiii”, anunță că zeci de imigranți s-au înecat în largul coastelor sudice ale Italiei în timp ce încercau să treacă Mediterana cu o ambarcațiune.
- 8 mai: Partidul Conservator din Regatul Unit condus de David Cameron a obținut majoritatea absolută în urma alegerilor legislative pentru Camera Comunelor.
- 12 mai: Un cutremur cu magnitudinea de 7,4 grade Richter s-a produs în Nepal, cu epicentrul la nord-est de Kathmandu, zona cea mai afectată de seismul din 25 aprilie. Și-au pierdut viața 8.520 oameni, iar 18.453 au fost răniți.
- 16 mai: Fostul președinte egiptean Mohamed Morsi și alți 105 membri ai Frăției Musulmane au fost condamnați la moarte pentru plănuirea unei evadări în masă dintr-o închisoare și violențele comise în timpul revoltei din 2011.
- 23 mai: La Viena, Austria, se desfășoară concursul muzical Eurovision 2015. Câștigătoare a fost desemnată Suedia, prin Måns Zelmerlöw. România a ocupat locul 15, fiind reprezentată de trupa Voltaj, cu melodia De la capăt.
- 24 mai: În al doilea tur al alegerilor prezidențiale din Polonia 51,55% din alegătorii îl votează pe Andrzej Duda în fața președintelui încă în exercițiu, Bronislaw Komorowski.[24]
- 27 mai: Șapte oficiali FIFA între care și vicepreședintele Jeffrey Webb sunt arestați în Elveția și acuzați de fapte de corupție între anii 1990 și prezent.[25] FIFA suspendă unsprezece oameni pentru implicare în scandalul de corupție.
- 29 mai: India se confruntă cu un val de căldură soldat deja cu 1.800 de morți, cel mai mare număr din ultimii 20 de ani.[26]
- 29 mai: Ministrul olandez de externe, Bert Koenders, a anunțat că a primit din partea Moscovei o listă cu circa 80 de politicieni din statele Uniunii Europene care au fost declarați indezirabili în Rusia, printre ei aflându-se și liderul grupului liberal din Parlamentul European, Guy Verhofstadt. Pe listă figurează și cinci români.

### Iunie

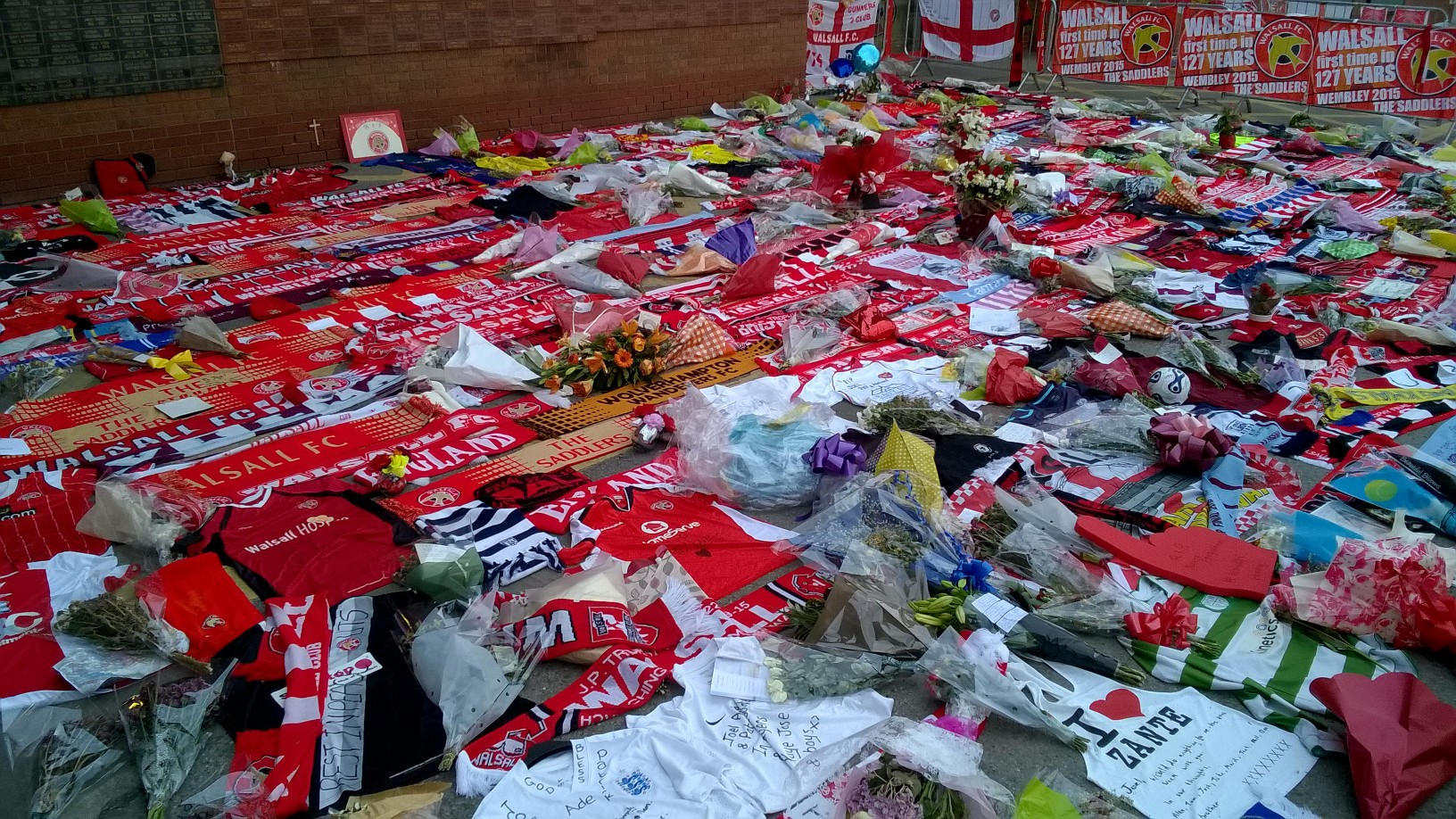
26 iunie: Vinerea neagră: ISIS comite atentate coordonate în Saint-Quentin-Fallavier, Kuwait, Sousse, Kobanî, Al-Hasakah și Leego, rezultând 400 de morți

- 2 iunie: La 5 zile după ce a fost reales președinte al FIFA, elvețianul Sepp Blatter a demisionat ca urmare a scandalului de corupție.
- 12 iunie: Ceremonia de deschidere a primei ediții a Jocurilor Europene, care se desfășoară la Baku, Azerbaidjan. România participă cu 147 sportivi.
- 14 iunie: Inundațiile din capitala Georgiei, Tbilisi, ucid cel puțin nouăsprezece persoane și eliberează în stradă animale din grădinia zoologică.
- 14 iunie: Robotul Philae, aflat pe cometa 67P/Ciuriumov-Gherasimenko de șapte luni, „s-a trezit" din hibernare și a reluat contactul cu Centrul European de Operații Spațiale din Darmstadt, după ce cometa s-a apropiat de soare.[27]
- 16 iunie: Guvernul de la Chișinău și-a prezentat oficial demisia, la patru zile după anunțul public al lui Chiril Gaburici privind retragerea sa din funcția de premier. Prim-ministrul și-a dat demisia a doua zi, după ce a fost audiat de procurori în dosarul legat de diploma sa de studii, care, potrivit expertizei efectuate de Ministerul de Interne, ar fi falsă.
- 17 iunie: Portalul enciclopedic Wikipedia a fost distins cu premiul Prințesa de Asturia pentru Cooperare Internațională la cea de-a XXXV-a ediție, la care au fost prezentate 24 de candidaturi din zece țări.
- 17 iunie: Universitatea din Lisabona a anunțat că o echipă internațională de astronomi a descoperit galaxia cea mai luminoasă și mai strălucitoare din Univers, numită prescurtat CR7.[28]
- 18 iunie: Sfântul Scaun a dat publicității textul oficial al Enciclicei Papei Francisc intitulată Laudato si' prin care atrage atenția că societatea de consum, distrugerea mediului și subjugarea politicii de către economie, sunt factori de distrugere a planetei.
- 18 iunie: Partidul Popular Danez (DF), formațiune de dreapta populistă și ostilă imigrației, a obținut în alegerile parlamentare cel mai bun scor electoral din istoria sa (21,1% din sufragii), devenind pentru prima dată cel mai mare partid din blocul de centru-dreapta.
- 19 iunie: NASA marchează Anul Nou al planetei Marte printr-o serie de evenimente cu caracter științific. Un an marțian durează cât doi ani tereștri.
- 20 iunie: România a devenit membru cu drepturi depline al Organizației Europene pentru Cercetare Nucleară (CERN).[29]
- 26 iunie: Vinerea neagră: Cel puțin 37 de persoane, inclusiv numeroși turiști occidentali, au fost ucise, iar alte 20 au fost rănite în atacurile teroriste comise la două hoteluri de pe litoralul tunisian. Atacul a fost revendicat de gruparea extremistă suunită Statul Islamic (SI). Zeci de soldați au fost uciși în Somalia într-un atac comis de islamiști ai milițiilor shebab la o bază a forței Uniunii Africane, deținută de un contingent al armatei burundeze. O persoană a fost decapitată într-un atac terorist comis într-o uzină de produse chimice, situată în apropierea localității franceze Lyon.

### Iulie

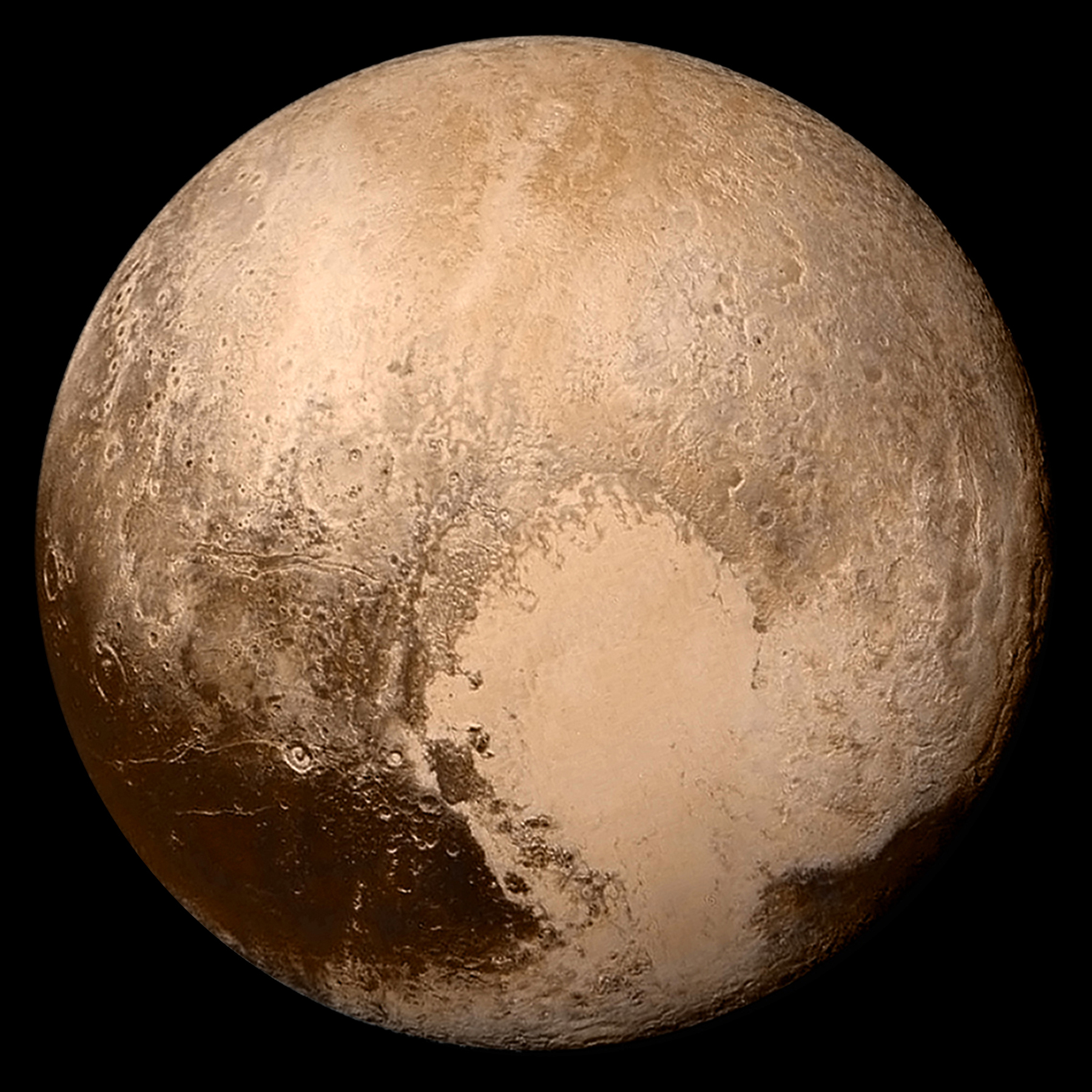
14 iulie: Sonda spațială New Horizons, lansată de NASA în 2006, a trecut în cel mai apropiat punct de planeta pitică Pluto. După o călătorie de 5 miliarde de kilometri, New Horizons a trecut la doar 12.430 km de Pluto, la ora 11,49 GMT. "Întâlnirea" este considerată de specialiști principalul eveniment spațial al anului 2015.

- 1 iulie: Grecia devine prima economie avansată care a intrat în încetare de plăți în raport cu FMI după ce Grecia nu a plătit tranșa de 1,5 miliarde de euro pe care o datora Fondului, tranșă care avea scadența la 30 iunie.
- 1 iulie: O gaură neagră aflată la aproximativ 8.000 de ani lumină față de Terra se trezește după 26 de ani de inactivitate.[30]
- 4 iulie: A început cea de-a 102-a ediție a Turului Franței.
- 4 iulie: Tupou al VI-lea este încoronat ca fiind al 6-lea rege al Tonga.
- 5 iulie: Alegătorii greci resping prin referendum cu 61,3%, cea mai recentă propunere de austeritate a Uniunii Europene, Fondul Monetar Internațional și Banca Centrală Europeană.[31]
- 10 iulie: România: Pentru prima dată în ultimii 25 de ani, rata anuală a inflației a ajuns în teritoriu negativ (-1,6%), pe fondul reducerii TVA la alimente și băuturi la 9%.
- 13 iulie: Prim-ministrul României Victor Ponta își anunță pe Facebook retragerea din funcția de președinte al PSD și din toate funcțiile de conducere ale partidului „până la momentul în care își va demonstra nevinovăția față de acuzațiile aduse".
- 13 iulie: Prim-ministrul României Victor Ponta a devenit inculpat în dosarul în care este acuzat de corupție și s-a pus sechestru pe o parte din bunurile acestuia.[32][33][34]
- 14 iulie: Sonda spațială New Horizons, lansată de NASA în 2006, a trecut în cel mai apropiat punct de planeta pitică Pluto. După o călătorie de 5 miliarde de kilometri, New Horizons a trecut la doar 12.430 km de Pluto, la ora 11:49 GMT. „Întâlnirea" este considerată de specialiști principalul eveniment spațial al anului 2015.[35][36][37]
- 14 iulie: Oamenii de știință de la Centrul European de Cercetări Nucleare din Geneva, au anunțat descoperirea unei noi particule subatomice numită pentaquark. Existența acestui tip de particulă a fost prezisă în 1964 de fizicienii Murray Gell Mann și George Zweig.[38]
- 14 iulie: Marile puteri din grupul „6 plus 1” (SUA, Rusia, China, Marea Britanie, Franța, Germania și Iranul) au încheiat la Viena, după aproape doi ani de negocieri intense, un acord final asupra programului nuclear iranian, acord care să garanteze caracterul strict pașnic ale acestui program, în contrapartidă cu ridicarea sancțiunilor internaționale impuse Teheranului.[39][40]
- 20 iulie: O explozie uriașă s-a produs în orașul Suruç, Turcia, situat in apropierea graniței cu Siria, în care și-au pierdut viața 31 de persoane și peste 100 au fost rănite. Dovezi preliminare sugerează un atac sinucigaș ISIS.[41]
- 20 iulie: După 54 de ani de îngheț diplomatic, a avut loc restabilirea oficială a relațiilor diplomatice între Cuba și Statele Unite ale Americii, prin redeschiderea ambasadelor la Havana și Washington, D.C..
- 24 iulie: Președintele Burundi, Pierre Nkurunziza, este ales pentru cel de-al treilea mandat consecutiv.[42]
- 30 iulie: Republica Moldova, condusă de la mijlocul lunii iunie de un guvern interimar după demisia lui Chiril Gaburici, are un nou guvern: premierul desemnat Valeriu Streleț primește votul de încredere al parlamentului.
- 30 iulie: O echipă internațională de astronomi a detectat, în premieră absolută, o auroră în atmosfera unei pitice cenușii aflată la aproximativ 18 ani lumină distanță, în constelația Lira. Aurora este asemănătoare celor boreale dar de milioane de ori mai strălucitoare.

### August

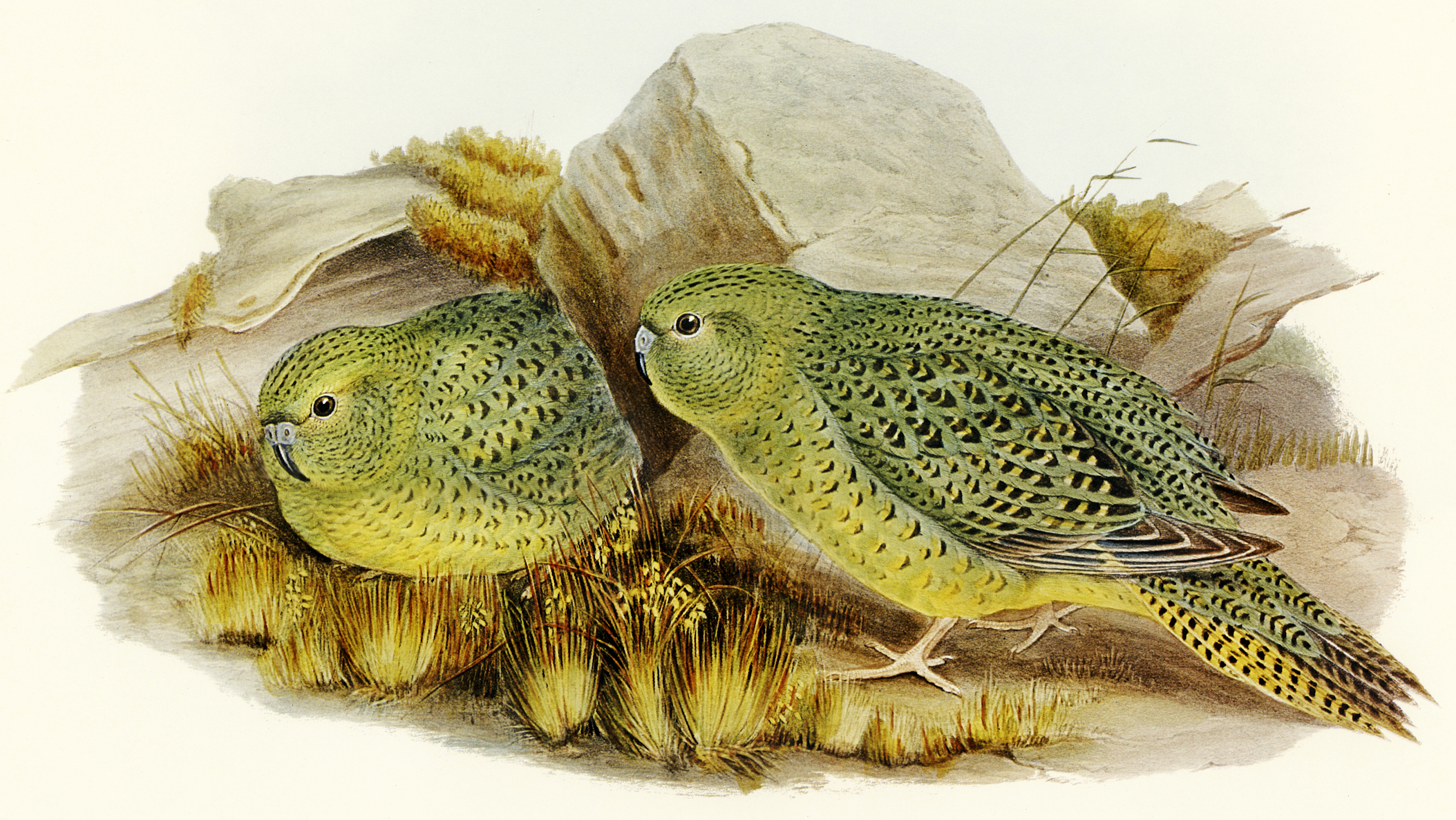
10 august: Un papagal de noapte a fost capturat pentru prima dată în peste o sută de ani, în Australia.

- 5 august: Prim-ministrul malaysian Najib Razak a confirmat că rămășițele avionului descoperite în Oceanul Indian aparțin Boeing-ului care asigura zborul MH370 al companiei Malaysia Airlines și care a dispărut în data de 8 martie 2014.[43]
- 6 august: Supraviețuitori ai bombardamentului atomic, oficiali japonezi și diplomați străini au asistat la Hiroshima, alături de alte zeci de mii de persoane, la comemorarea a 70 de ani de la primul atac nuclear din istorie, în ultimele zile ale celui de-al Doilea Război Mondial.
- 10 august: Un papagal de noapte a fost capturat pentru prima dată în peste o sută de ani, în Australia.[44]
- 10 august: Un studiu științific, parte a studiului Galaxy And Mass Assembly (GAMA), după ce a examinat blocuri imense de spațiu îndepărtat, aflate la mai multe miliarde de ani lumină depărtare, a concluzionat că universul „se stinge încet". Cercetătorii au măsurat energia produsă de 200.000 de galaxii, descoperind că este de două ori mai redusă decât cea generată acum 2 miliarde de ani.[45][46]
- 14 august: Matematicieni americani de la Universitatea Washington au descoperit un nou tip de pentagon neregulat. Este vorba de un nou tip de „mozaicare pentagonală", iar noua formă descoperită reprezintă cel de-al 15-lea tip de pentagon neregulat care este capabil de o astfel de performanță. Precedentul pentagon de acest tip a fost descoperit în urmă cu 30 de ani.[47]
- 18 august: Reprezentanții Apelor Române afirmă că Dunărea are cel mai mic debit din ultimii 32 de ani. Debitul Dunării este de doar 2.300 mc/s la intrarea în țară, față de 4.300 mc/s, cât este media lunii august.[48]
- 20 august: Prim-ministrul Greciei, Alexis Tsipras, își anunță demisia și cere alegeri anticipate pe 20 septembrie.
- 25 august: Regizorul ucrainean Oleg Sențov, care s-a opus anexării Crimeii la teritoriul rus, a fost condamnat pentru „terorism” la 20 de ani de închisoare de un tribunal din sudul Rusiei.
- 26 august: Criza refugiaților: Vicepremierul Cehiei solicită închiderea imediată a frontierei externe a spațiului Schengen pentru a fi oprit afluxul de refugiați.

### Septembrie

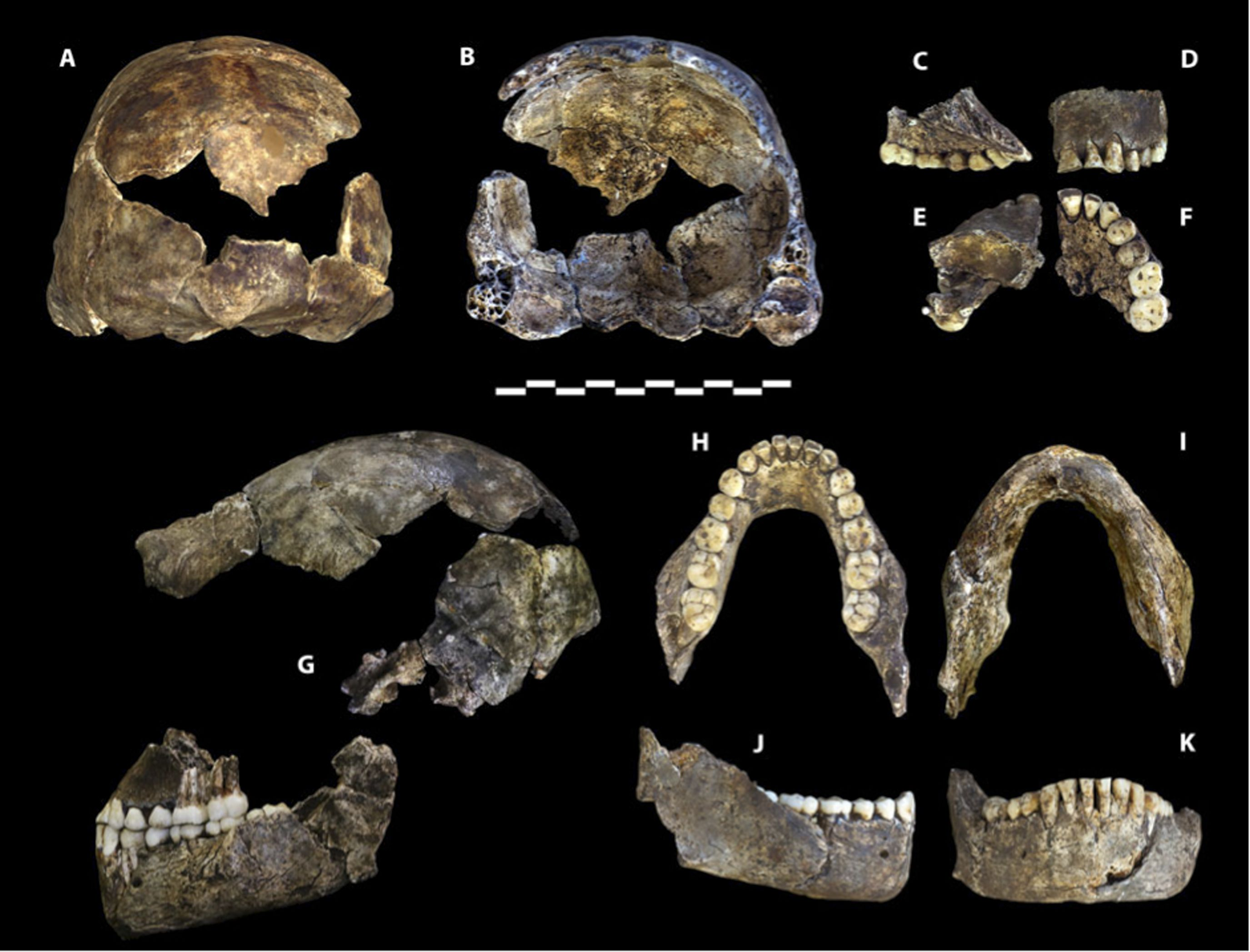
10 septembrie: Rămășițe ale unei vechi specii umane (Homo naledi) au fost descoperite într-o peșteră din Africa de Sud. Cercetătorii au formulat ipoteza că aceste vechi rude îndepărtate ale omului practicau deja rituri funerare.

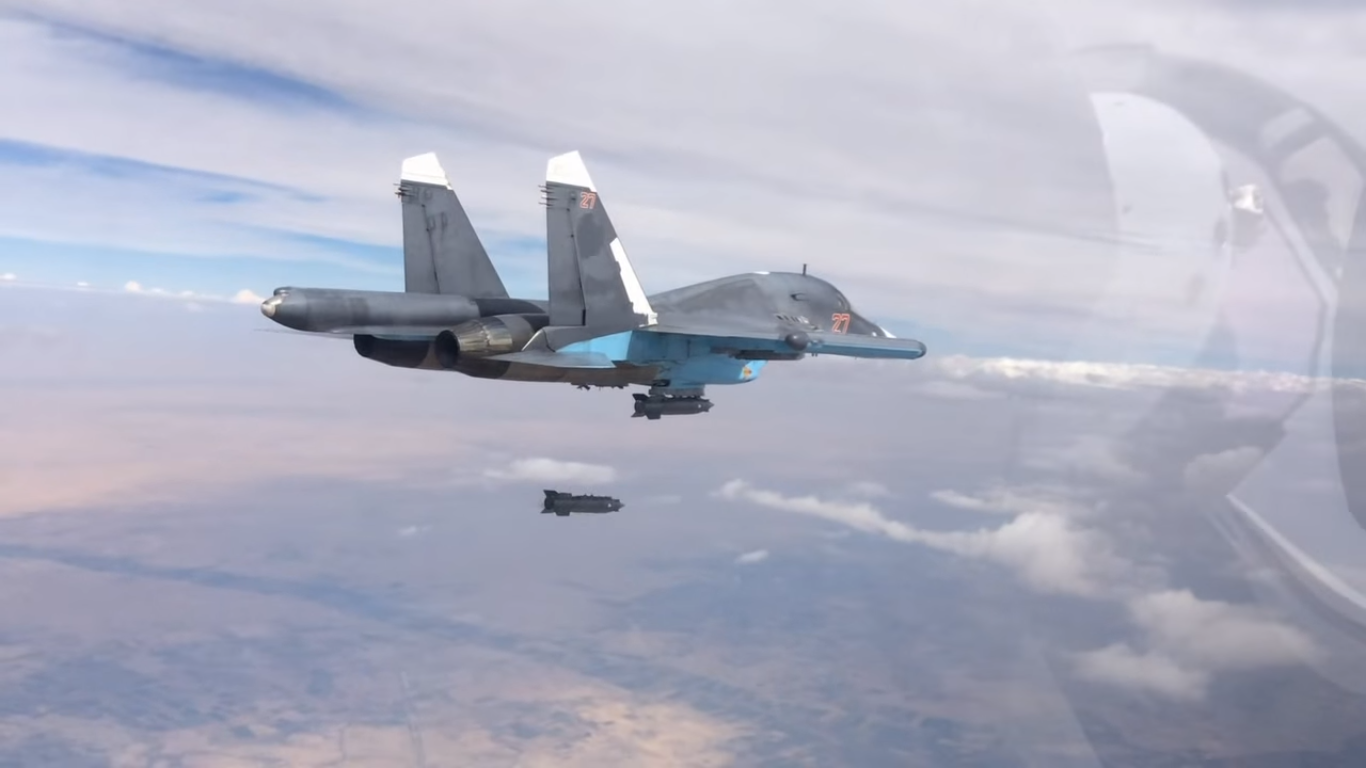
30 septembrie: Rusia începe atacurile aeriene în sprijinul guvernului sirian împotriva ISIS și a forțelor anti-guvernamentale din Siria.

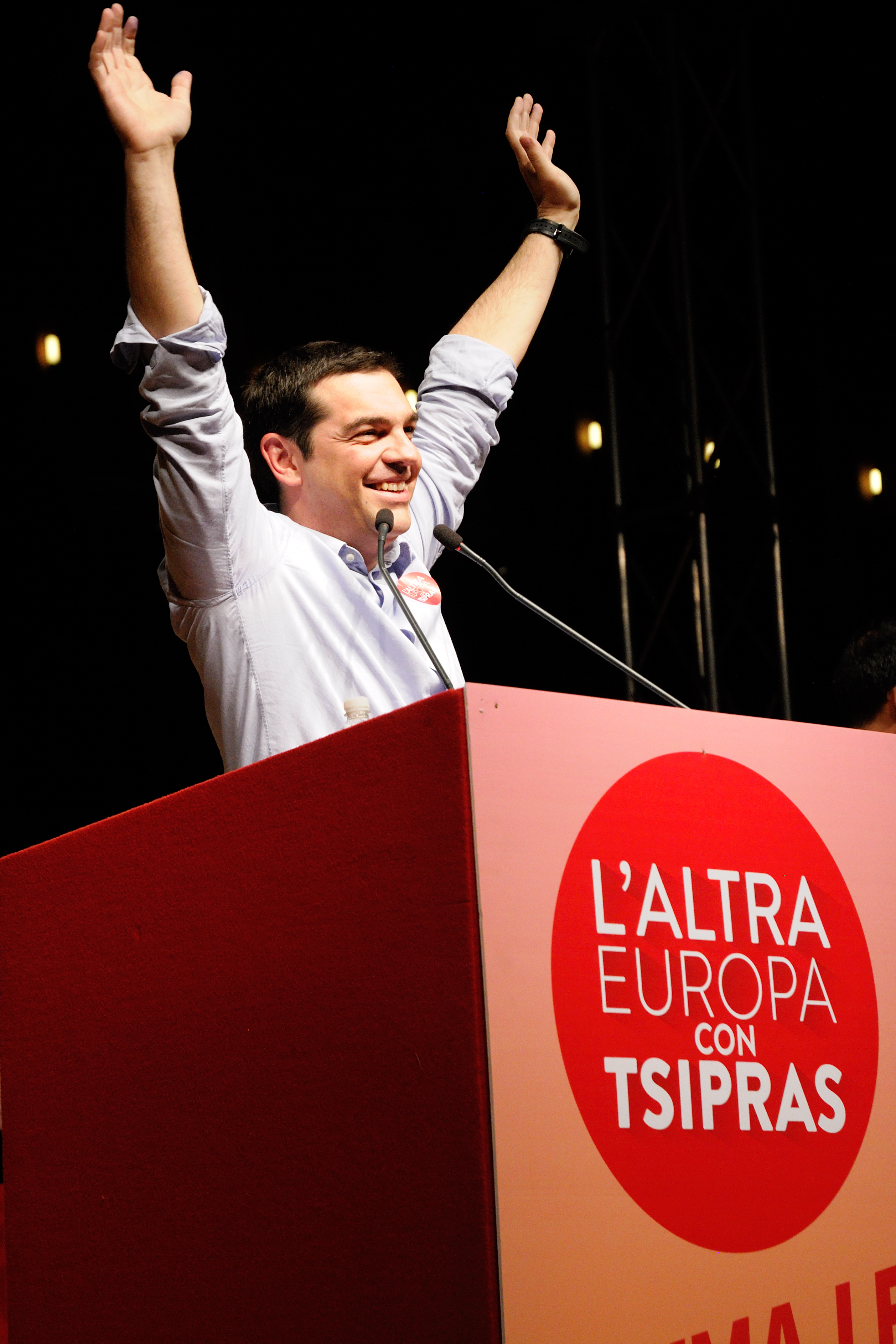
Alexis Tsipras devine premier al Greciei

- 1 septembrie: Criza refugiaților: Autoritățile din Ungaria au închis Gara Keleti din Budapesta, pentru a preveni ca sute de imigranți să treacă granița cu trenul spre alte capitale europene.
- 4 septembrie: Șefii de guvern din statele Grupului de la Vișegrad (Ungaria, Republica Cehă, Slovacia și Polonia), au convenit la Praga să-și mențină poziția lor comună de respingere a propunerii de impunere a unor cote obligatorii de refugiați între statele Uniunii Europene.
- 5 septembrie: Criza refugiaților: Ca urmare a deciziei Austriei și Germaniei de a renunța la normele sistemului de azil, aproximativ 6.500 de imigranți - cea mai mare parte din Siria, Irak și Afganistan - au ajuns la Viena și în alte orașe austriece. Ei au călătorit din Ungaria cu autobuzul, trenul sau pe jos. Emigranții au avut posibilitatea de a se înregistra în Austria sau a trece în Germania.[49][50]
- 6 septembrie: Primarul Sorin Oprescu și alte cinci persoane aflate în legătură cu Primăria Municipiului București au fost arestate pentru fapte de corupție.[51]
- 9 septembrie: Regina Elisabeta a II-a a devenit monarhul britanic cu cea mai lungă domnie din istoria Marii Britanii (63 de ani și șapte luni), surclasând-o pe regina Victoria, stră-străbunica sa.[52]
- 10 septembrie: Rămășițe ale unei vechi specii umane (Homo naledi) au fost descoperite într-o peșteră din Africa de Sud din care au fost exhumate osemintele a 15 hominizi. Echipa de cercetători care efectuează săpăturile arheologice a formulat ipoteza că aceste vechi rude îndepărtate ale omului practicau deja rituri funerare.
- 16 septembrie: A avut loc un Cutremur în Chile de 8,3 grade Richter, soldat cu 13 morți.
- 17 septembrie: Armata din Burkina Faso a comunicat că deține controlul asupra țării vest-africane, confirmând desfășurarea unei lovituri de stat. Liderii loviturii de stat, care provin dintr-o unitate de elită a gărzii prezidențiale s-au legitimat drept Consiliul Național pentru Democrație.
- 18 septembrie: Cupa Mondială de Rugby din 2015 a fost declarată deschisă la Stadionul Twickenham din Londra de președintele World Rugby împreună cu Prințul Henry de Wales.
- 19 septembrie: Camera superioară a Parlamentului japonez a aprobat controversata legislație care permite pentru prima dată de la încheierea celui de-Al Doilea Război Mondial, trimiterea de soldați într-un conflict în străinătate.
- 19 septembrie: Papa Francisc începe o vizită de trei zile în Cuba. Suveranul pontif a contribuit esențial la detensionarea relațiilor dintre Statele Unite și Cuba.
- 20 septembrie: Alegeri anticipate în Grecia câștigate clar de Syriza. Partidul lui Alexis Tsipras a obținut 35,46% din voturile exprimate, ceea ce îi aduce 145 din cele 300 de locuri din parlament, cu patru mai puține decât la alegerile din ianuarie care l-au adus pentru prima dată pe Tsipras la putere.
- 24 septembrie: Papa Francisc devine primul suveran pontif care ține un discurs în fața Camerelor reunite ale Congresului american. El a abordat mai multe probleme: avortul, importanța familiei și a căsătoriei, schimbările climatice, imigrația și criza refugiaților cauzate de tulburări la nivel mondial, un comportament de afaceri adecvat și eliminarea la nivel mondial a pedepsei capitale.[53][54]
- 24 septembrie: Peste 700 de persoane au murit și peste 800 au fost rănite în busculada produsă la Mina, în apropierea orașului sfânt musulman Mecca, din Arabia Saudită, în cea mai gravă tragedie întâmplată în ultimii 25 de ani în timpul pelerinajului anual (Hajj), la care participă două milioane de oameni.[55][56]
- 27 septembrie: Alianța separatistă condusă de către liderul catalan Artur Mas a obținut 72 din cele 135 de mandate ale Parlamentului Catalan, după numărarea a 99% din voturi la alegerile regionale din Catalonia. Lista lui Mas, „Junts pel si" (împreună pentru da), a obținut 62 de mandate dintre aceste mandate, iar „Candidatura d'Unitat Popular" (CUP, extremă stânga),10.[57]
- 28 septembrie: NASA afirmă că a găsit cea mai bună dovadă de existență a apei lichide pe Marte. Un studiu publicat în revista Nature Geoscience arată că în dungile de culoare închisă care apar pe suprafața planetei Marte au fost găsite semne ale prezenței unor săruri minerale „hidratate", care necesită apă pentru a se forma.[58]
- 30 septembrie:  Rusia începe atacurile aeriene  în sprijinul guvernului sirian împotriva ISIS și a forțelor anti-guvernamentale din Siria .

### Octombrie

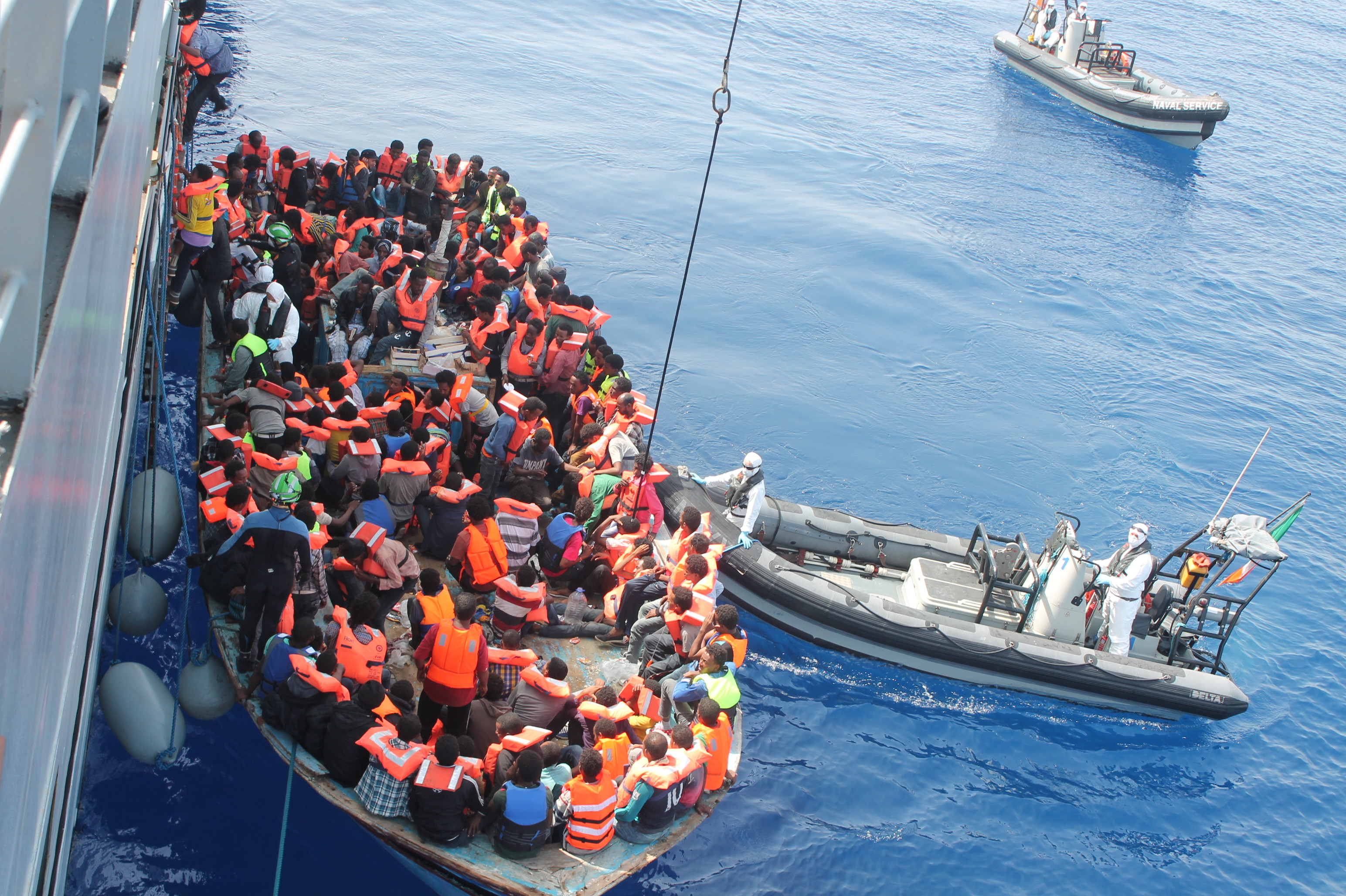
Criza refugiaților în Europa: Autoritățile de la Bruxelles și Ankara au stabilit un plan de acțiune pentru reglarea fluxului de refugiați care se îndreaptă către Europa, plan ce are la bază crearea de tabere de primire și intensificarea controalelor la graniță.

- 1 octombrie: Se lansează noul post din cadrul trustului Digi TV: Digi Sport 4.
- 4 octombrie: Cel puțin 16 persoane au murit în urma unor furtuni extrem de violente, urmate de inundații masive, care au avut loc în cursul nopții de 3-4 octombrie în sud-estul Franței, în zona cunoscută sub numele „Coasta de Azur", numeroase vehicule și case fiind duse de viituri în Marea Mediterană.
- 5 octombrie: Coaliția guvernamentală de centru-dreapta din Portugalia a câștigat alegerile legislative din 4 octombrie, considerate un test pentru măsurile sale dure de austeritate, dar eșecul său de a obține majoritatea va genera probabil instabilitate politică.
- 5 octombrie: Criza refugiaților în Europa: Autoritățile de la Bruxelles și Ankara au stabilit un plan de acțiune pentru reglarea fluxului de refugiați care se îndreaptă către Europa, plan ce are la bază crearea de tabere de primire și intensificarea controalelor la graniță.
- 8 octombrie: NASA a anunțat că imaginile de la suprafața planetei pitice Pluto obținute de sonda New Horizons prezintă o spectaculoasă „ceață" care conferă culoarea albastră cerului plutonian și plăci de gheață din apă la sol.
- 10 octombrie:  O serie de atentate sinucigașe ucid cel puțin 100 de persoane la un raliu de pace din Ankara, Turcia, și rănesc mai mult de 400 de persoane.
- 11 octombrie: Aleksandr Lukașenko câștigă alegerile prezidențiale din Belarus cu o majoritate de 83,49% din voturile exprimate.
- 15 octombrie: Parlamentul moldovean a votat pentru ridicarea imunității parlamentare a fostului premier Vlad Filat, acuzat de implicare în fraudele de la Banca de Economii (BEM).
- 18 octombrie: Judecătorii moldoveni au decis, plasarea în arest preventiv a fostului premier Vlad Filat, acuzat de fraude bancare și luare de mită. Fostul premier moldovean va contesta la o instanță superioară decizia și a depus o plângere penală împotriva denunțătorului său, Ilan Shor, pe care îl acuză că a făcut declarații false.
- 29 octombrie: Guvernul pro-european din Republica Moldova, condus de premierul Valeriu Streleț, a fost demis joi printr-o moțiune de cenzură, care a fost votată de 65 de parlamentari.
- 29 octombrie: China a anunțat că renunță la controversata politică a copilului unic după 36 de ani. Tuturor cuplurilor li se va permite să aibă doi copii.[59]
- 30 octombrie: Premierul moldovean Valeriu Streleț i-a prezentat președintelui Nicolae Timofti demisia Guvernului, în urma moțiunii de cenzură votate joi de Parlament. Nicolae Timofti l-a numit pe vicepremierul liberal Gheorghe Brega în funcția de premier interimar, până la formarea unui nou Guvern.
- 30 octombrie: 64 de persoane au murit (după ultimul bilanț din 29 iulie 2017) și alte peste 160 au fost rănite în urma unui incendiu care a avut loc în clubul Colectiv din București. Incendiul a izbucnit, cel mai probabil, de la artificiile folosite la un concert care avea loc în acel moment.[60]
- 31 octombrie: Incendiul din clubul Colectiv: Guvernul României declară trei zile de doliu național.
- 31 octombrie: Un avion rus Airbus A-321 cu 224 de persoane la bord, care a decolat din stațiunea egipteană Sharm el-Sheikh către orașul rusesc Sankt Petersburg, s-a prăbușit în centrul Sinaiului.[61][62]. Nu au fost supraviețuitori.

### Noiembrie
- 4 noiembrie: Premierul Victor Ponta își depune mandatul la presiunea protestelor din centrul Bucureștiului. Tot în aceeași zi și primarul sectorului 4 din București, Cristian Popescu Piedone, își depune mandatul.
- 7 noiembrie: Liderii Taiwanului Ma Ying-jeou și Chinei Xi Jinping și-au strâns mâna, într-o întâlnire istorică, marcând primul contact la vârf între cei doi foști inamici din timpul Războiului Rece, despărțiți în urma războiului civil, în urmă cu 66 de ani.
- 10 noiembrie: Fostul comisar european pentru Agricultură Dacian Cioloș este desemnat de către președintele Klaus Iohannis, pentru funcția de prim-ministru al României.
- 11 noiembrie: Astronomii anunță descoperirea lui V774104, cel mai îndepărtat obiect cunoscut până acum din sistemul solar, care se situează la 15,4 miliarde de kilometri de Soare, de trei ori mai mult decât distanța până la Pluto.
- 13 noiembrie: Bilanțul incendiului din clubul Colectiv a ajuns la 55 de decese.
- 13 noiembrie: Mai multe explozii și atentate teroriste au avut loc în mai multe zone din Paris, bilanțul fiind de cel puțin 140 de morți și sute de răniți. Câteva explozii s-au produs în zona Stade de France, unde avea loc un amical între echipele de fotbal ale Franței și Germaniei, iar alte atacuri armate au fost semnalate în zonele Fontaine au Roi, Charonne și Bataclan.
- 17 noiembrie: Premierul Dacian Cioloș și miniștrii cabinetului său au depus jurământul de investitură la Palatul Cotroceni.
- 19 noiembrie: S-a anunțat că un diamant uriaș de 1.111 carate și de o calitate excepțională, considerat cel mai mare și mai valoros descoperit în ultimul secol, a fost extras recent dintr-o mină din Botswana.
- 20 noiembrie: Criza ostaticilor de la Hotelul Radisson Blu din Bamako, Mali, s-a soldat cu moartea a 27 de persoane.
- 24 noiembrie: Forțele Aeriene ale Turciei au doborât un bombardier rusesc Suhoi Su-24 lângă granița siriano-turcă. Relațiile ruso-turce au devenit extrem de tensionate.
- 29 noiembrie: Marea Britanie câștigă pentru a zecea oară Cupa Davis, însă pentru prima dată din anul 1936, după ce a învins Belgia. Andy Murray a câștigat toate cele trei meciuri, jucând atât la simplu cât și la dublu în echipă cu fratele său, Jamie Murray.

### Decembrie

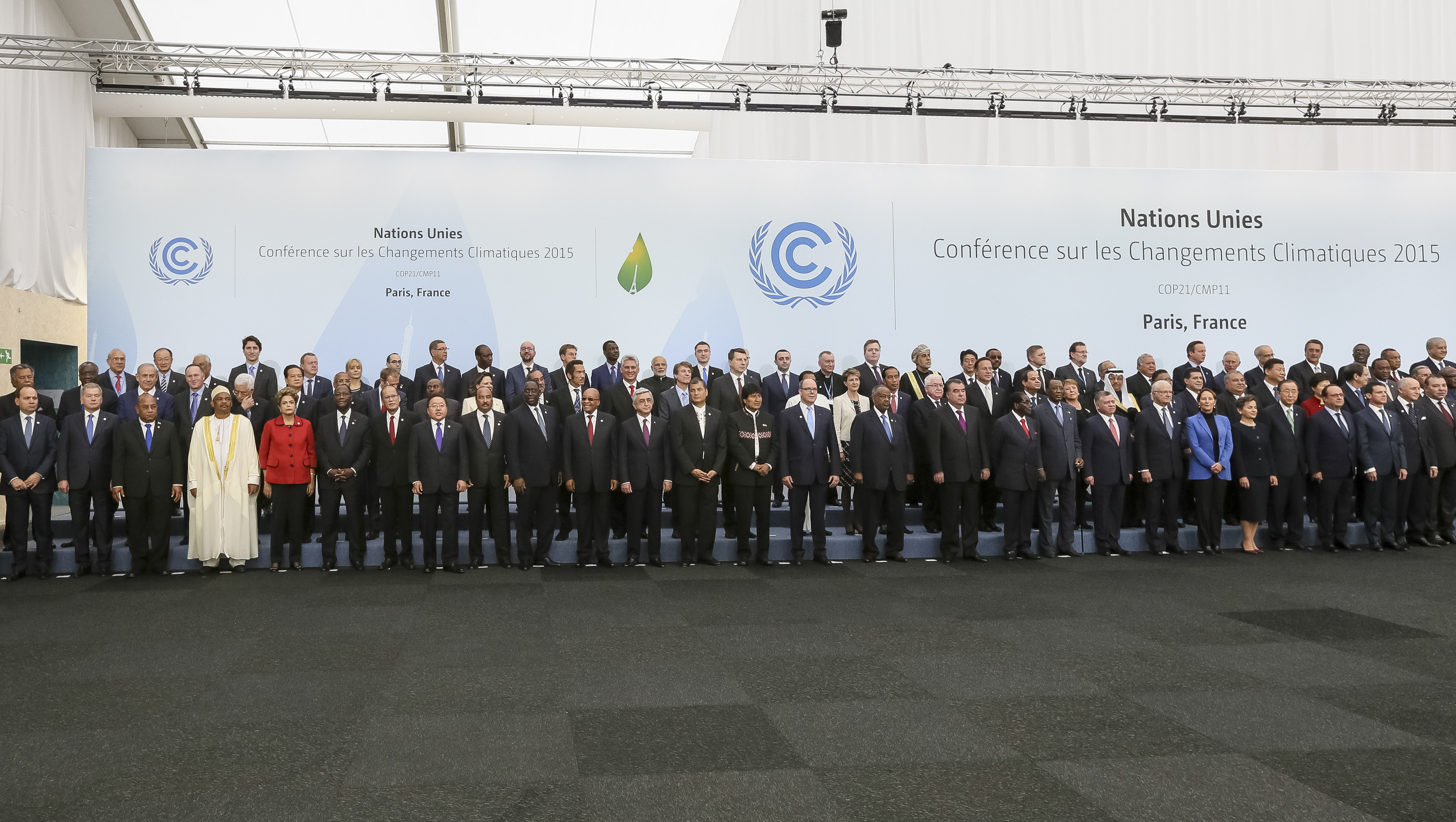
12 decembrie: La Paris s-a semnat un tratat în temeiul (UNFCCC), care reglementează măsurile de reducere a emisiilor de dioxid de carbon începând cu anul 2020.

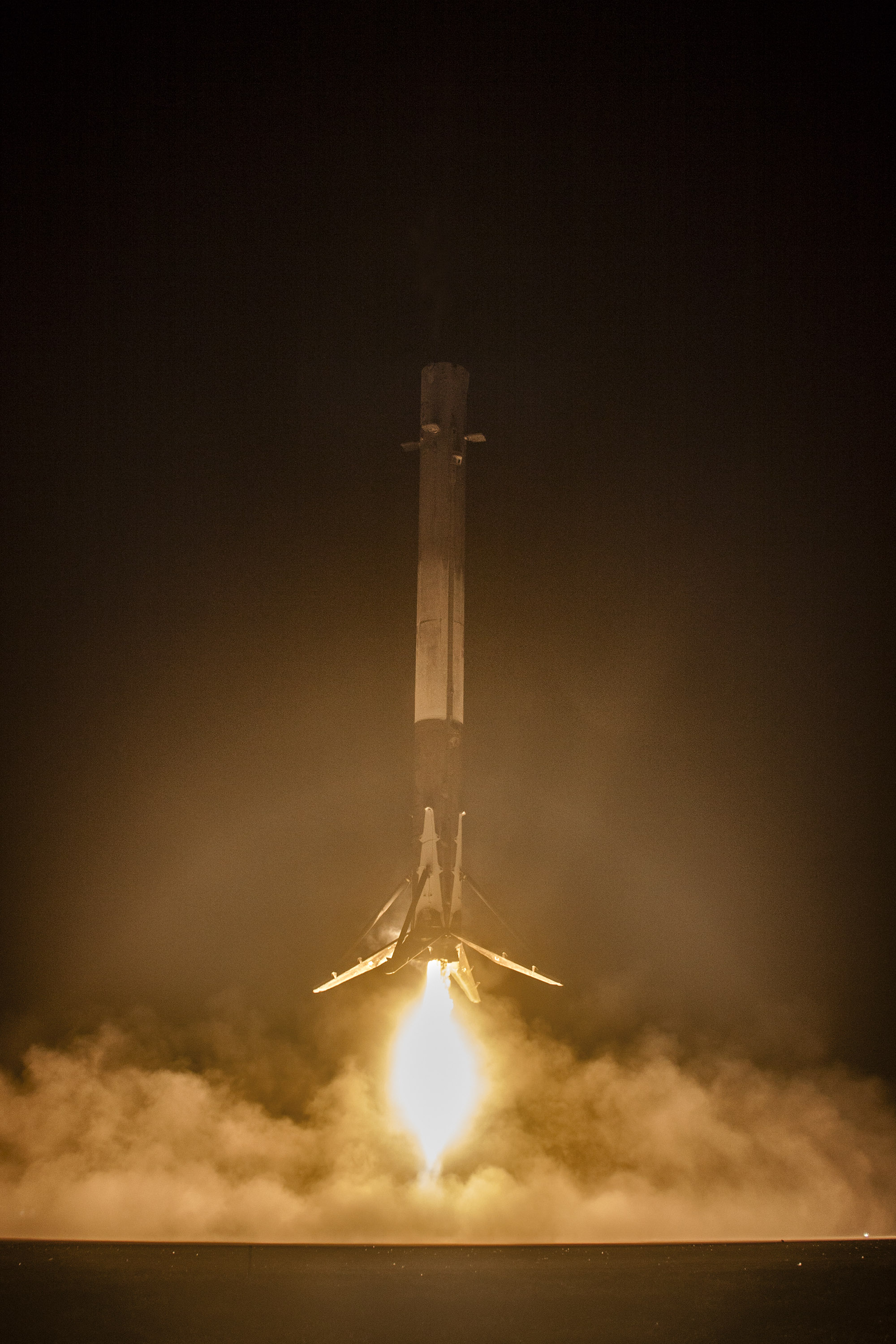
22 decembrie: Compania americană SpaceX, după ce a trimis pe orbită o rachetă cu 11 sateliți, a reușit în premieră să o recupereze, racheta aterizând controlat vertical la baza din Cape Canaveral.

- 2 decembrie: Doi oameni au deschis focul în San Bernardino, California (SUA), la un centru social, omorând cel puțin 14 persoane și rănind alte 14. După două zile masacrul a fost reclasificat în „act de terorism".[63][64]
- 3 decembrie: A fost lansată sonda spațială LISA Pathfinder, care va testa tehnologiile necesare pentru detectarea undelor gravitaționale.
- 7 decembrie: Beijing a decretat cod roșu de poluare, ceea ce înseamnă că începând de a doua zi, milioane de autovehicule vor fi forțate să staționeze, fabricile și spațiile în construcție vor fi închise, iar școlile și alte instituții publice vor fi sfătuite să își suspende activitatea.[65]
- 12 decembrie: La Paris s-a semnat un tratat în temeiul Convenției-cadru a Organizației Națiunilor Unite privind schimbările climatice (UNFCCC), care reglementează măsurile de reducere a emisiilor de dioxid de carbon începând cu anul 2020.
- 14 decembrie: Peste 700.000 de persoane din statul Filipine au fost evacuate preventiv din cauza Taifunului Melor, care s-a intensificat rapid în weekend pe măsură ce a avansat spre insula estică Samar.
- 15 decembrie: Bilanțul incendiului din clubul Colectiv a ajuns la 62 de decese.
- 21 decembrie: Partidul Popular al președintelui Guvernului spaniol Mariano Rajoy s-a clasat pe primul loc în urma alegerilor legislative, dar a pierdut majoritatea absolută, în favoarea partidelor de stânga care, împreună, ar putea guverna, potrivit rezultatelor definitive.
- 21 decembrie: Peste 130 de incendii de vegetație afectau Asturia, în nord-vestul Spaniei, unde o masă de aer neobișnuit de caldă și uscată a îngreunat intervenția pompierilor, iar aceste incendii au condus la închiderea temporară a unor drumuri și unei linii feroviare.
- 21 decembrie: Președintele Republicii Moldova, Nicolae Timofti, l-a desemnat pe omul de afaceri Ion Sturza pentru funcția de prim-ministru.
- 22 decembrie: Bilanțul incendiului din clubul Colectiv a ajuns la 63 de decese.
- 22 decembrie: Compania americană SpaceX, după ce a trimis pe orbită o rachetă cu 11 sateliți, a reușit în premieră să o recupereze, racheta aterizând controlat la baza din Centrul Spațial Kenedy.[66] Zborul a durat 10 minute, iar racheta a aterizat la aproximativ 9 km de locul decolării.
- 25 decembrie: Un cutremur cu magnitudinea de 6,2 grade Richter s-a produs, în nord-estul Afganistanului, aproape de granița cu Pakistan și Tadjikistan, a anunțat Institutul de geologie al Statelor Unite (USGS). Cel puțin 12 persoane au fost rănite și spitalizate în provincia afgană Nangarhar (est).

## An desemnat

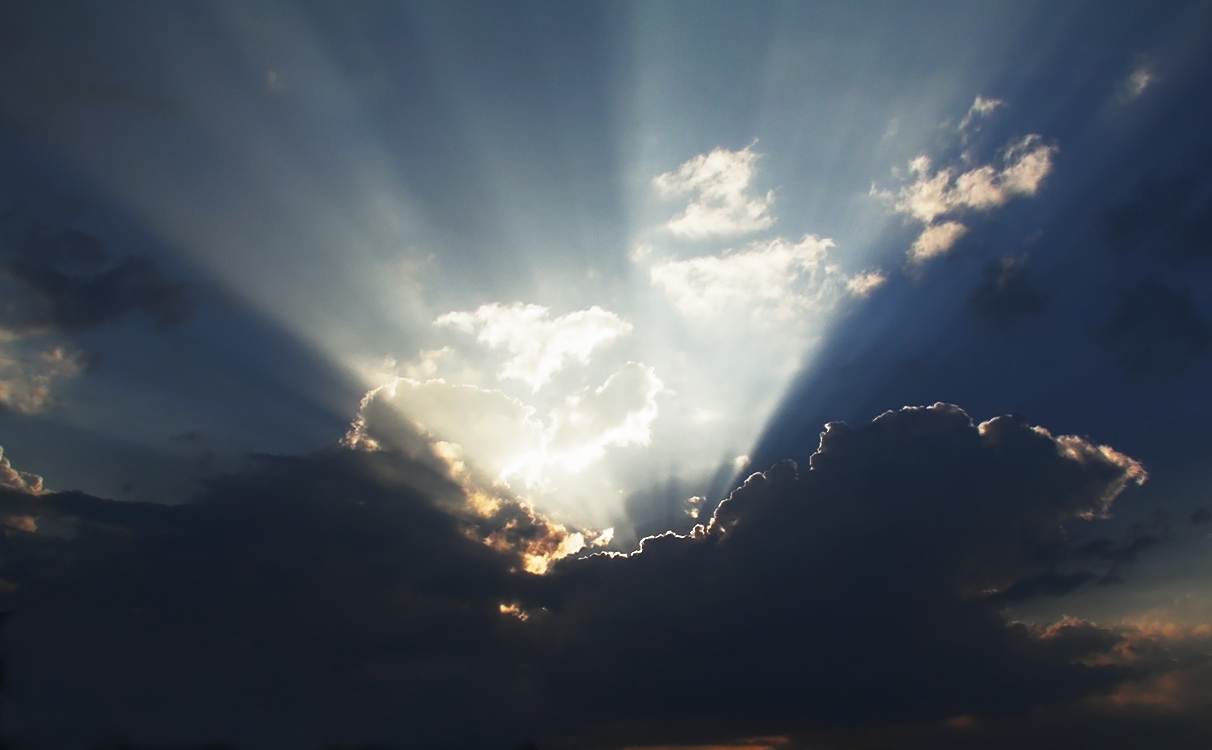
Anul Internațional al Luminii
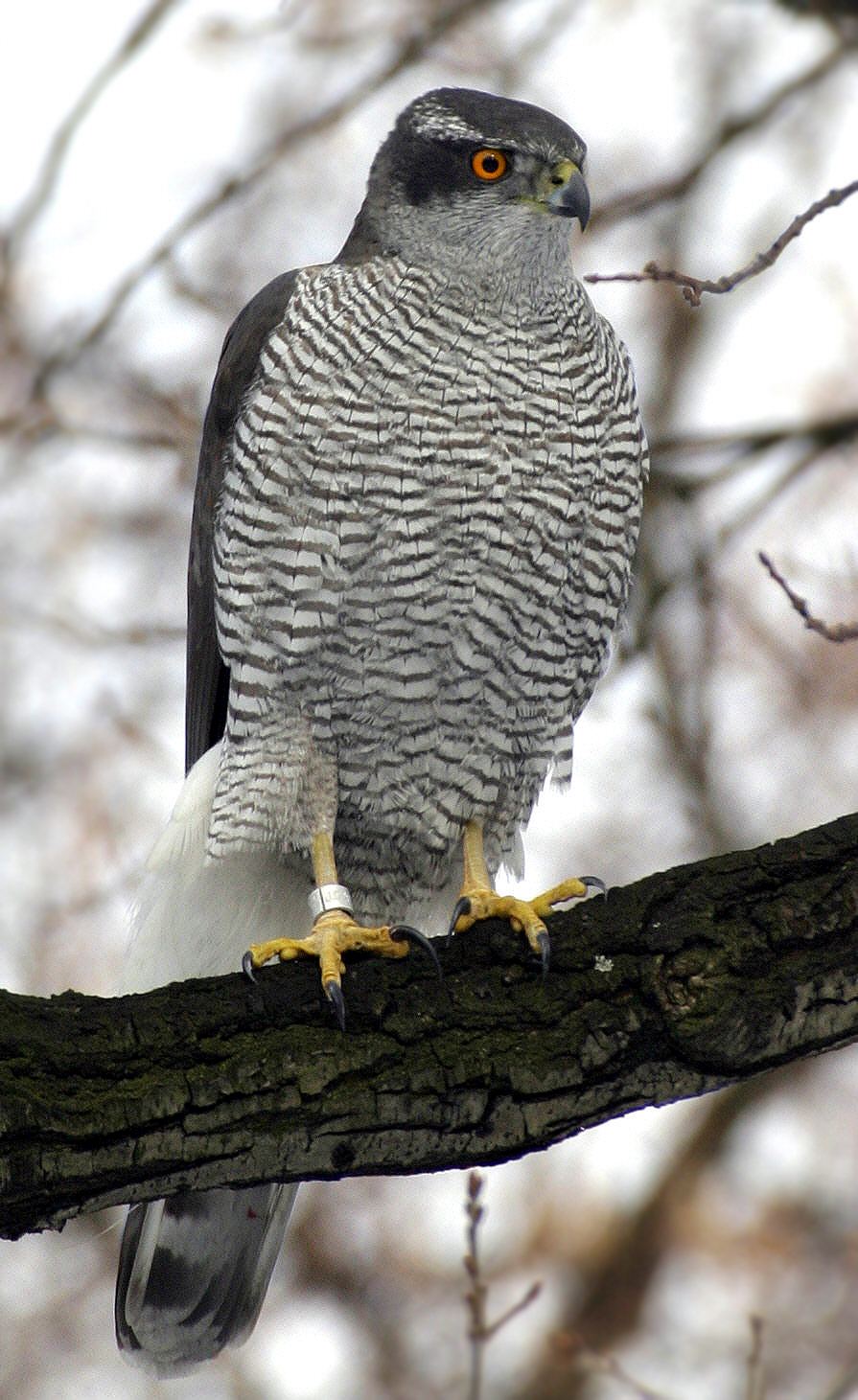
Uliu porumbar-pasărea anului (Accipiter gentilis)
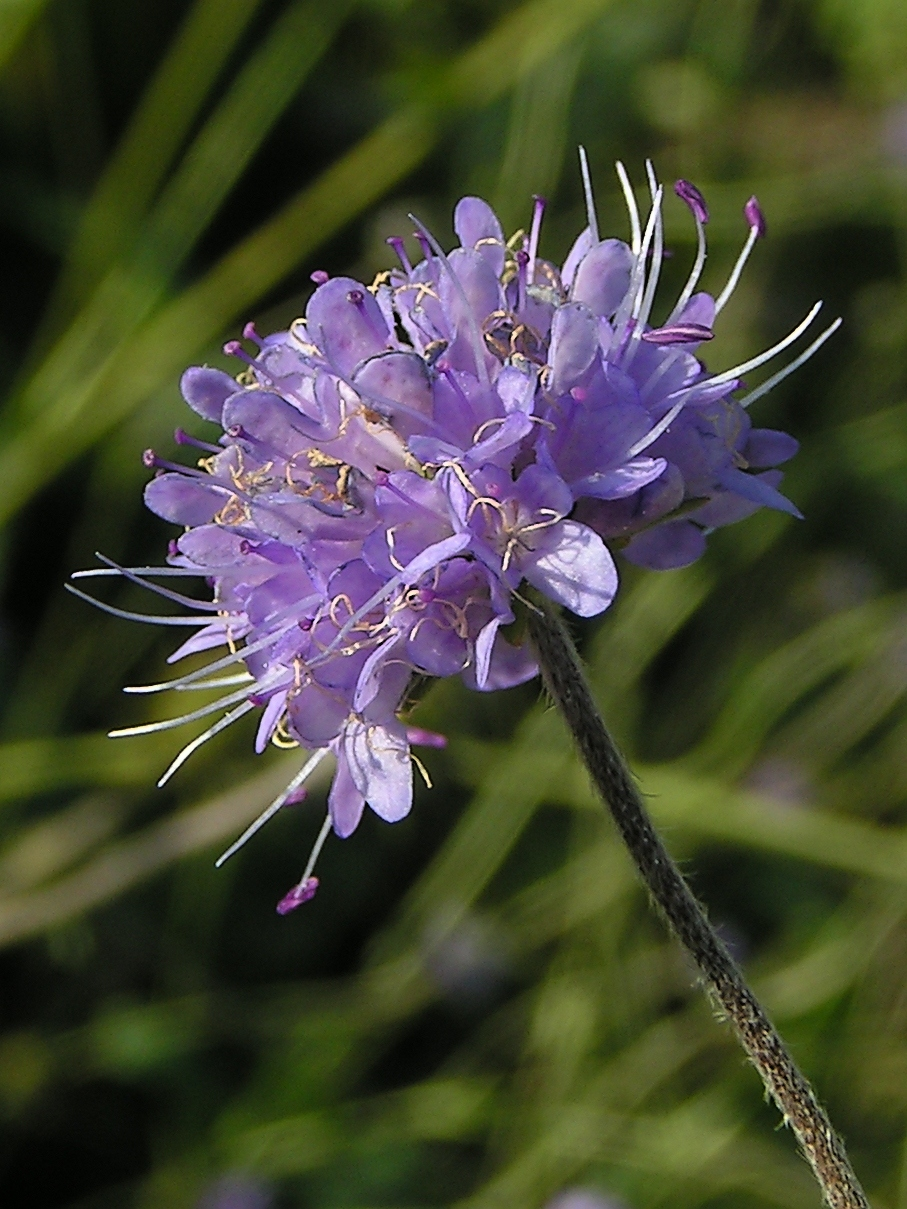
Floarea anului (Succisa pratensis)
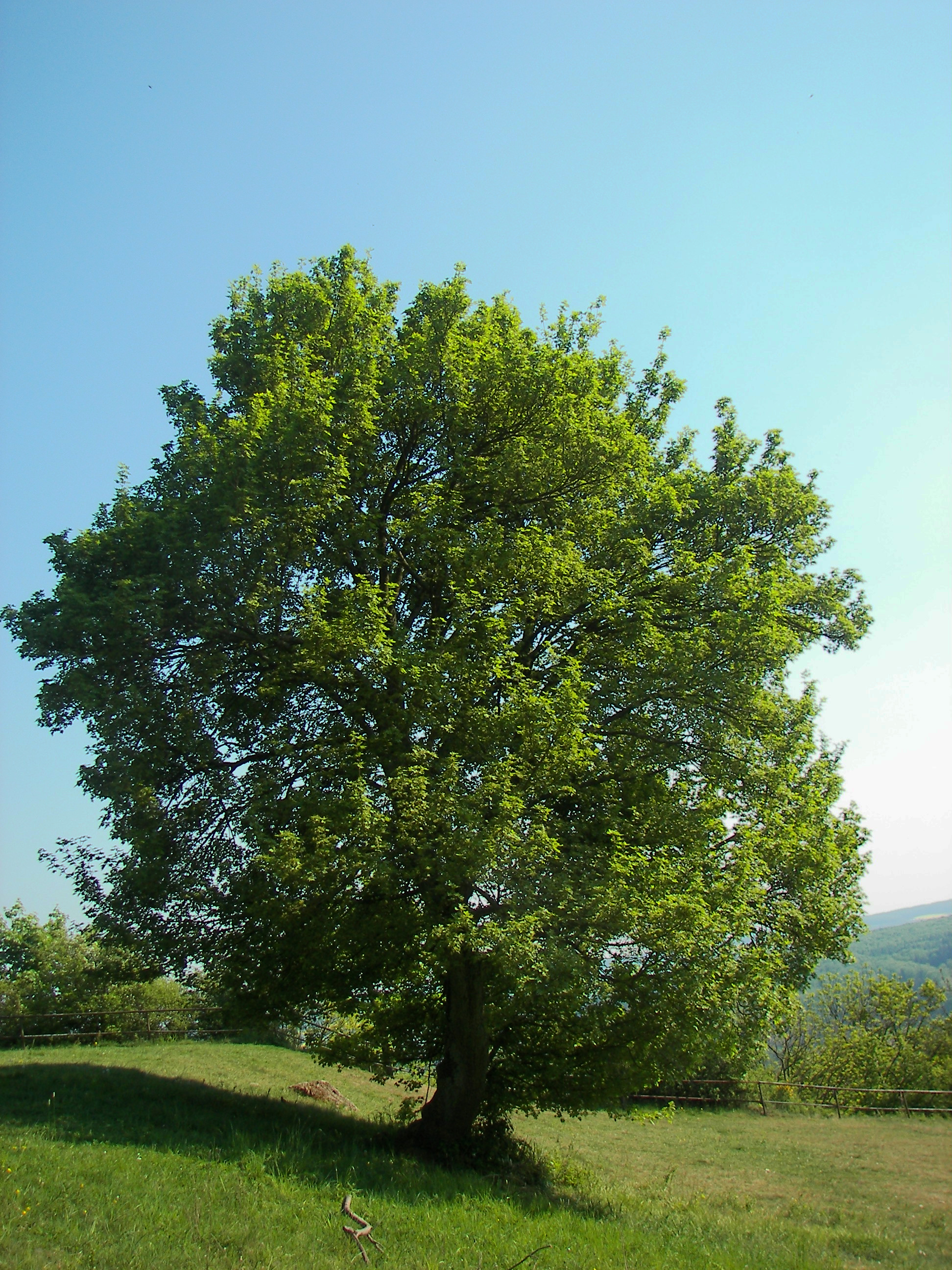
Jugastru-pomul anului (Acer campestre)
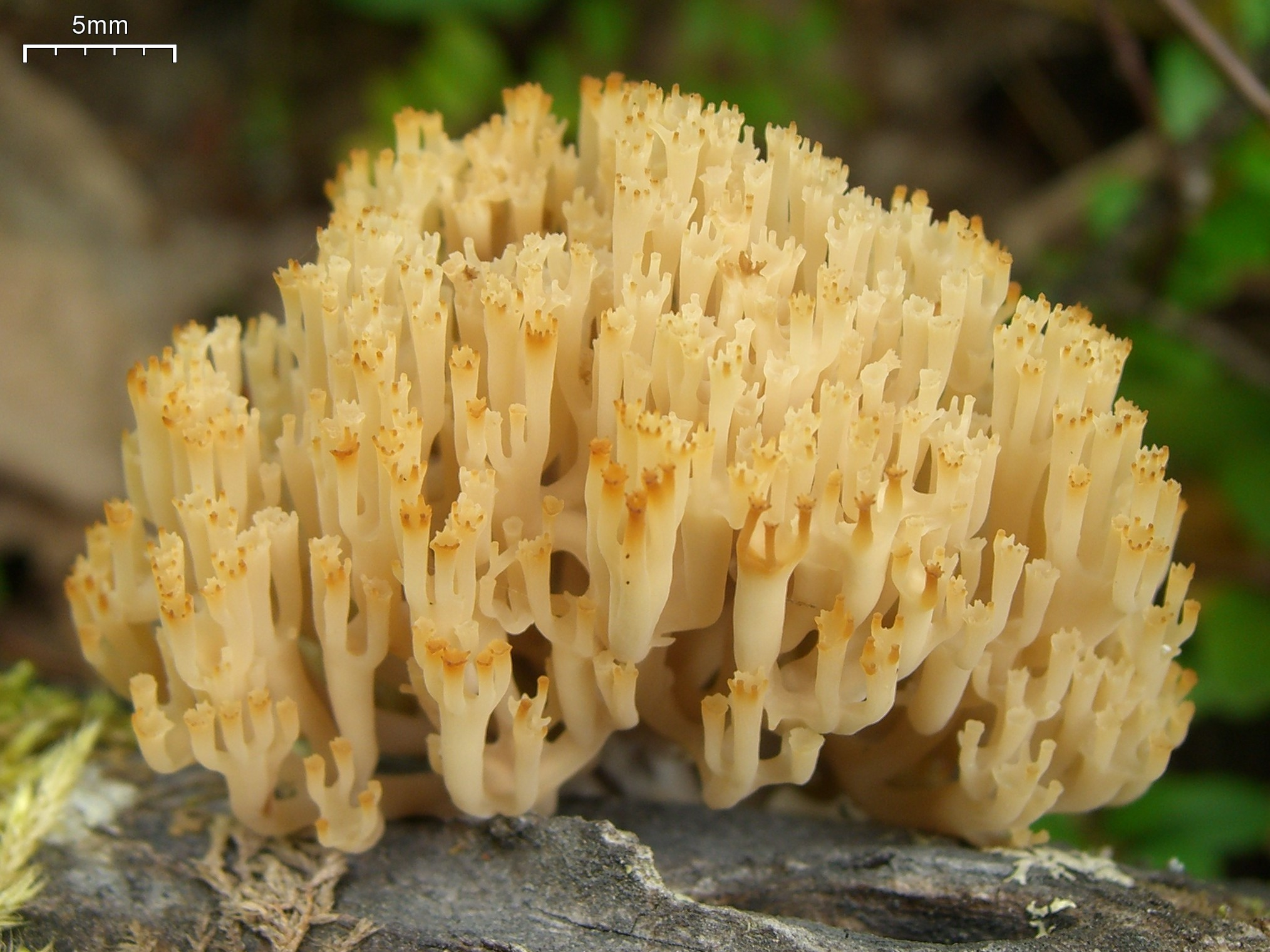
(Artomyces pyxidatus)
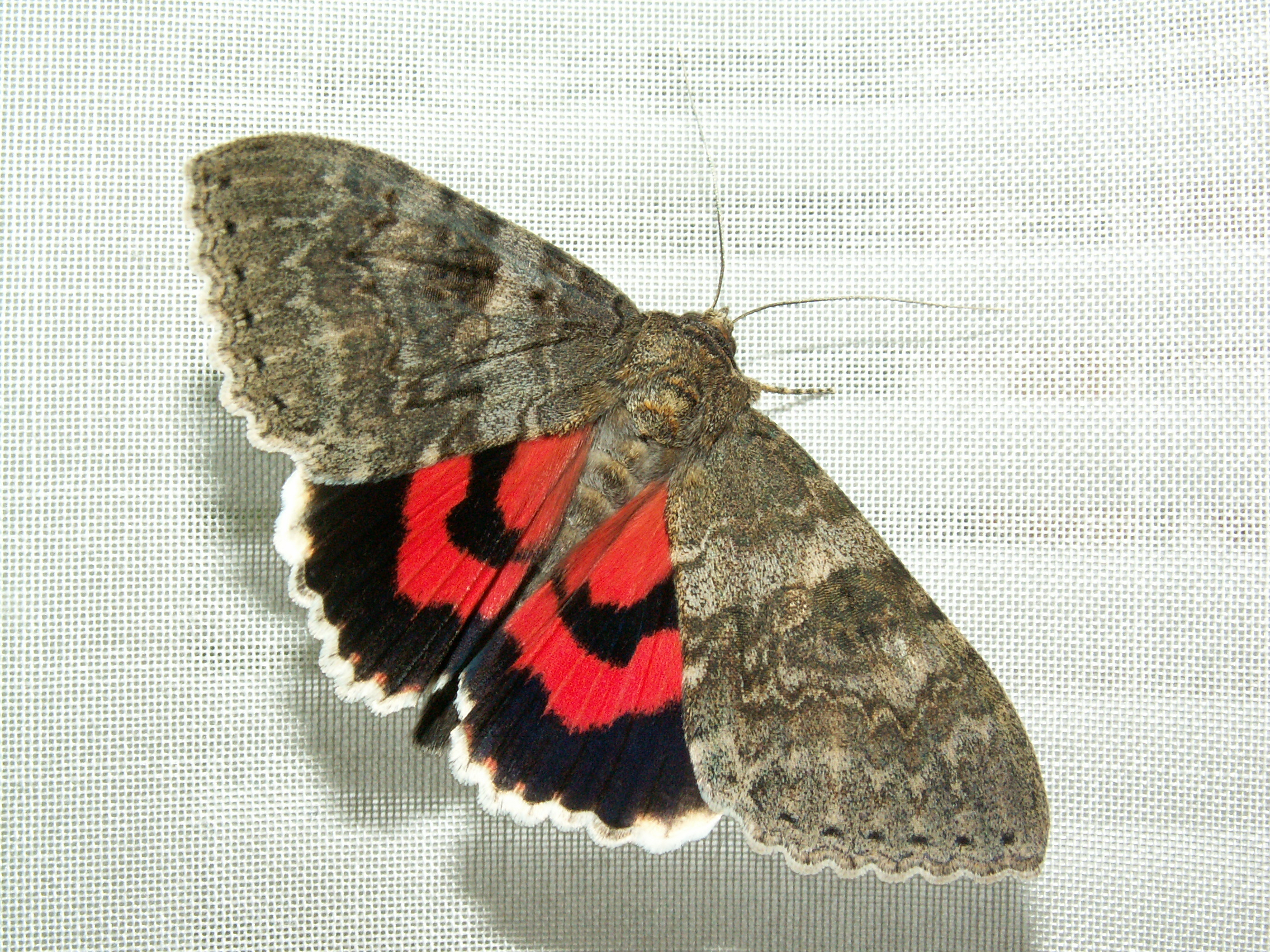
(Catocala nupta)
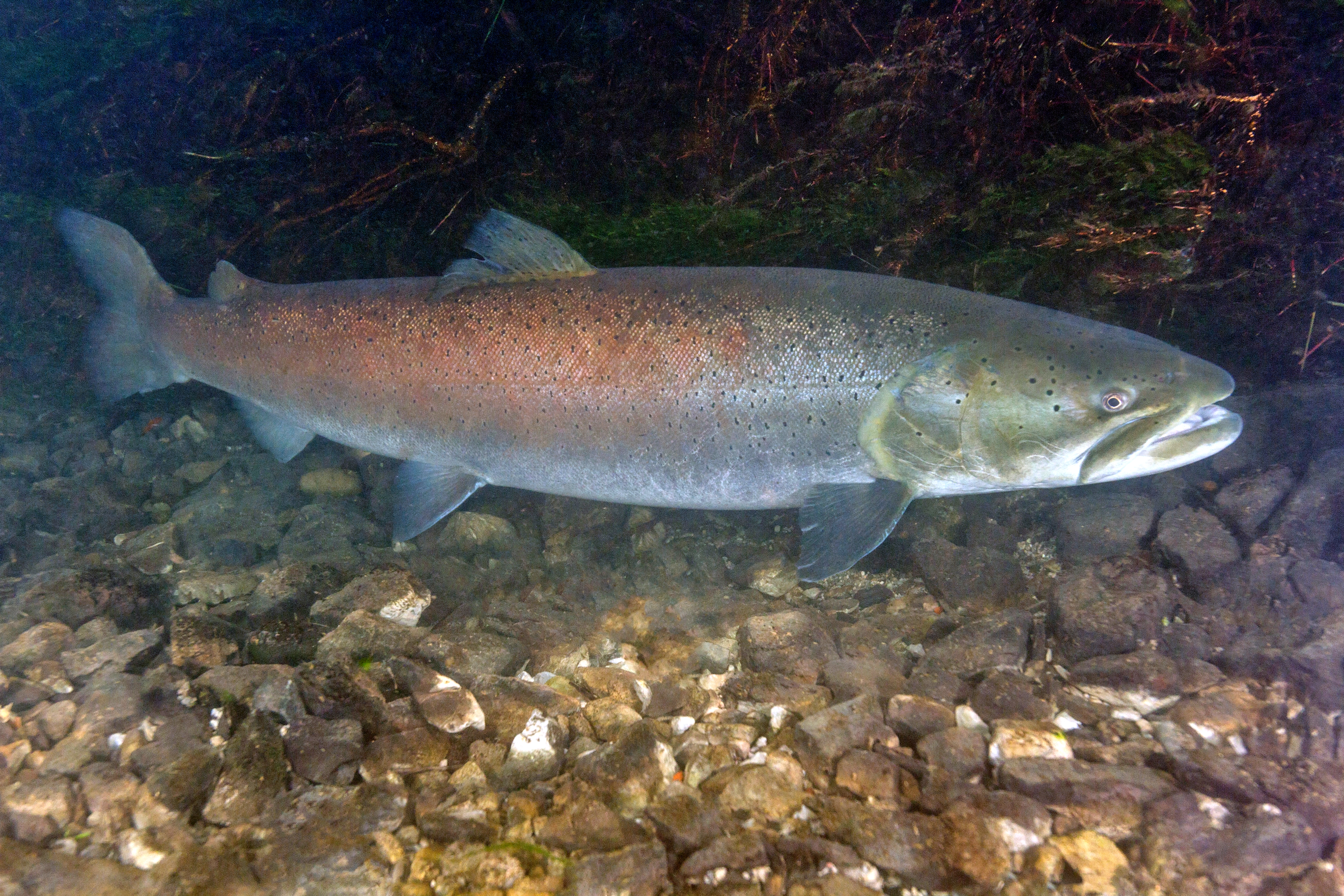
Lostriță-peștele anului (Hucho hucho)

## Nașteri
- 2 mai: Prințesa Charlotte de Cambridge, fiica Prințului William, Duce de Cambridge, strănepoata reginei Elisabeta a II-a.

## Decese

### Ianuarie
- 3 ianuarie: Muath Al-Kasasbeh, 26 ani, pilot militar iordanian (n. 1988)
- 4 ianuarie: Aurel Găvan, 66 ani, deputat român (1990-1992), primar al municipiului Bârlad (1992-1996), (n. 1948)
- 5 ianuarie: Jean-Pierre Beltoise, 77 ani, pilot francez de Formula 1 (n. 1937)
- 6 ianuarie: Arthur Jackson, 96 ani, trăgător de tir american (n. 1918)
- 7 ianuarie: Tadeusz Konwicki, 88 ani, regizor și scriitor polonez (n. 1926)
- 7 ianuarie: Rod Taylor, 84 ani, actor australian de film (n. 1930)
- 10 ianuarie: Harry V. Jaffa, 96 ani, filozof, istoric, editor și profesor american (n. 1918)
- 10 ianuarie: Otto Helmut Mayerhoffer, 71 ani, primar al municipiului Roman (1992-1996), (n. 1943)
- 11 ianuarie: Anita Ekberg, 83 ani, actriță italiană de etnie suedeză (n. 1931)
- 13 ianuarie: Valentin Nicolau, 54 ani, geofizician, scriitor și antreprenor român (n. 1960)
- 14 ianuarie: Iván Andrassew, 62 ani, scriitor maghiar (n. 1952)
- 15 ianuarie: Qasim al-Raymi, membru al-Qaeda yemenită (n. 1978)
- 18 ianuarie: Christine Valmy, 88 ani, om de afaceri american (n. 1926)
- 19 ianuarie: Marcu Burtea, 67 ani, senator român (1996-2000), (n. 1947)
- 19 ianuarie: Justin Capră (Virgilius Justin Capră), 81 ani, inventator auto, profesor și inginer român (n. 1933)
- 19 ianuarie: Robert Manzon, 97 ani, pilot francez de Formula 1 (n. 1917)
- 20 ianuarie: Pierrette Bruno, 86 ani, actriță și cântăreață franceză (n. 1928)
- 20 ianuarie: Edgar Froese (Edgar Wilmar Froese), 70 ani, artist german și pionier al muzicii electronice (Tangerine Dream), (n. 1944)
- 22 ianuarie: Tudor Opriș, 88 ani, scriitor român (n. 1926)
- 23 ianuarie: Barrie Ingham, 82 ani, actor britanic (n. 1932)
- 23 ianuarie: Abdullah bin Abdulaziz al-Saud (n. Abdullah bin Abdulaziz bin Abdulrahman bin Faisal bin Turki bin Abdullah bin Muhammad bin Saud), 90 ani, rege al Arabiei Saudite (2005-2015), (n. 1924)
- 25 ianuarie: Demis Roussos (n. Artemios Ventouris Roussos), 68 ani, cântăreț grec (Goodbye, My Love, Goodbye), (n. 1946)
- 27 ianuarie: Viorica Lascu, 96 ani, filolog și memorialist român (n. 1919)
- 27 ianuarie: Charles Hard Townes, 99 ani, fizician american, laureat al Premiului Nobel (1964), (n. 1915)
- 28 ianuarie: Yves Chauvin, 84 ani, chimist francez, laureat al Premiului Nobel (2005), (n. 1930)
- 29 ianuarie: Alexander Vraciu, 96 ani, aviator american de etnie română (n. 1918)
- 30 ianuarie: Jeliu Jelev, 79 ani, om politic bulgar, președinte al Bulgariei (1990-1997), (n. 1935)
- 30 ianuarie: Aureliu Leca, 74 ani, senator român (2000-2004), (n. 1940)
- 31 ianuarie: Richard von Weizsäcker, 94 ani, politician german, președinte al RFG (1984-1994), (n. 1920)

### Februarie
- 1 februarie: Aldo Ciccolini, 89 ani, pianist italian (n. 1925)
- 1 februarie: Udo Lattek, 82 ani, fotbalist (atacant) și antrenor german (n. 1935)
- 2 februarie: Tibor Bitskey, 85 ani, actor maghiar (n. 1929)
- 3 februarie: Ion Nunweiller, 79 ani, fotbalist român (n. 1936)
- 4 februarie: John Barber, 85 ani, pilot englez de Formula 1 (n. 1929)
- 5 februarie: Val Logsdon Fitch, 91 ani, fizician american, laureat al Premiului Nobel (1980), (n. 1923)
- 5 februarie: Eudochia Zavtur, 61 ani, artistă plastică din Republica Moldova (n. 1953)
- 6 februarie: Mircea Deac,  93 ani, critic de artă român (n. 1921)
- 7 februarie: Assia Djebar, 78 ani, scriitoare, traducătoare și producătoare algeriană de film (n. 1936)
- 7 februarie: Gian Carlo Riccardi, 81 ani, artist, pictor, regizor de teatru, sculptor și scriitor italian (n. 1933)
- 11 februarie: Lou Shaw, 89 ani, scenarist și producător de film american (n. 1925)
- 14 februarie: Michele Ferrero, 89 ani, om de afaceri italian (Ferrero SpA), (n. 1925)
- 14 februarie: Louis Jourdan (n. Louis Robert Gendre), 93 ani, actor francez de film (n. 1921)
- 14 februarie: Octavian Naghiu, 81 ani, solist român de operă (tenor), (n. 1933)
- 16 februarie: John Davies, 76 ani, istoric galez (n. 1938)
- 16 februarie: Lorena Rojas (Seydi Lorena Rojas Gonzalez), 44 ani, actriță (Zapata) și cântăreață mexicană (n. 1971)
- 16 februarie: Radu Simion, 75 ani, naist român (n. 1940)
- 20 februarie: György Jánosházy, 92 ani, jurnalist și traducător maghiar (n. 1922)
- 21 februarie: Camil Mureșanu, 87 ani, academician român (n. 1927)
- 21 februarie: Christopher Price, 83 ani, om politic britanic (n. 1932)
- 22 februarie: Mihai Olos, 74 ani, artist plastic român (n. 1940)
- 23 februarie: James Aldridge, 97 ani, romancier britanic de etnie australiană (n. 1917)
- 26 februarie: Sergiu Adam, 78 ani, poet, prozator și traducător român (n. 1936)
- 27 februarie: Boris Nemțov, 55 ani, politician rus (n. 1959)
- 27 februarie: Leonard Nimoy, 83 ani, actor american (Star Trek), (n. 1931)
- 28 februarie: Yașar Kemal, 91 ani, romancier turc (n. 1923)

### Martie
- 1 martie: Anatolie Logunov, 88 ani, fizician rus (n. 1926)
- 1 martie: Daniel von Bargen, 64 ani, actor american de film, teatru și televiziune (n. 1950)
- 3 martie: Zoe Anghel Stanca, 95 ani, actriță și regizoare română (n. 1920)
- 4 martie: George Motoi, 79 ani, actor român (n. 1936)
- 4 martie: Ursula Șchiopu, 96 ani, profesor universitar român (n. 1918)
- 6 martie: Walter Biemel, 97 ani, filosof român de etnie germană (n. 1918)
- 6 martie: Iulian Topliceanu, 85 ani, general român (n. 1929)
- 8 martie: Dezső Kovács, 66 ani, medic român de etnie maghiară (n. 1948)
- 8 martie: Constantin Moraru, 88 ani, specialist în domeniul fiziologiei, biochimiei, geneticii și ameliorării plantelor (n. 1926)
- 9 martie: Marcel Dragomir, 70 ani, compozitor român (n. 1944)
- 10 martie: Aurel Niculescu, 91 ani,  general de aviație român (n. 1924)
- 12 martie: Terry Pratchett, 66 ani, scriitor american (n. 1948)
- 13 martie: Daevid Allen (n. Christoher David Allen), 77 ani, poet, chitarist, compozitor australian (Soft Machine, Gong), (n. 1938)
- 13 martie: Lia van Leer, 90 ani, pionieră și animatoare a vieții cinematografice din Israel (n. 1924)
- 13 martie: Maria Vicol, 79 ani, scrimeră olimpică română (n. 1935)
- 14 martie: Valentin Rasputin, 77 ani, scriitor rus (n. 1937)
- 15 martie: Eusebiu Ștefănescu, 70 ani, actor român de teatru și film (n. 1944)
- 15 martie: Alexandru Vlad, 64 ani, scriitor român (n. 1950)
- 15 martie: Alexandru Vlad, scriitor român (n. 1950)
- 16 martie: Buddy Elias, 89 ani, actor evețian și președinte al Fundației Anne Frank (n. 1925)
- 16 martie: Andy Fraser (n. Andrew McLan Fraser), 62 ani, muzician britanic (Free), (n. 1952)
- 18 martie: Grace Ogot, 85 ani, scriitoare kenyană (n. 1930)
- 19 martie: Mordecai Roshwald, 93 ani, scriitor american de etnie evreiască (n. 1921)
- 20 martie: Andrei Brezianu, 80 ani, prozator, eseist, traducator român (n. 1934)
- 21 martie: Dumitru Gorșcovschi, 74 ani, sculptor ucrainean de etnie română (n. 1940)
- 21 martie: Panait I. Panait, 83 ani, istoric român (n. 1931)
- 21 martie: James Spicer, 89 ani, om politic britanic (n. 1925)
- 23 martie: Constantin Turtă, 74 ani, academician din R. Moldova (n. 1940)
- 23 martie: Lee Kuan Yew, 91 ani, prim-ministru al statului Singapore (1959-1990), (n. 1923)
- 24 martie: Oleg Bryjak, 54 ani, solist de operă german, născut în Kazahstan (n. 1960)
- 24 martie: Astrid Ivask, 88 ani, poetă letono-americană (n. 1926)
- 26 martie: Tomas Tranströmer, 83 ani, poet, traducător și psiholog suedez, laureat al Premiului Nobel (2011), (n. 1931)
- 27 martie: Olga Syahputra, 32 ani, actor de comede indonezian (n. 1983)
- 27 martie: Susumu Yokota, 54 ani, compozitor japonez (n. 1961)
- 30 martie: Ioan Atanasiu Delamare, 60 ani, artist grafic și profesor român (n. 1955)
- 30 martie: Ingrid van Houten-Groeneveld, 93 ani, astronomă neerlandeză (n. 1921)
- 30 martie: Preston James Ritter, 65 ani, baterist, instructor de tobe și autor de metode de percuție american (The Electric Prunes), (n. 1949)

### Aprilie
- 1 aprilie: Sebastian-Barbu Bucur, 85 ani, teolog, muzicolog și compozitor român (n. 1930)
- 1 aprilie: Misao Okawa, 117 ani, supercentenară japoneză (n. 1898)
- 1 aprilie: Nicolae Rainea, 81 ani, fotbalist și arbitru de fotbal român (n. 1933)
- 2 aprilie: Manoel de Oliveira, 106 ani, regizor portughez (n. 1908)
- 3 aprilie: Petre Anghel, 71 ani, scriitor și profesor universitar român (n. 1944)
- 3 aprilie: Paul Grigoriu, 70 ani, ziarist român, realizator de emisiuni radiofonice (n. 1945)
- 4 aprilie: Anca Giurchescu, 84 ani, cercetătoare română a dansului popular și etnocoregraf, unul dintre fondatorii disciplinei (n. 1930)
- 4 aprilie: Ioan Pușcaș, 82 ani, medic radiolog român (n. 1932)
- 5 aprilie: Richard Dysart, 86 ani, actor american (n. 1929)
- 6 aprilie: Giovanni Berlinguer, 90 ani, europarlamentar italian (2004-2009), (n. 1924)
- 7 aprilie: Geoffrey Lewis, 79 ani, actor american (n. 1935)
- 8 aprilie: Alexe Rău, 61 ani, bibliolog, poet, eseist și filosof din R. Moldova (n. 1953)
- 9 aprilie: Constantin Drăghici, 83 ani, cântăreț, compozitor și orchestrator român (n. 1932)
- 9 aprilie: Sascha Weidner, 40 ani, artist german (n. 1974)
- 11 aprilie: Toma Dordea, 94 ani, electrotehnician român (n. 1921)
- 12 aprilie: Feliks Netz, 75 ani, poet polonez (n. 1939)
- 12 aprilie: Henrieta Todorova, 82 ani, arheologă (n. 1933)
- 13 aprilie: Eduardo Galeano, 74 ani, jurnalist și scriitor uruguayan (n. 1940)
- 13 aprilie: Günter Grass, 87 ani, poet, nuvelist, dramaturg, sculptor, romancier și grafician german (n. 1927)
- 14 aprilie: Meir Rosenne, 84 ani, jurist român, de etnie evreiască (n. 1931)
- 14 aprilie: Vladimir Valuțki, 78 ani, scenarist rus (n. 1936)
- 15 aprilie: Tadahiko Ueda, 67 ani, fotbalist japonez (n. 1947)
- 21 aprilie: Elisabeth Axmann, 88 ani, scriitoare română (n. 1926)
- 22 aprilie: Eleodor Focșeneanu, 89 ani, jurist român (n. 1925)
- 24 aprilie: Władysław Bartoszewski, 93 ani, om politic, ministru de externe al Poloniei (1995 și 2000-2001), (n. 1922)
- 25 aprilie: Paolo Galletti, 78 ani, sportiv italian (înot), (n. 1937)
- 28 aprilie: Batîrhan Șukenov, 52 ani, cântăreț rus (n. 1962)
- 29 aprilie: Ovidiu Drimba, 95 ani, istoric literar român (n. 1919)
- 30 aprilie: Patachou (n. Henriette Ragon), 96 ani, cântăreață și actriță franceză (n. 1918)

### Mai
- 2 mai: Maia Plisețkaia, 91 ani, regizoare și maestră în balet, coregrafă, actriță și balerină rusă de etnie evreiască (n. 1925)
- 3 mai: Emil Pavelescu, 71 ani,  pictor român (n. 1944)
- 5 mai: Isai Cârmu, 78 ani, pictor, grafician și portretist din Republica Moldova (n. 1940)
- 7 mai: Cornel Mihulecea, 90 ani, inginer român (n. 1925)
- 8 mai: Myriam Yardeni, 83 ani, istorică evreică (n. 1932)
- 9 mai: Kenan Evren, 97 ani, politician turc, președinte al Turciei (1980-1989), (n. 1917)
- 11 mai: Jef Geeraerts, 85 ani, scriitor belgian (n. 1930)
- 14 mai: Cornelia Daneț (n. Demetrescu), 85 ani, pictoriță română (n. 1929)
- 14 mai: B. B. King (n. Riley B. King), 89 ani, cântăreț, compozitor și instrumentist afro-american (n. 1925)
- 15 mai: Renzo Zorzi, 68 ani, pilot italian de Formula 1 (n. 1946)
- 16 mai: Tuduka Oszkár, 87 ani, critic muzical renumit, publicist, scriitor, profesor și personalitate publică culturală din Oradea (n. 1928)
- 18 mai: Halldór Ásgrímsson, 67 ani, prim-ministru al Islandei (2004-2006), (n. 1947)
- 18 mai: Ana Barbu, 55 ani, interpretă de muzică populară din R. Moldova (n. 1959)
- 19 mai: Ahmed Aleskerov, 79 ani, fotbalist azer (n. 1935)
- 20 mai: Viorica Enescu, 70 ani, atletă română (n. 1945)
- 21 mai: Eduard Derzsei, 80 ani, voleibalist român (n. 1934)
- 21 mai: Panaite C. Mazilu, 100 ani, inginer român (n. 1915)
- 23 mai: John Forbes Nash, 86 ani, matematician american (n. 1928)
- 23 mai: John Nash, matematician american (n. 1928)
- 24 mai: Tanith Lee, 67 ani, scriitoare britanică (n. 1947)
- 25 mai: Mary Ellen Mark, 75 ani, fotograf american (n. 1940)
- 26 mai: Petru Țaranu, 81 ani, publicist român (n. 1934)
- 28 mai: Hans Bender, 95 ani, scriitor și editor german (n. 1919)
- 29 mai: Tom Jones (pilot), 72 ani, pilot de curse auto american (n. 1943)
- 29 mai: Laurica Lunca, 57 ani, handbalistă română (n. 1958)
- 29 mai: Betsy Palmer, 88 ani, actriță americană de film și televiziune (n. 1926)
- 30 mai: Vladimir Arnautović, 43 ani, baschetbalist și antrenor sârb (n. 1971)

### Iunie
- 2 iunie: Alberto De Martino, 85 ani, regizor și producător de film, scenarist și actor italian (n. 1929)
- 2 iunie: Irwin Rose, 88 ani, chimist american de origine evreiască, laureat al Premiului Nobel (2004), (n. 1926)
- 3 iunie: Lajos Magyari, 72 ani, senator român (1992-1996) de etnie maghiară (n. 1942)
- 4 iunie: Bengt Berndtsson, 82 ani, fotbalist suedez (n. 1933)
- 4 iunie: Ioan Gheorghe Mihețiu, 68 ani, senator român (2004-2008), (n. 1946)
- 5 iunie: Richard Johnson, 87 ani, actor, scriitor și producător de film englez (n. 1927)
- 6 iunie: Pierre Brice (n. Pierre Louis le Bris), 86 ani, actor francez (Winnetou, Dacii), (n. 1929)
- 6 iunie: Serghei Șarikov, 41 ani, scrimer rus (n. 1974)
- 6 iunie: Ludvík Vaculík, 88 ani, jurnalist ceh (n. 1926)
- 7 iunie: Christopher Lee (Christopher Frank Carandini Lee), 93 ani, actor britanic (Războiul stelelor), (n. 1922)
- 7 iunie: Igor Rosohovatski, 85 ani, scriitor ucrainean de literatură SF (n. 1929)
- 8 iunie: Florin Buruiană, 77 ani, senator român (1992-1996), (n. 1937)
- 8 iunie: Eugenia Davitașvili (aka Juna), 65 ani, vindecătoare din Rusia, astrolog și președinte al Academiei Internaționale de Științe Alternative (n. 1949)
- 9 iunie: Igor Costin, 78 ani, fotograf din R. Moldova (n. 1936)
- 9 iunie: James Last (n. Hans Last), 86 ani, muzician german (n. 1929)
- 9 iunie: Corneliu Leu, 82 ani, scriitor, dramaturg și regizor român de film (n. 1932)
- 11 iunie: Dusty Rhodes, 69 ani, wrestler profesionist, booker și antrenor american (n. 1945)
- 12 iunie: Michael Gallagher, 80 ani, om politic britanic (n. 1934)
- 14 iunie: Luca Pițu, 68 ani, eseist, publicist și profesor român (n. 1947)
- 15 iunie: Bazil Dumitrean, 75 ani, deputat român (1996-2000), (n. 1940)
- 15 iunie: Janna Friske, 40 ani, cântăreață și actriță rusă (n. 1974)
- 15 iunie: Kirk Kerkorian, 98 ani, om de afaceri, investitor și filantrop american de etnie armeană (n. 1917)
- 17 iunie: Süleyman Demirel, 90 ani, al 9-lea președinte al Republicii Turcia (1993-2000), (n. 1924)
- 20 iunie: Vasile Ionel, 88 ani, general român (n. 1927)
- 20 iunie: Angelo Niculescu, 93 ani, fotbalist și antrenor român (n. 1921)
- 21 iunie: Bogdan George Nicula, 35 ani, balerin român (n. 1979)
- 22 iunie: Laura Antonelli, 73 ani, actriță italiană (n. 1941)
- 22 iunie: Constantin Cernăianu, 83 ani, fotbalist și antrenor român (n.1933)
- 22 iunie: James Ray Horner, 61 ani, compozitor american de muzică de film (n. 1953)
- 25 iunie: Ioan Chindriș, 77 ani, istoric român (n. 1938)
- 25 iunie: Patrick McNee, 93 ani, actor britanic de film (n. 1922)
- 25 iunie: Alejandro Romay, 88 ani, om de afaceri și mogul mass-media argentinian (n. 1927)
- 26 iunie: Evgheni Primakov, 85 ani, om politic rus, prim-ministru al Rusiei (1998-1999), (n. 1929)
- 28 iunie: Chris Squire (n. Christopher Russell Edward Squire), 67 ani, muzician britanic (Yes), (n. 1948)
- 29 iunie: Josef Masopust, 84 ani, fotbalist ceh (n. 1931)
- 29 iunie: Charles Pasqua, 88 ani, om politic francez (n. 1927)
- 29 iunie: Ionel Solomon, 86 ani, fizician francez de etnie română, membru al Academiei Franceze de Știință (n. 1929)
- 30 iunie: Ludovic Bács, 85 ani, dirijor și compozitor român de etnie maghiară (n. 1930)

### Iulie
- 1 iulie: Nicholas Winton, 106 ani, supercentenar britanic (n. 1909)
- 3 iulie: Mariana Ionescu, 67 ani, prozatoare, poetă și critic literar român (n. 1947)
- 5 iulie: Prințesa Dorothea de Bavaria, 95 ani (n. 1920)
- 5 iulie: Yoichiro Nambu, 94 ani, fizician american de etnie japoneză (n. 1921)
- 6 iulie: Dumitru Blajinu, 80 ani, violonist din R. Moldova (n. 1934)
- 7 iulie: Angela Ciochină, 61 ani, cântăreață română (n. 1955)
- 7 iulie: Eliezer Hager, 90 ani, rabin româno-israelian (n. 1924)
- 7 iulie: Anamaria Pop, 63 ani, scriitoare română (n. 1952)
- 8 iulie: Andromaqi Gjergji, 87 ani, etnologă albaneză (n. 1928)
- 8 iulie: Yoash Tsiddon, 88 ani, politician român de etnie evreiască (n. 1926)
- 9 iulie: Roger Ranoux, 93 ani, politician francez (n. 1921)
- 10 iulie: Hussein Fatal (n. Bruce Edward Washington, jr.), 38 ani, rapper american (Outlawz), (n. 1977)
- 10 iulie: Omar Sharif (n. Michel Demitri Shalhoub), 83 ani, actor egiptean (n. 1932)
- 11 iulie: Peter de Klerk, 80 ani, pilot sud-african de Formula 1 n. 1935)
- 12 iulie: Chenjerai Hove, 58 ani, poet, romancier și eseist zimbabwian (n. 1956)
- 13 iulie: Gabriel Diradurian, 68 ani, romancier și dramaturg român (n. 1947)
- 13 iulie: Andy Sutcliffe, 68 ani, pilot britanic de Formula 1 (n. 1947)
- 13 iulie: Ildikó Tordasi (n. Ildikó Schwarczenberger), 63 ani, scrimeră maghiară (n. 1951)
- 14 iulie: Oleg Beloțerkovski, 89 ani, matematician și inginer rus (n. 1925)
- 14 iulie: Oleg Belotserkovskii, matematician rus (n. 1925)
- 16 iulie: Alcides Edgardo Ghiggia, 88 ani, fotbalist uruguayan (n. 1926)
- 17 iulie: Jules Bianchi, 25 ani, pilot francez de Formula 1 (n. 1989)
- 18 iulie: Octavian Bot, 64 ani, deputat român (1992-2000 și 2008-2012), (n. 1951)
- 19 iulie: Ghennadi Selezniov, 67 ani, politician rus (n. 1947)
- 21 iulie: Theodore Bikel, 91 ani, actor austriac (n. 1924)
- 21 iulie: Günter Fronius, 107 ani, antreprenor austriac și fondator al Fronius International GmbH, de etnie română (n. 1907)
- 25 iulie: Valeriu Pantazi (n. Valeriu Pantazie Constantinescu), 75 ani, poet, scriitor și pictor român (n. 1940)
- 27 iulie: Gheorghe Ciobanu, 50 ani, deputat român (n. 1964)
- 27 iulie: Leonard Constantin, 80 ani,  politician român (n. 1934)
- 27 iulie: Aurel Vlădoiu, 67 ani, politician român (n. 1948)
- 27 iulie: Gheorghe Ciobanu, politician român (n. 1964)
- 28 iulie: Ion Furnică, 84 ani, dansator sovietic și moldovean (n. 1931)
- 30 iulie: Ludmila Dvořáková, 92 ani, soprană de operă cehă (n. 1923)
- 31 iulie: Iulian Mincu, 88 ani, senator român (1992-1996), (n. 1927)
- 31 iulie: Roddy Piper (n. Roderick George Toombs), 61 ani, actor și wrestler canadian (n. 1954)

### August
- 3 august: Laurențiu Mircea Popescu, 71 ani, medic român (n. 1944)
- 4 august: Vitalie Belousov, 85 ani,  inovator, inventator, profesor universitar, doctor inginer român (n. 1930)
- 6 august: Mircea Dobrescu, 84 ani, pugilist român (n. 1930)
- 6 august: Malvina Urșianu, 88 ani, scenaristă română (n. 1927)
- 9 august: Jack Gold, 85 ani, regizor britanic (n. 1930)
- 11 august: Álmos Albert, 61 ani, politician maghiar din România (n. 1954)
- 14 august: Ițhak Orpaz, 93 ani, scriitor, poet și traducător israelian (n. 1921)
- 15 august: Dorel Cernomazu, 68 ani, profesor universitar român (n. 1947)
- 16 august: Mile Mrkšić, 68 ani, militar sârb (n. 1947)
- 16 august: Goldie Steinberg, 114 ani, supercentenară americană (n. 1900)
- 17 august: Jacob Bekenstein, 68 ani, fizician mexican (n. 1947)
- 18 august: Khaled al-Asaad, 83 ani, arheolog sirian (n. 1932)
- 18 august: Beata Brookes, 84 ani, om politic britanic (n. 1931)
- 20 august: Lev Durov, 83 ani, actor sovietic și rus de teatru și de film (n. 1931)
- 20 august: Alexandru Nicula, 102 ani, prelat papal român, protopop unit al Clujului, deținut politic, unul din liderii rezistenței greco-catolice din România. (n. 1913)
- 22 august: Eric Thompson, 95 ani, pilot britanic de Formula 1 (n. 1919)
- 22 august: Erika Zuchold (n. Erika Barth), 68 ani, sportivă germană (gimnastică artistică), (n. 1947)
- 23 august: Guy Ligier, 85 ani, pilot francez de Formula 1 (n. 1930)
- 24 august: Justin Wilson, 37 ani, pilot britanic de Formula 1 (n. 1978)
- 27 august: Matei Boilă, 89 ani, senator român (1992-2000), (n. 1926)
- 29 august: Wayne Dyer, 75 ani, psiholog, educator și scriitor american (n. 1940)
- 30 august: Wes Craven (Wesley Earl Craven), 76 ani, regizor de film, actor și scenarist american (n. 1939)
- 30 august: Brian Hord, 81 ani, politician britanic (n. 1934)
- 30 august: Dan Iordăchescu, 85 ani, solist român de operă (bariton), (n. 1930)

### Septembrie
- 1 septembrie: Manlio Cancogni, 99 ani, scriitor italian (n. 1916)
- 1 septembrie: Boris David, 86 ani, inginer chimist român (n. 1929)
- 2 septembrie: Eleonora Enăchescu, cântăreață română (n. 1952)
- 4 septembrie: Mihai Bălășescu, 47 ani, politician român (n. 1968)
- 5 septembrie: Setsuko Hara, 95 ani, actriță japoneză (n. 1920)
- 9 septembrie: Florin Ganea, 39 ani, fotbalist român (n. 1976)
- 10 septembrie: Franco Interlenghi, 83 ani, actor italian (n. 1931)

- 14 septembrie: Corneliu Vadim Tudor, 65 ani, politician, jurnalist și scriitor român, președinte al Partidului România Mare (1991-2015), (n. 1949)
- 15 septembrie: Dan Nasta (Dan Constantin Ioan Popescu-Nasta), 96 ani, actor român (n. 1919)
- 15 septembrie: Mihai Volontir, 81 ani, actor din R. Moldova (n. 1934)
- 17 septembrie: Ingrīda Andriņa, 71 ani, actriță sovietică de film și teatru din Letonia (n. 1944)
- 17 septembrie: Dettmar Cramer, 90 ani, fotbalist și antrenor german (n. 1925)
- 21 septembrie: Viorel Știrbu, 74 ani, scriitor, prozator, editor și jurnalist român (n. 1940)
- 25 septembrie: Mircea Handoca, 86 ani, istoric literar român (n. 1929)
- 27 septembrie: Marcel Piteiu, 61 ani, politician român (n. 1954)
- 28 septembrie: Ignacio Zoco Esparza, 76 ani, fotbalist spaniol (n. 1939)
- 29 septembrie: Sorin Avram, 72 ani, fotbalist român (atacant), (n. 1943)
- 29 septembrie: Imre Fodor, 78 ani, politician român de etnie maghiară (n. 1937)
- 30 septembrie: Lucreția Ciobanu, 90 ani, interpretă română de muzică populară din zona Sibiului (n. 1924)

### Octombrie
- 1 octombrie: Ion Cozmei, 64 ani, poet sucevean, publicist și traducător în limba română al poetului ucrainean Taras Șevcenko (n. 1951)
- 1 octombrie: Usnija Redžepova, 69 ani, cântăreață sârbă de etnie romă și turcă (n. 1946)
- 2 octombrie: Alfréd Iosif Mazalik, 87 ani, deputat român de etnie maghiară (1992-1996), (n. 1927)
- 5 octombrie: Infantele Carlos al Spaniei (n. Carlos Maria Alfonso Marcel), 77 ani, Prinț al celor Două Sicilii, Duce de Calabria (n. 1938)
- 5 octombrie: Henning Mankell, 67 ani, regizor de teatru și scriitor suedez (n. 1948)
- 5 octombrie: Andrew Rubin, 69 ani,  actor american (n. 1946)
- 5 octombrie: Michael Trein, 80 ani, ultimul primar sas al Prejmerului (jud. Brașov), (n. 1935)
- 6 octombrie: Kriszta Arnóthy, 84 ani, scriitoare, romancieră și nuvelistă maghiară (n. 1930)
- 6 octombrie: Árpád Göncz, 93 ani, președinte al Ungariei (1990-2000), (n. 1922)
- 6 octombrie: Paula Iacob, 83 ani, avocat român (n. 1931)
- 10 octombrie: Richard F. Heck, 84 ani, chimist american laureat al Premiului Nobel (2010), (n. 1931)
- 10 octombrie: Steve Mackay, 66 ani, saxofonist american (The Stooges), (n. 1949)
- 13 octombrie: Mária Nagy Adonyi, 64 ani, scriitoare, poetă, jurnalistă și traducătoare română de etnie maghiară (n. 1951)
- 14 octombrie: Bill Baldwin, 80 ani, scriitor american (n. 1935)
- 14 octombrie: Florența Mihai, 60 ani, jucătoare română de tenis (n. 1955)
- 14 octombrie: Oleg Milștein, 69 ani, evreu moldovean, compozitor, aranjator și muzician sovietic și rus (n. 1945)
- 16 octombrie: Liviu Radu, 66 ani, publicist, traducător și scriitor român (n. 1948)
- 16 octombrie: Valentin Ungureanu, 83 ani,  specialist în domeniul pedologiei, agropedologiei și agroecologiei (n. 1931)
- 17 octombrie: Howard Kendall, 70 ani, fotbalist și antrenor britanic (n. 1946)
- 17 octombrie: Emory Tate, 56 ani, maestru internațional de șah american (n. 1958)
- 18 octombrie: Danièle Delorme, 89 ani, actriță și producător de film, franceză (n. 1926)
- 18 octombrie: Gamal Al-Ghitani, 70 ani, scriitor egiptean (n. 1945)
- 21 octombrie: Gregory Robert Choppin, 87 ani, chimist nuclearist american (n. 1927)
- 21 octombrie: William Murray, 85 ani, al 8-lea conte de Mansfield, om politic britanic (n. 1930)
- 21 octombrie: Gregory R. Choppin, chimist american (n. 1927)
- 22 octombrie: Çetin Altan, 88 ani, scriitor și publicist turc (n. 1927)
- 22 octombrie: Mircea Ioan Valentin Săndulescu, 82 ani, inginer geolog român (n. 1933)
- 24 octombrie: Maureen O'Hara, 95 ani, actriță irlandezo-americană (Miracolul din Strada 34), (n. 1920)
- 25 octombrie: Iosefina Ștefănescu-Ugron, 83 ani, handbalistă română (n. 1932)
- 27 octombrie: Mitzura Arghezi (n. Domnica Theodorescu), 90 ani, actriță română (n. 1924)
- 27 octombrie: Traian-Ștefan Mocuța, 83 ani, senator român (1992-1996), (n. 1932)

### Noiembrie
- 1 noiembrie: Fred Thompson, 73 ani, actor american (n. 1942)
- 2 noiembrie: Rogério Noel Peres Claro, 94 ani, jurnalist, om politic, profesor și traducător portughez (n. 1921)
- 3 noiembrie: Pavel Douvidzon, 62  ani, evreu moldovean, cineast și producător de film sovietic, american și rus (n. 1953)
- 3 noiembrie: Csaba Fenyvesi, 72 ani, scrimer olimpic maghiar (n. 1943)
- 4 noiembrie: Gülten Akın, 82 ani, poetă turcă (n. 1933)
- 4 noiembrie: René Girard, 91 ani, antropolog al violenței și al religiosului, profesor emerit de literatură comparată la Universitatea Stanford și la Universitatea Duke, SUA (n. 1923)
- 6 noiembrie: Adrian Paul Dumitrescu, 62 ani, deputat român (1996-2000), (n. 1952)
- 7 noiembrie: Itzhak Navon, 94 ani, om politic, diplomat, președinte al Israelului (1978-1983), (n. 1921)
- 7 noiembrie: Aurel Storin, 78 ani, scriitor, dramaturg și textier român de etnie evreiască (n. 1937)
- 10 noiembrie: Lucian Chițescu, 82 ani, istoric, arheolog și muzeograf român (n. 1933)
- 10 noiembrie: Helmut Schmidt, 96 ani, cancelar federal al RFG (1974-1982), (n. 1918)
- 11 noiembrie: Aurel Anton, 87 ani, șahist român (n. 1928)
- 11 noiembrie: Alexandru Pascu, 32 ani, basist, (Goodbye to Gravity), (n. 1982)
- 11 noiembrie: Mariella Petrescu, 72 ani, actriță română de teatru și film (n. 1943)
- 11 noiembrie: Phil Taylor, 61 ani, baterist englez (n. 1954)
- 11 noiembrie: Marinella Tucaliuc, 88 ani, pictoriță și graficiană română (n. 1927)
- 12 noiembrie: Lucian Bălan, 56 ani, fotbalist român (n. 1959)
- 12 noiembrie: Məhəmməd Emvazi, 27 ani, agent al organizației Stat Islamic care a devenit celebru pentru aparițiile sale în videoclipurile distribuite de organizație pe internet, în care i-a decapitat pe prizonierii organizației, inclusiv jurnaliști din întreaga lume (n. 1988)
- 15 noiembrie: Ayșe Dittanova, 97 ani, actriță din Crimeea, care a avut un rol important în renașterea teatrului tătar crimeean (n. 1918)
- 15 noiembrie: Moira Orfei, 83 ani, actriță și vedetă de televiziune italiană de etnie romă (n. 1931)
- 15 noiembrie: Gisèle Prassinos, 95 ani, scriitoare franceză (n. 1920)
- 18 noiembrie: Jonah Lomu, 40 ani, jucător de rugby din Noua Zeelandă (n. 1975)
- 20 noiembrie: Alex Lex Jacoby, 85 ani, scriitor luxemburghez (n. 1930)
- 21 noiembrie: Mihai Alexandru Iancu, 34 ani, chitarist român (Goodbye to Gravity), (n. 1981)
- 21 noiembrie: Zeno Virgil Gheorghe Simon, 80 ani, chimist român (n. 1935)
- 21 noiembrie: Alexandru Țibulcă, 78 ani, deputat român (2000-2004), (n. 1937)
- 22 noiembrie: Augustin Cozmuța, 71 ani, ziarist, critic literar și scriitor român (n. 1944)
- 22 noiembrie: Kim Young-sam, 87 ani, președinte al statului Coreea de Sud (1993-1998), (n. 1927)
- 23 noiembrie: Douglass North, 95 ani, economist american, laureat al Premiului Nobel (1993), (n. 1920)
- 23 noiembrie: Lev Okun, 86 ani, fizician teoretician rus (n. 1929)
- 23 noiembrie: Otto J. Schaden, 78 ani, egiptolog american (n. 1937)
- 24 noiembrie: Neculai Ibănescu, 84 ani, politician român (n. 1931)
- 26 noiembrie: Antoaneta Ralian, 91 ani, traducătoare română (n. 1924)
- 26 noiembrie: Viorica Afrăsinei, 61 ani, deputat român (1992-2004), (n. 1954)
- 28 noiembrie: Mircea Anca, 55 ani, actor și regizor român (n. 1960)
- 28 noiembrie: José María Mendiluce Pereiro, 64 ani, om politic spaniol (n. 1951)
- 29 noiembrie: Iacob Mârza, 69 ani, istoric, publicist, director al Bibliotecii Batthyaneum din Alba Iulia (n. 1946)
- 30 noiembrie: Fatima Mernissi, 75 ani,  scriitoare, sociolog, profesor universitar si feministă marocană (n. 1940)
- 30 noiembrie: Eldar Reazanov, 88 ani, regizor rus de film, scenarist, actor, poet, dramaturg și prezentator TV (n. 1927)

### Decembrie
- 2 decembrie: Ferenc Juhász, 87 ani, poet maghiar (n. 1928)
- 2 decembrie: John Osborn, 92 ani, om politic britanic (n. 1922)
- 2 decembrie: John Osborn, politician britanic (n. 1922)
- 2 decembrie: Ferenc Juhász, poet maghiar (n. 1928)
- 3 decembrie: Scott Weiland, 48 ani, muzician american (n. 1967)
- 4 decembrie: Robert Loggia (n. Salvatore Loggia), 85 ani, actor american (n. 1930)
- 4 decembrie: Lajos Takács, 91 ani, matematician maghiar (n. 1924)
- 6 decembrie: Laza Cnejevici, 79 ani, interpretă de muzică populară din zona Banatului (n. 1936)
- 7 decembrie: Ionel Muntean, 76 ani, sculptor român (n. 1938)
- 8 decembrie: Efim Tarlapan, 71 ani, scriitor, poet umorist și satiric din R. Moldova (n. 1944)
- 9 decembrie: Gheorghe Gruia Marinescu, 76 ani, handbalist olimpic român (n. 1940)
- 9 decembrie: Akiyuki Nosaka, 85 ani, romancier, cântăreț, textier japonez (n. 1930)
- 11 decembrie: Mihai Adam, 75 ani, fotbalist român (atacant), (n. 1940)
- 11 decembrie: Peter Westbury, 77 ani, pilot britanic de Formula 1 (n. 1938)
- 13 decembrie: Benedict Anderson (n. Benedict Richard O'Gorman Anderson), 79 ani, specialist în științe politice, irlandez (n. 1936)
- 13 decembrie: Florin Manolescu, 72 ani, critic, istoric literar și prozator român (n.1943)
- 14 decembrie: Armando Cossutta, 89 ani, politician italian, membru al Partidului Comunist Italian (n. 1926)
- 15 decembrie: Licio Gelli, 96 ani, om de afaceri italian (n. 1919)
- 16 decembrie: Ilie Savel, 88 ani, alergător în proba de obstacole român (n. 1927)
- 17 decembrie: Gheorghe Tegleațov, 61 ani, fotbalist și antrenor din R. Moldova, născut în Ucraina (n. 1954)
- 19 decembrie: Arie Hashavia, 84 ani, scriitor, ziarist și traducător israelian (n. 1931)
- 19 decembrie: Kurt Masur, 88 ani, dirijor german (n. 1927)
- 19 decembrie: George Pătrănoiu, 42 ani, chitarist român (Taxi), (n. 1973)
- 20 decembrie: Sorin Medeleni, 63 ani, actor român de teatru și de film (n. 1952)
- 21 decembrie: Annie Bentoiu, 88 ani, poetă, scriitoare și traducătoare română (n.1927)
- 21 decembrie: Kenzo Ohashi, 81 ani, fotbalist japonez (n. 1934)
- 22 decembrie: Günther Reininger, 65 ani, muzician germano-român (Phoenix, Amicii), (n. 1950)
- 28 decembrie: Lemmy Kilmister (n. Ian Fraser Kilmister), 70 ani, muzician și basist britanic (n. 1945)
- 28 decembrie: Lemmy, muzician britanic (n. 1945)
- 29 decembrie: Pavel Srníček, 47 ani, fotbalist ceh (portar), (n. 1968)
- 31 decembrie: Vladimir Iacovlev, 76 ani, etnopolitolog, ecopedolog, geograf și cercetător moldovean (n. 1939)
- 31 decembrie: Wayne Rogers (n. William Wayne McMillan Rogers III), 82 ani, actor american de film și TV (n. 1933)

### Nedatate
- iulie: Utta Danella (n. Utta Denneler), 91 ani, scriitoare germană (n. 1920)
- octombrie: Anton Tauf, 38 ani, scriitor român (n. 1977)
- Efim Krimerman, 92 ani, poet, textier și jurnalist radio din R. Moldova de origine evreiască (n. 1923)
- Andrew Pearce, 77 ani, om politic britanic (n. 1937)
- Veniamin Ciobanu, 76 ani, istoric român (n. 1938)
- Andrei Papp, 83 ani, inginer de sunet român (n. 1931)
- Ioan Tolan, 88 ani, sculptor român (n. 1927)

### Galeria celor decedați în 2015

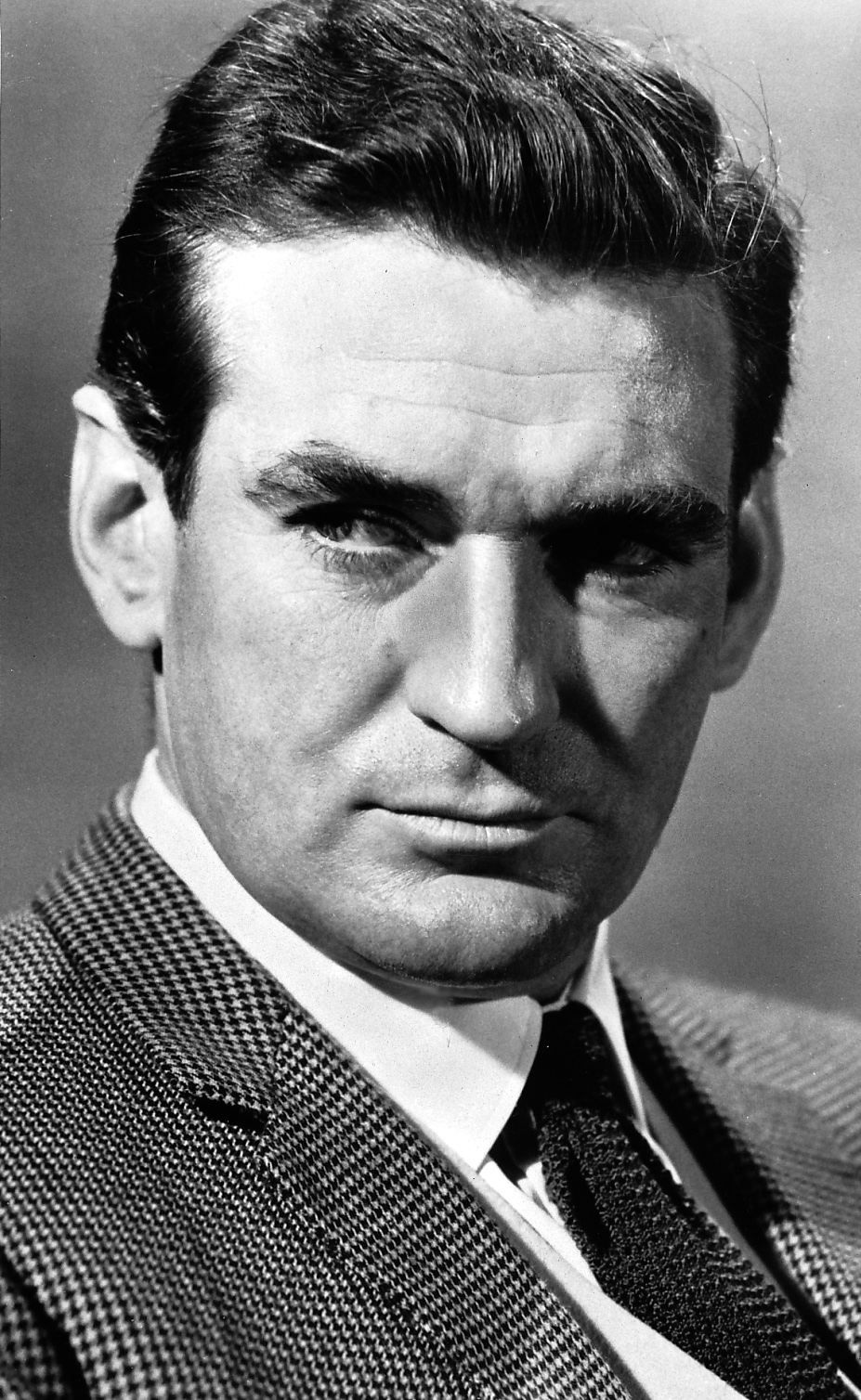
7 ianuarie: Rod Taylor, actor american
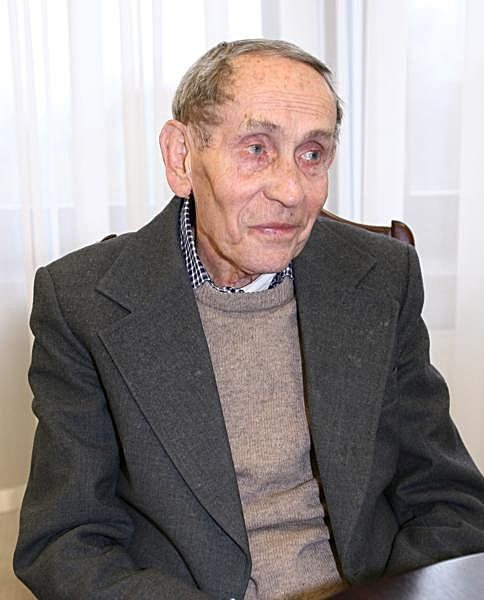
7 ianuarie: Tadeusz Konwicki, regizor și scriitor polonez
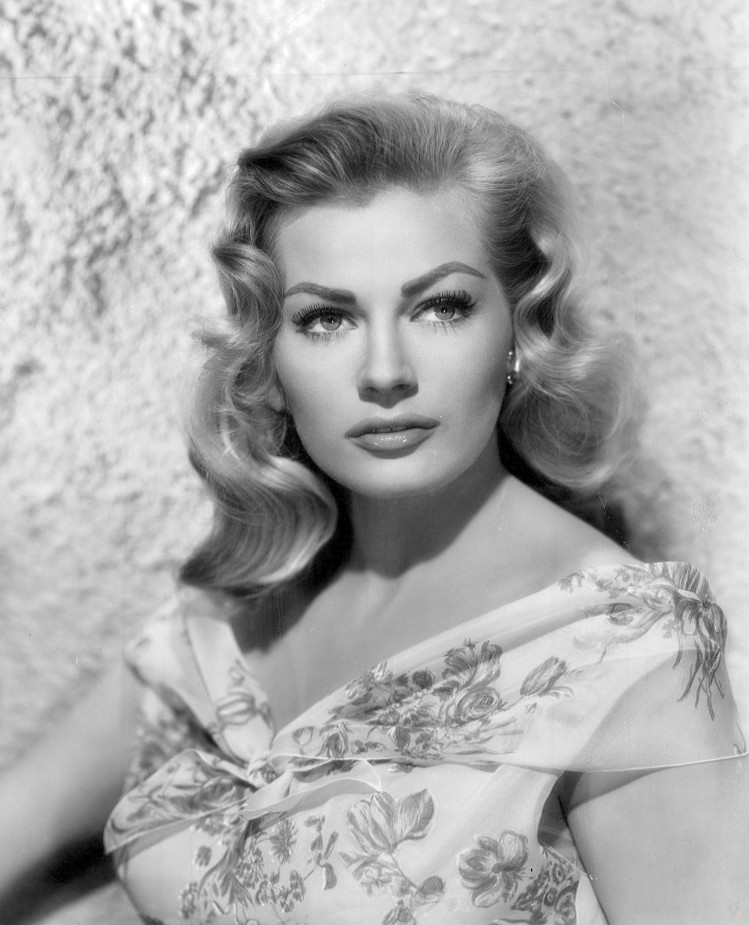
11 ianuarie: Anita Ekberg, actriță italiană de origine suedeză
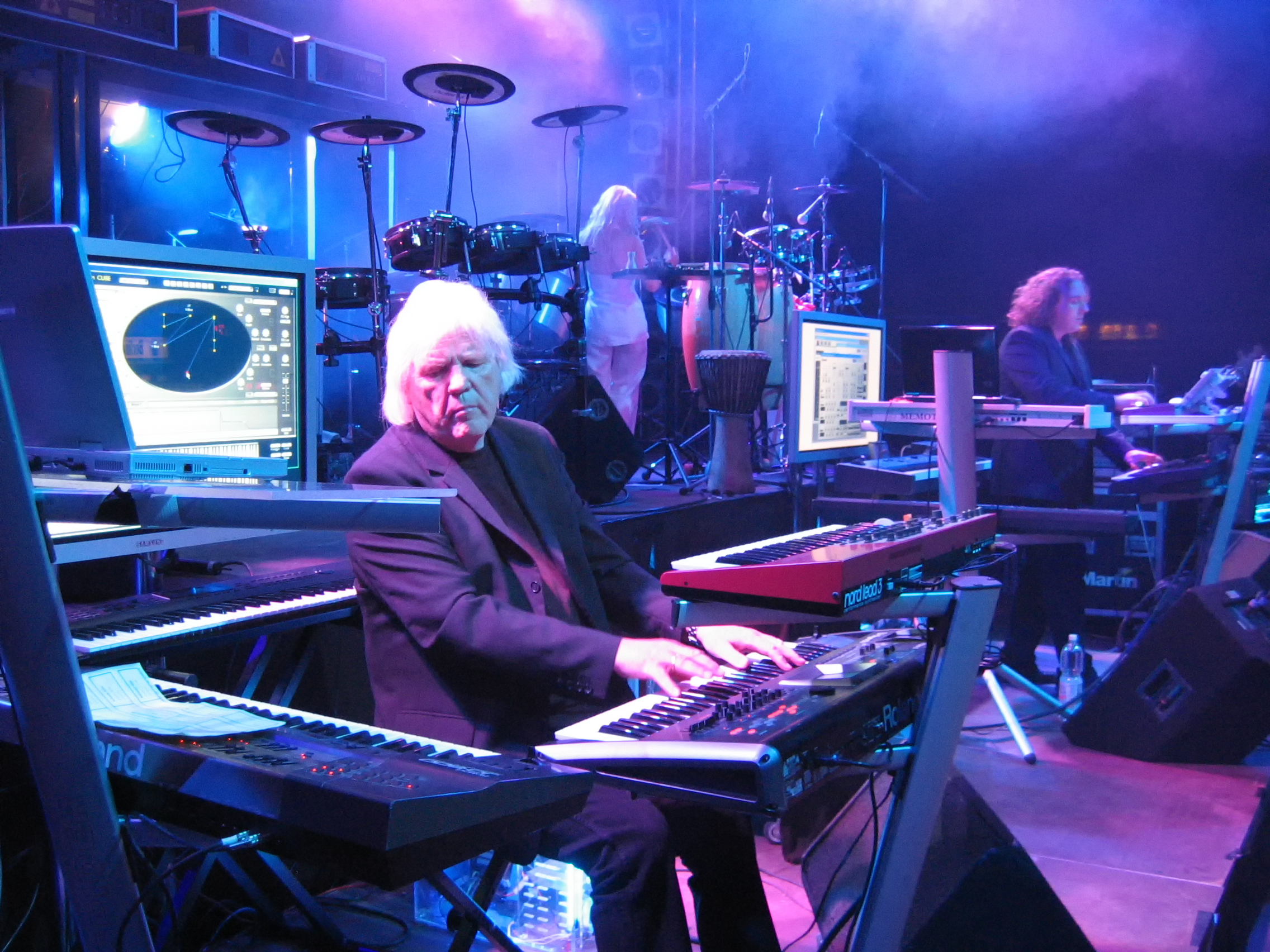
20 ianuarie: Edgar Froese, artist german
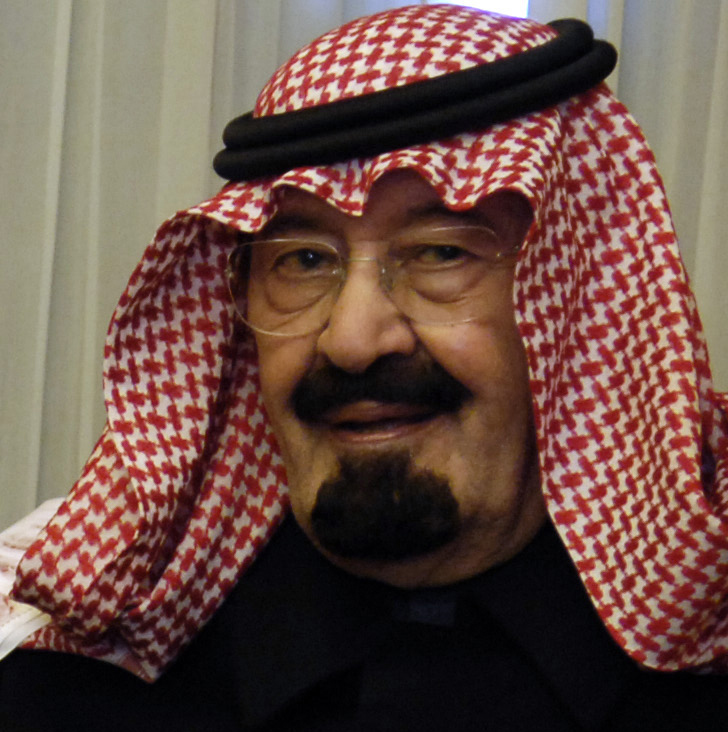
23 ianuarie: Regele Abdullah bin Abdulaziz al-Saud (2007)
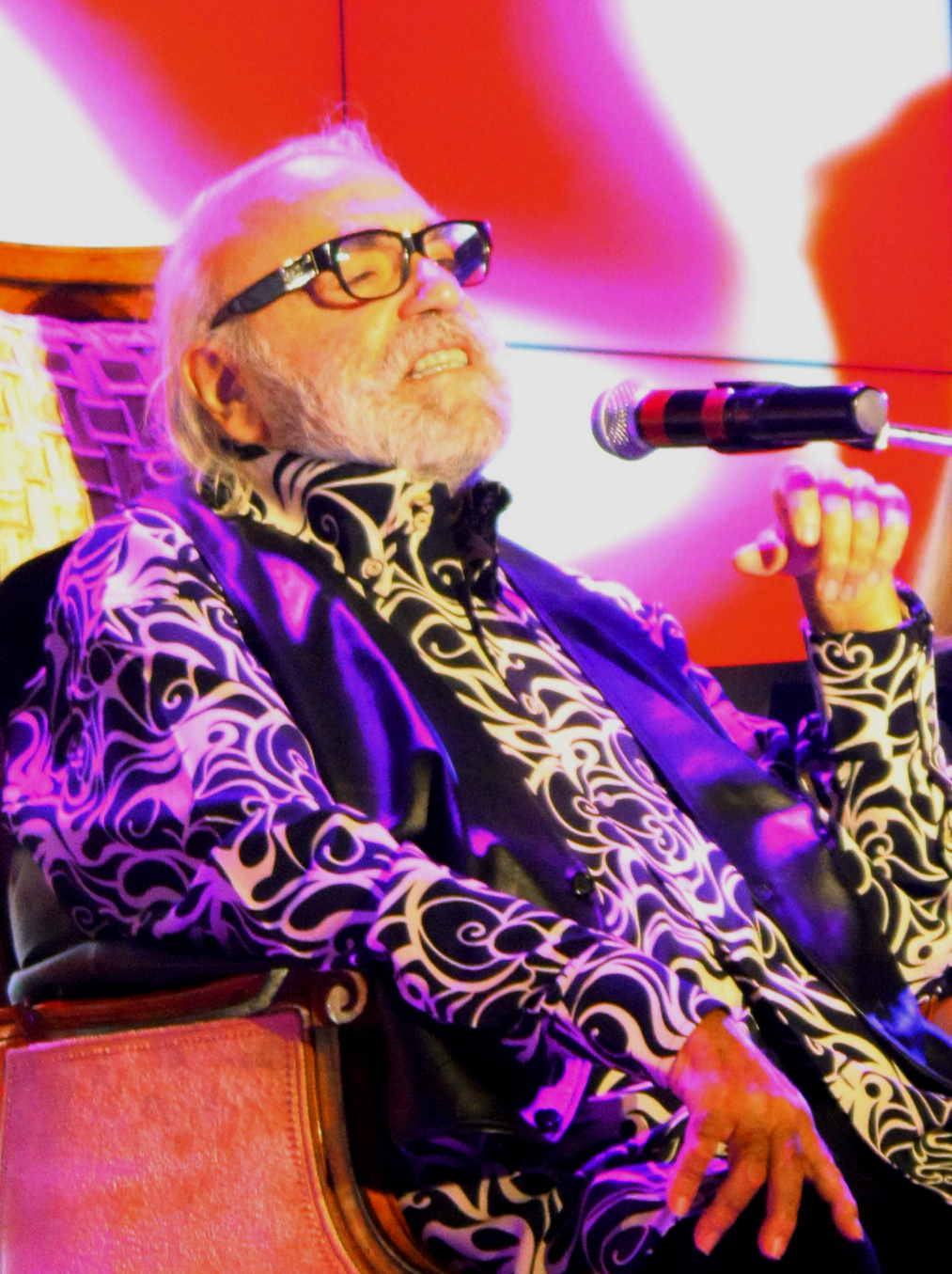
25 ianuarie: Demis Roussos, cântăreț grec
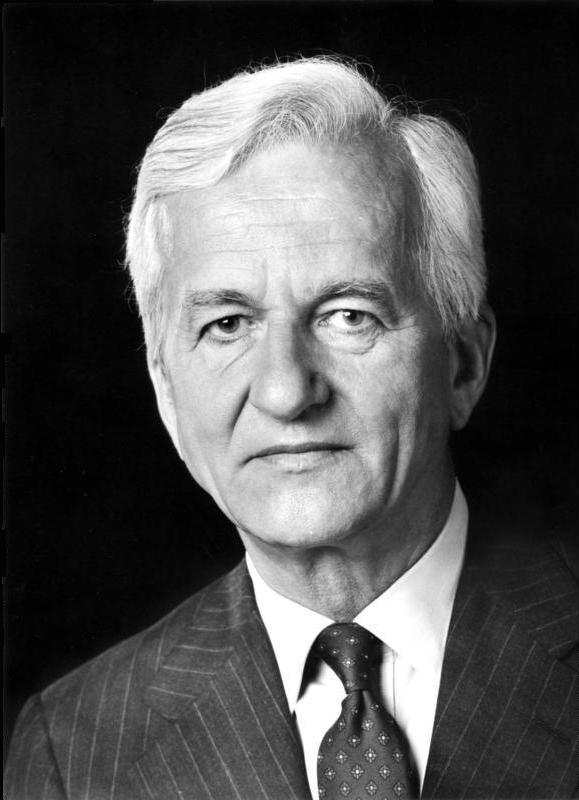
31 ianuarie: Richard von Weizsäcker, fost președinte al RFG
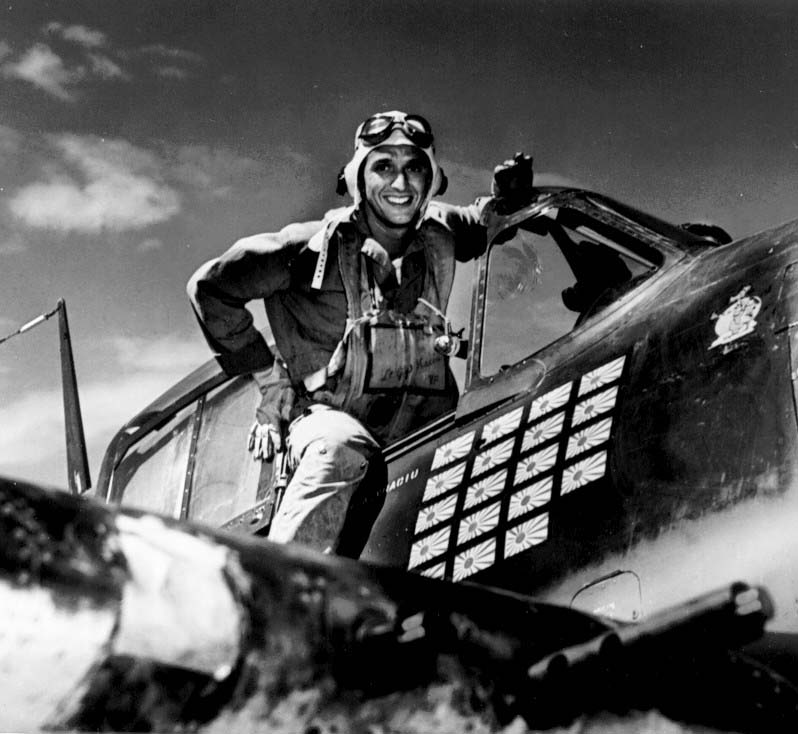
29 ianuarie: Alexander Vraciu, aviator american de origine română
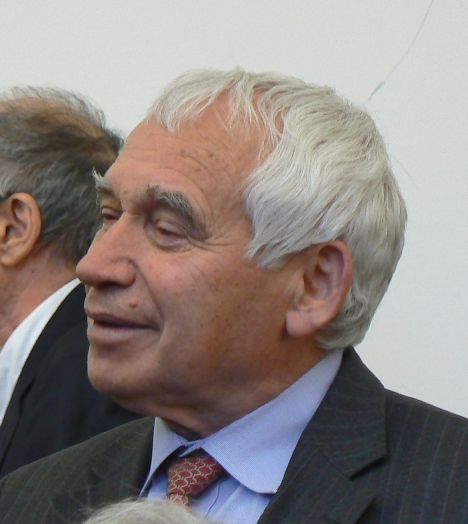
30 ianuarie: Jeliu Jelev, fost președinte al Bulgariei
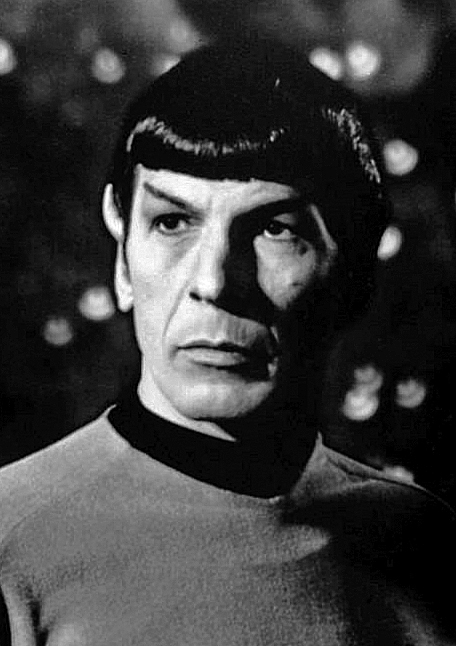
27 februarie: Leonard Nimoy, actor american
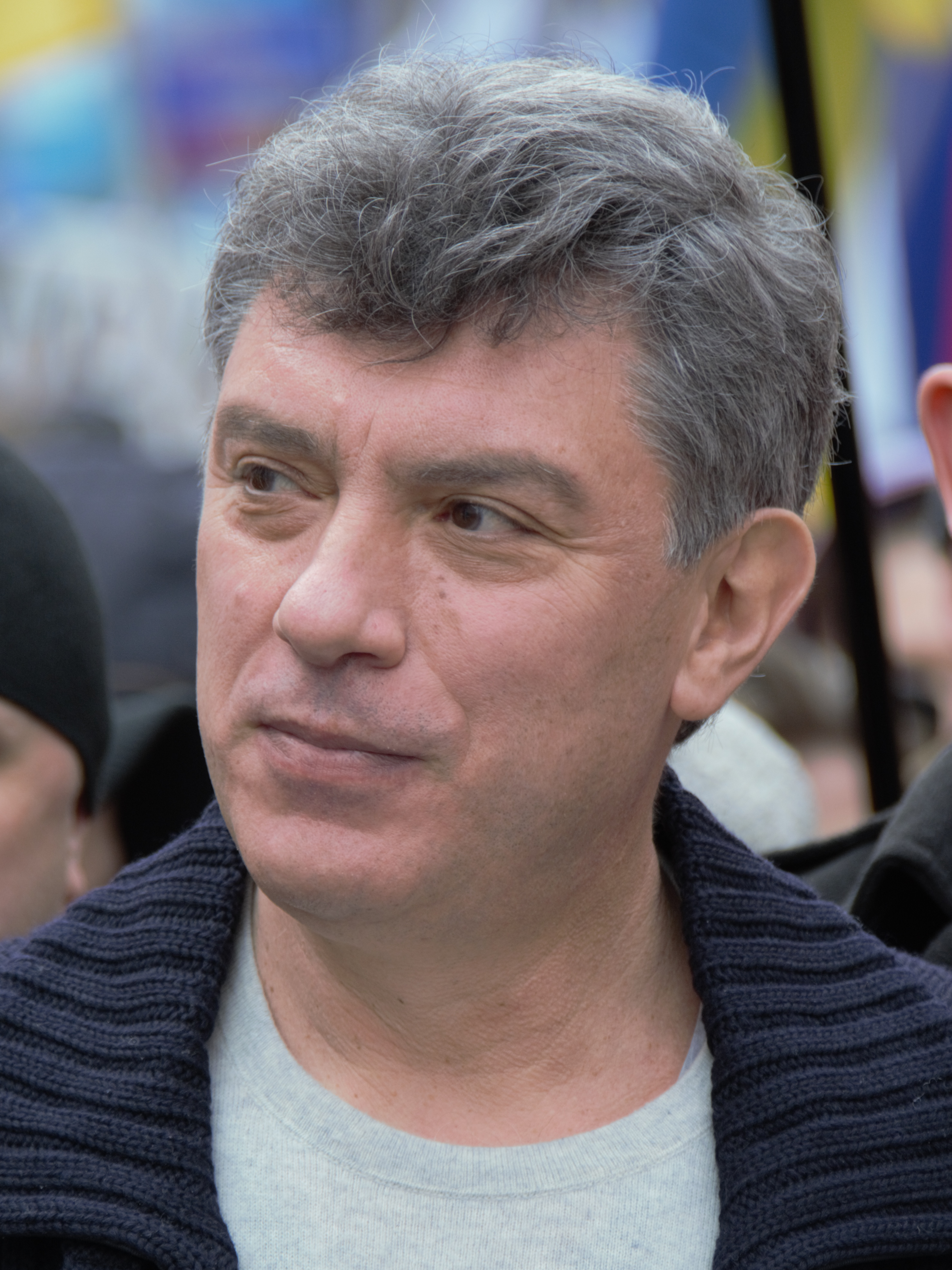
27 februarie: Boris Nemțov, politician rus
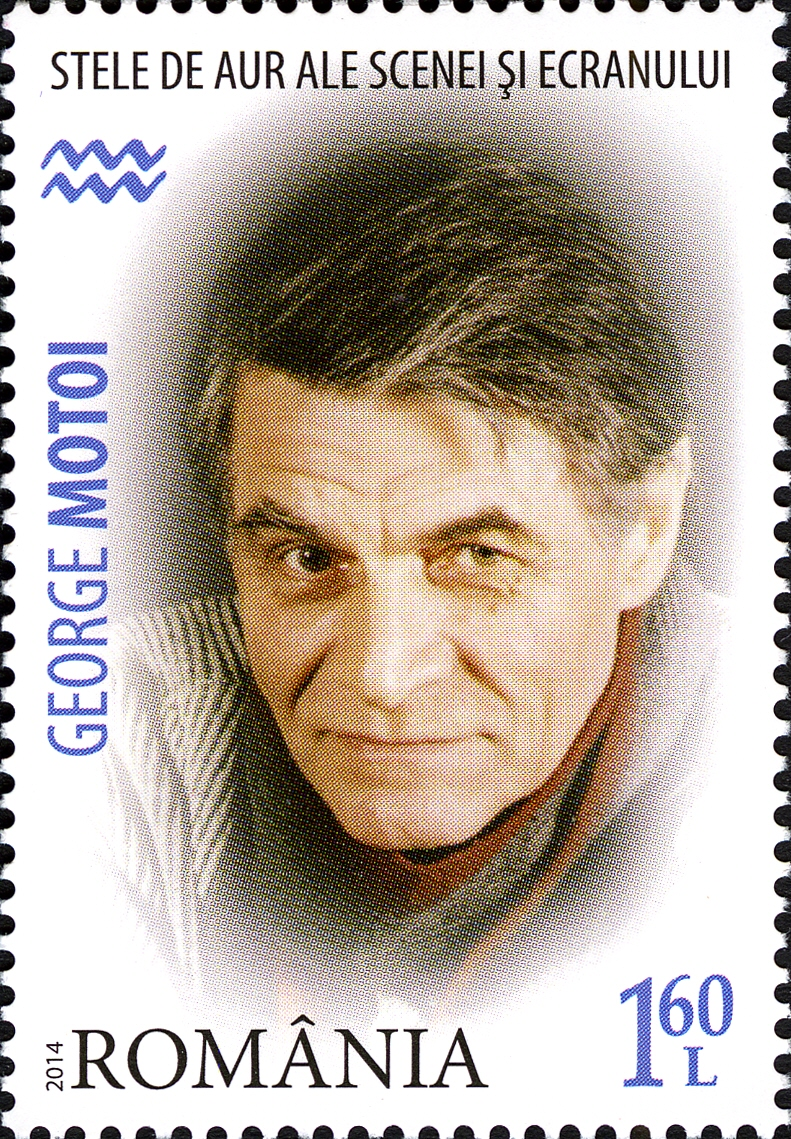
4 martie: George Motoi, actor român
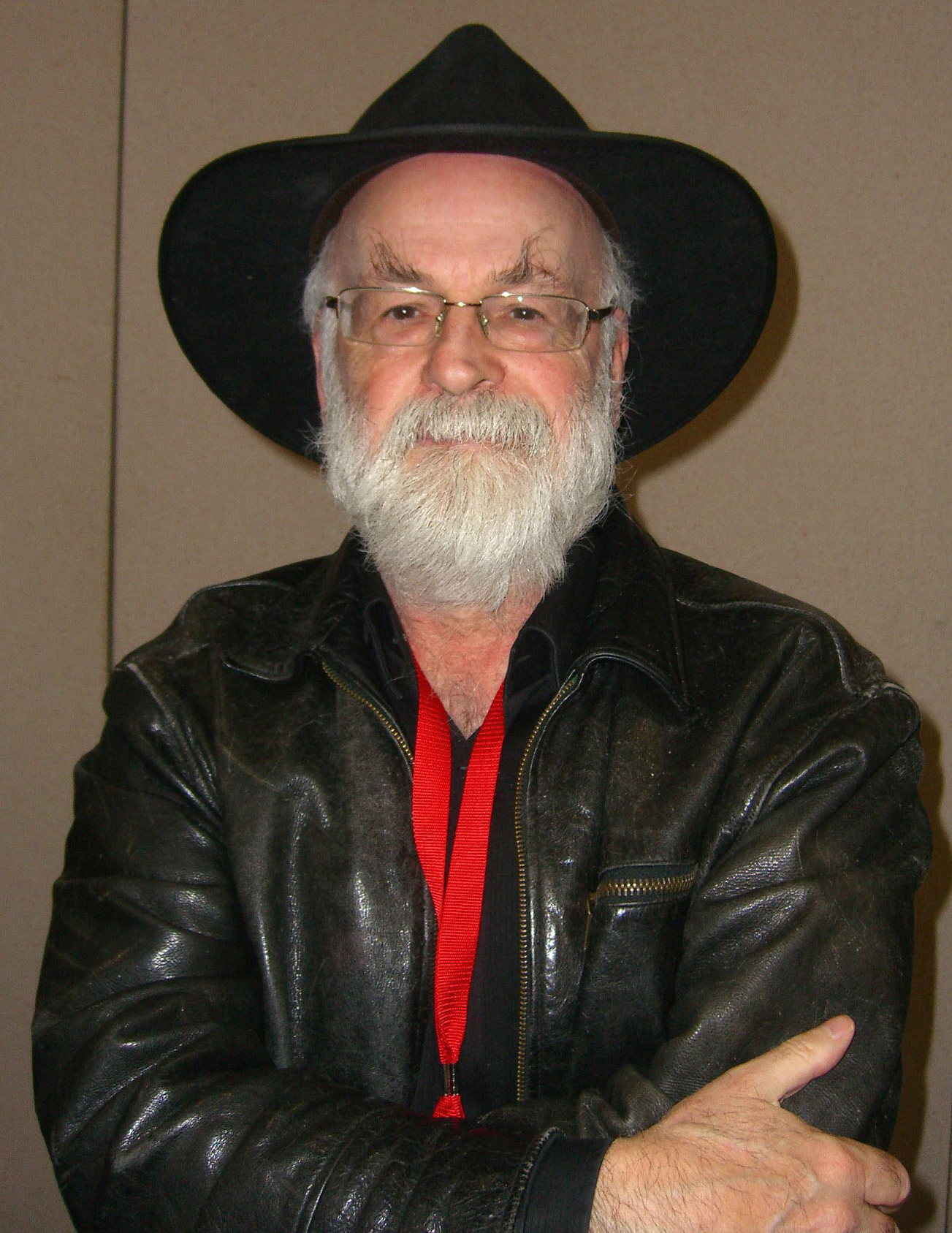
12 martie: Terry Pratchett, scriitor american
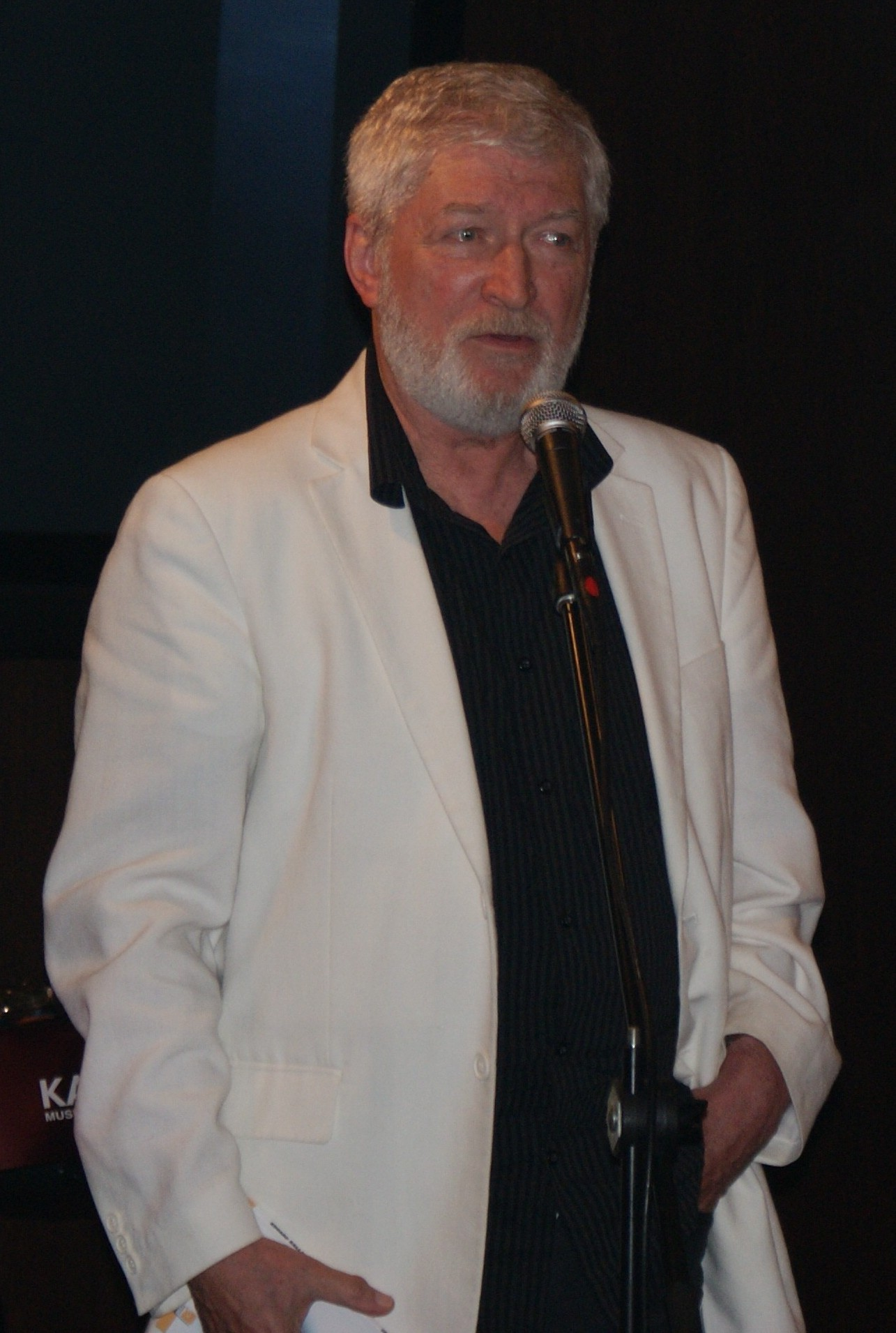
15 martie: Eusebiu Ștefănescu, actor român
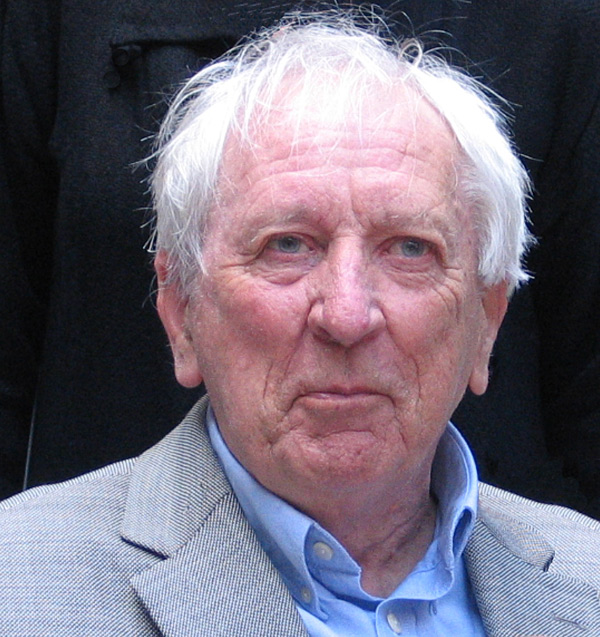
26 martie: Tomas Tranströmer, poet, psiholog și traducător suedez, laureat al Premiului Nobel
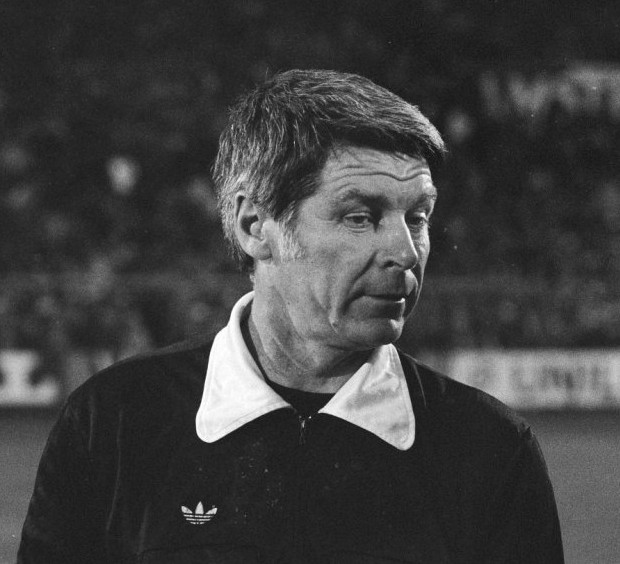
1 aprilie: Nicolae Rainea, arbitru român de fotbal
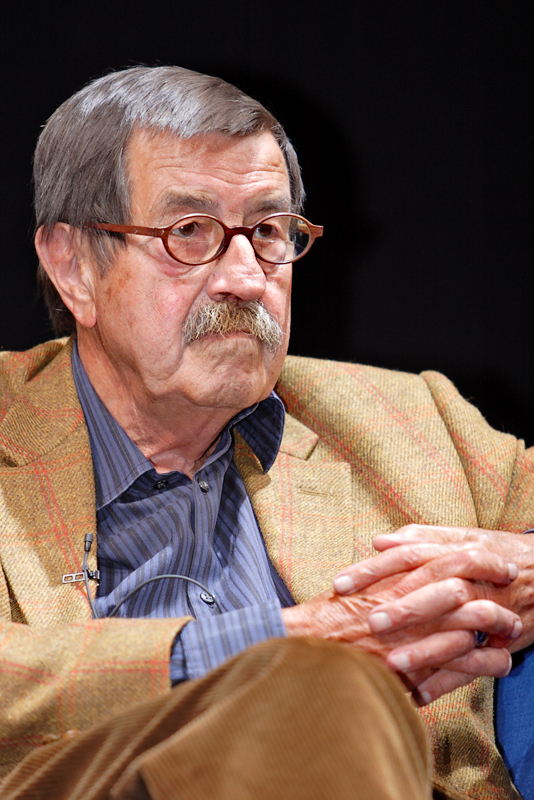
13 aprilie: Günter Grass, scriitor german
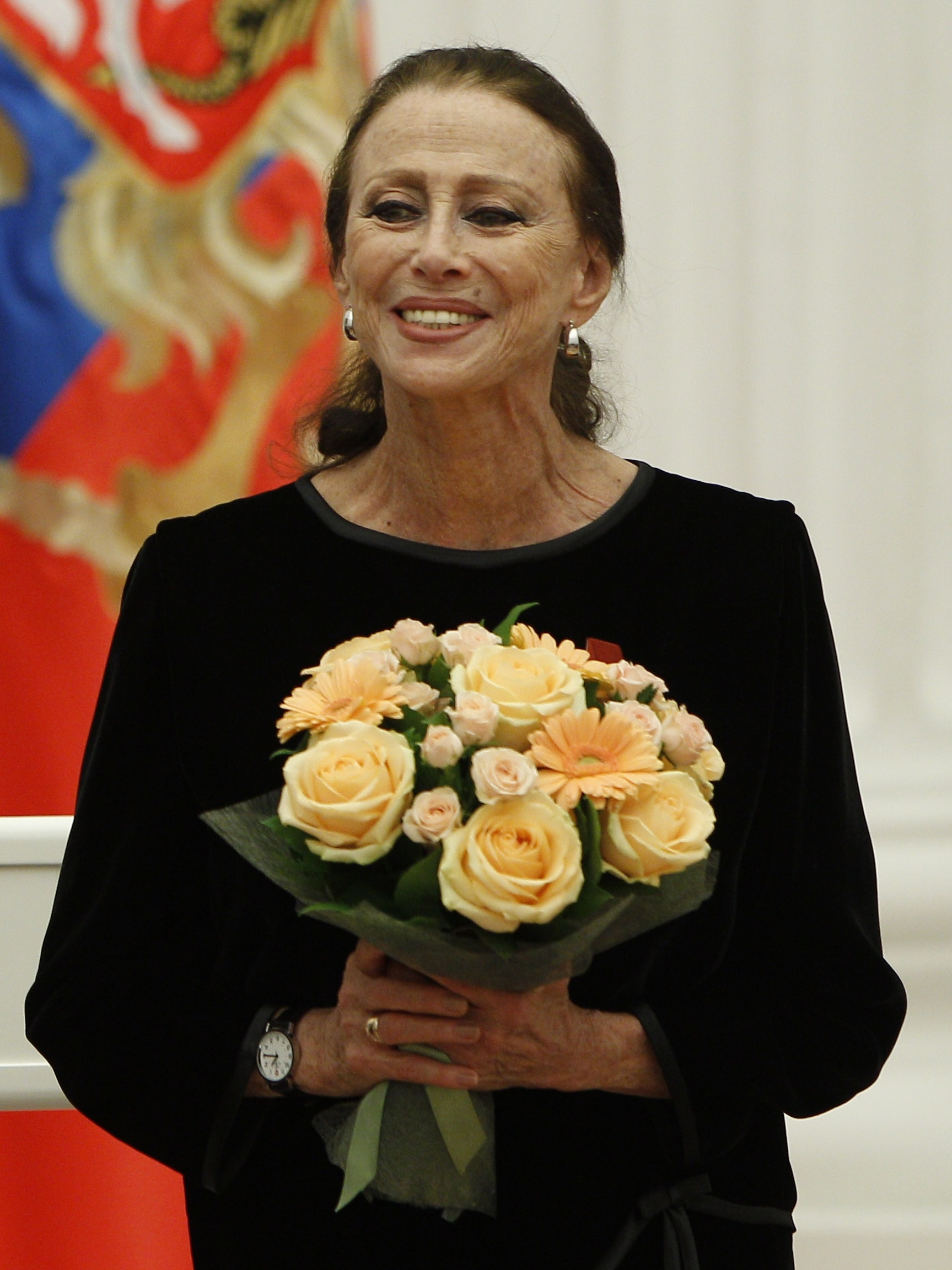
2 mai: Maia Plisețkaia, balerină rusă
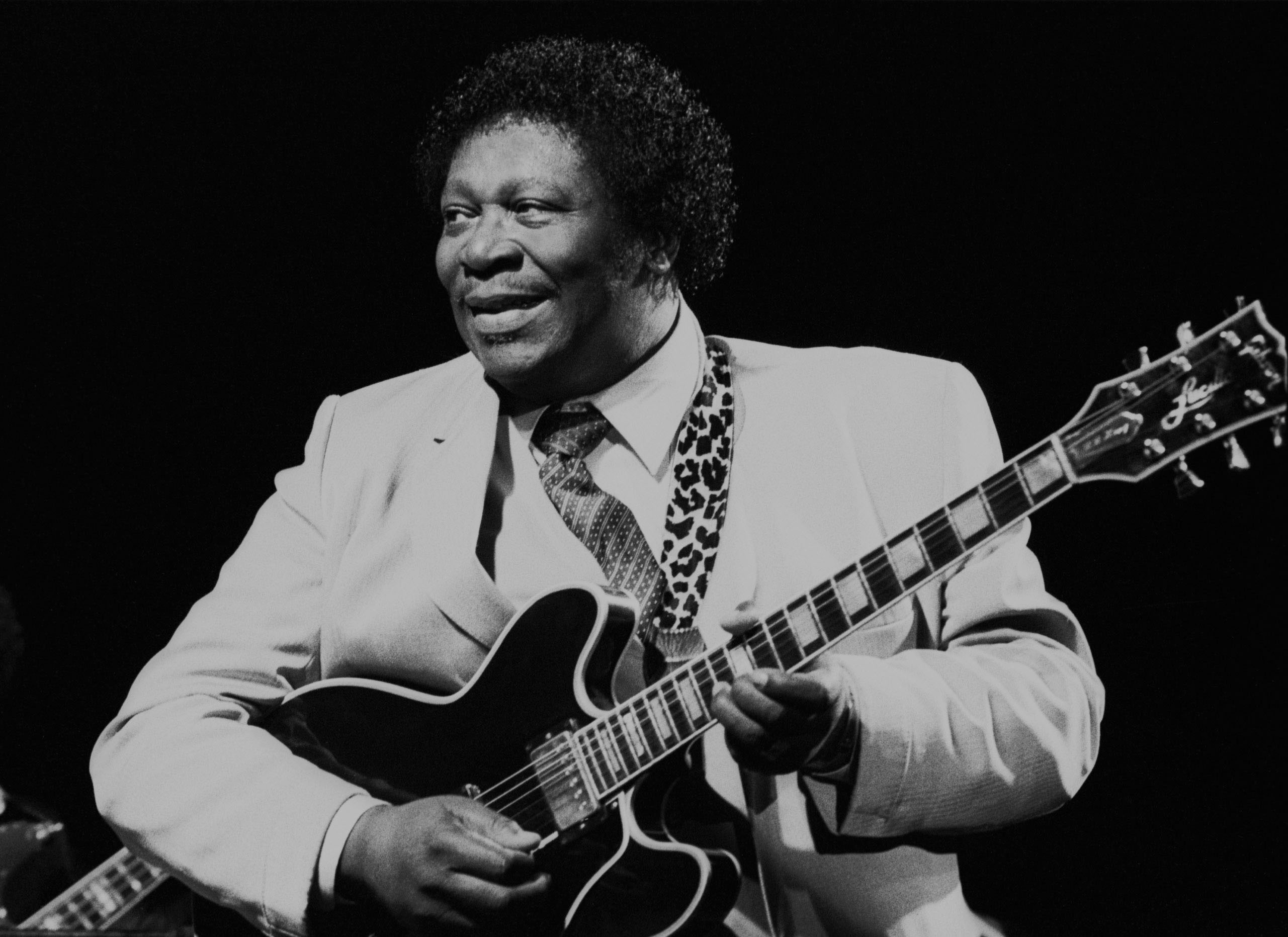
14 mai: B.B. King, cântăreț și compozitor afro-american
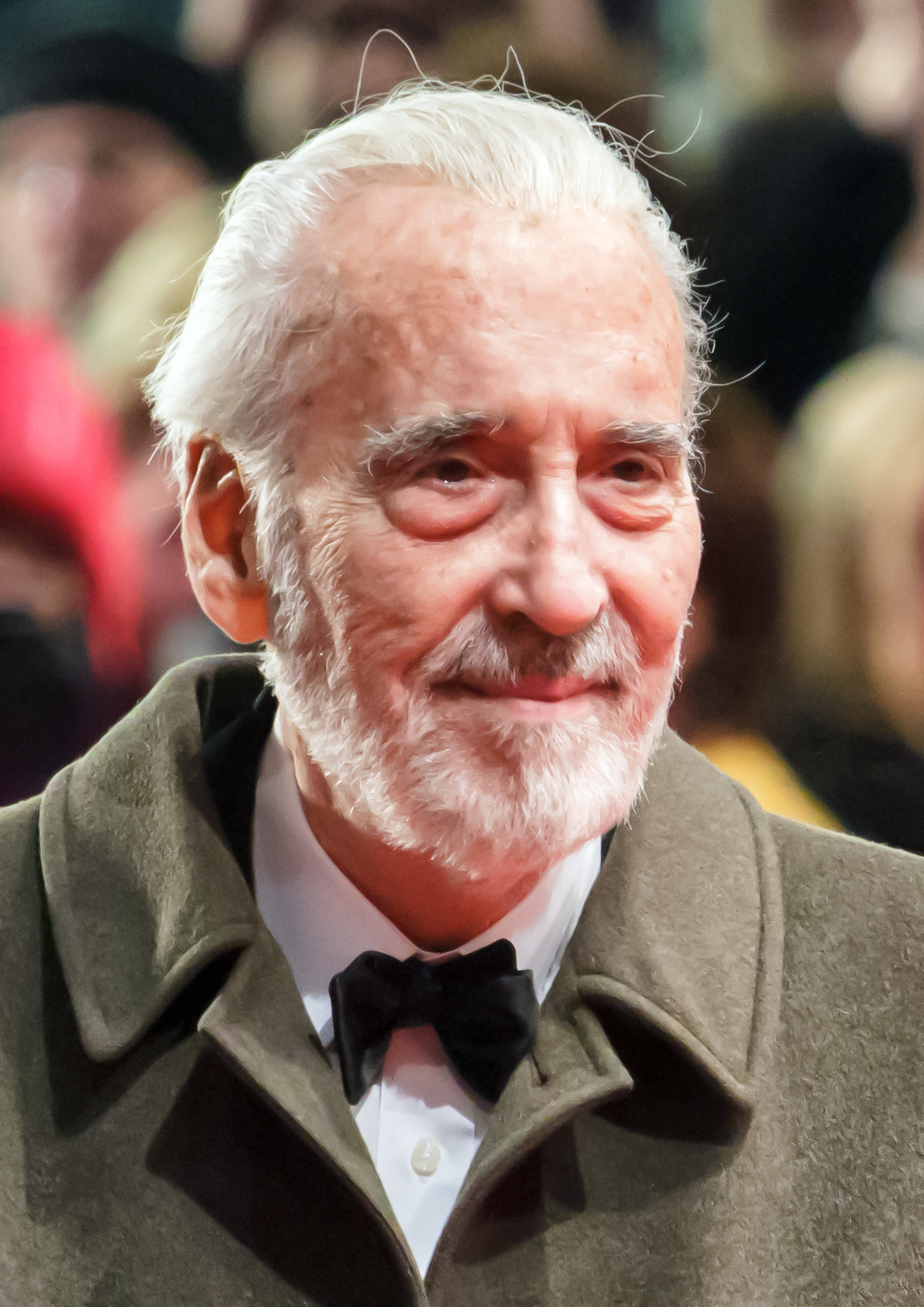
7 iunie: Christopher Lee, actor, muzician și regizor britanic
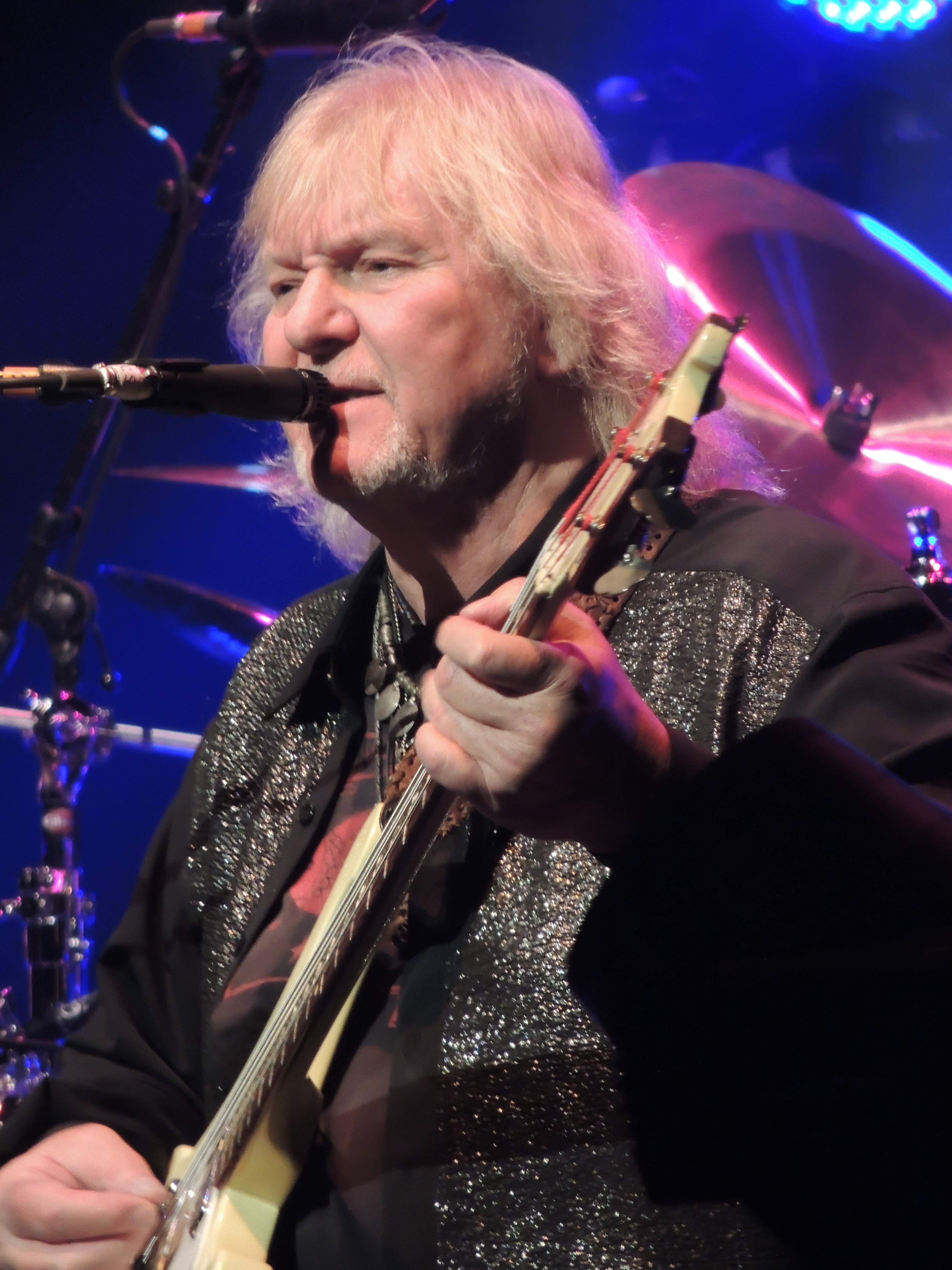
28 iunie: Chris Squire, muzician englez
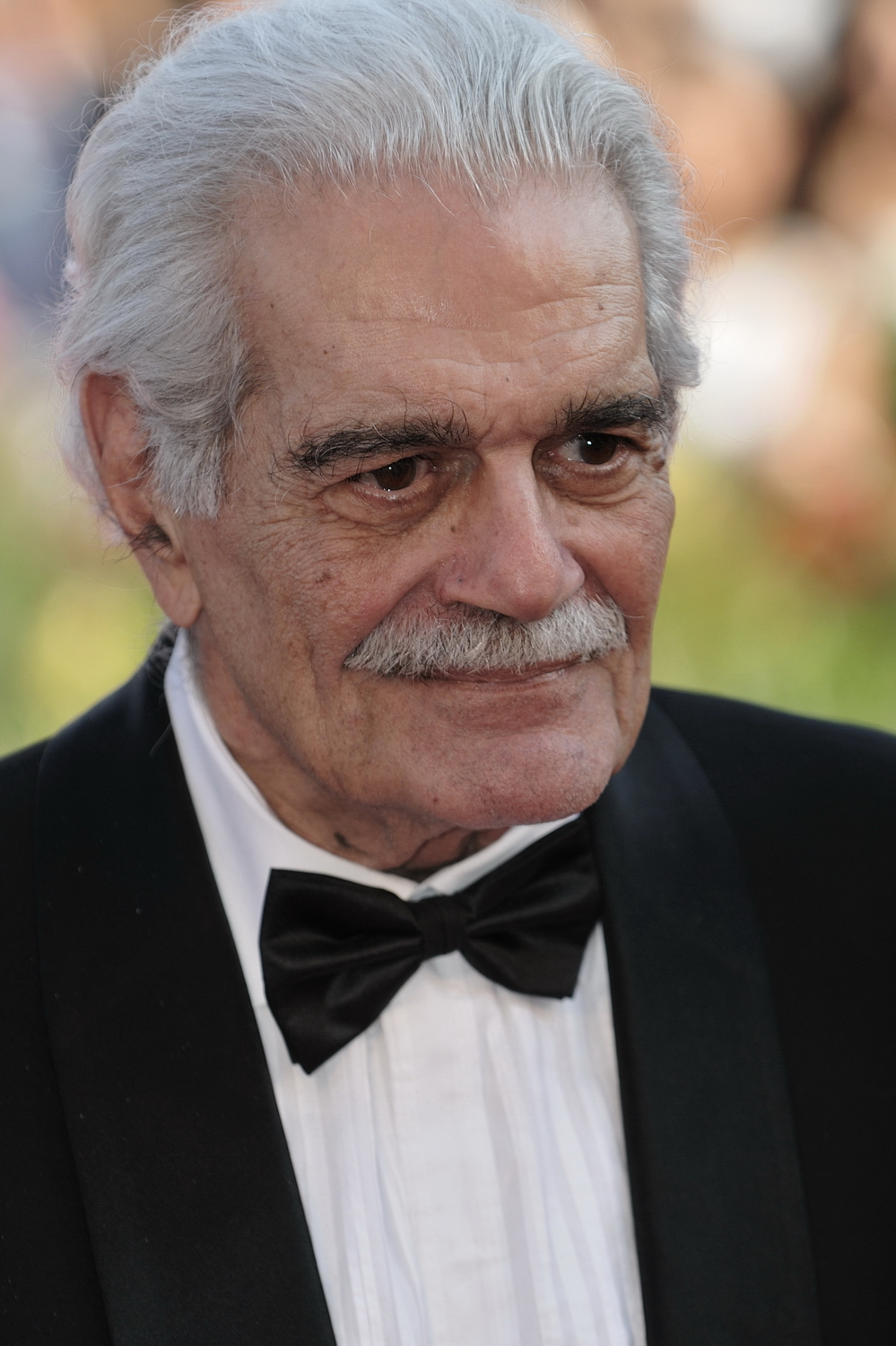
10 iulie: Omar Sharif, actor egiptean
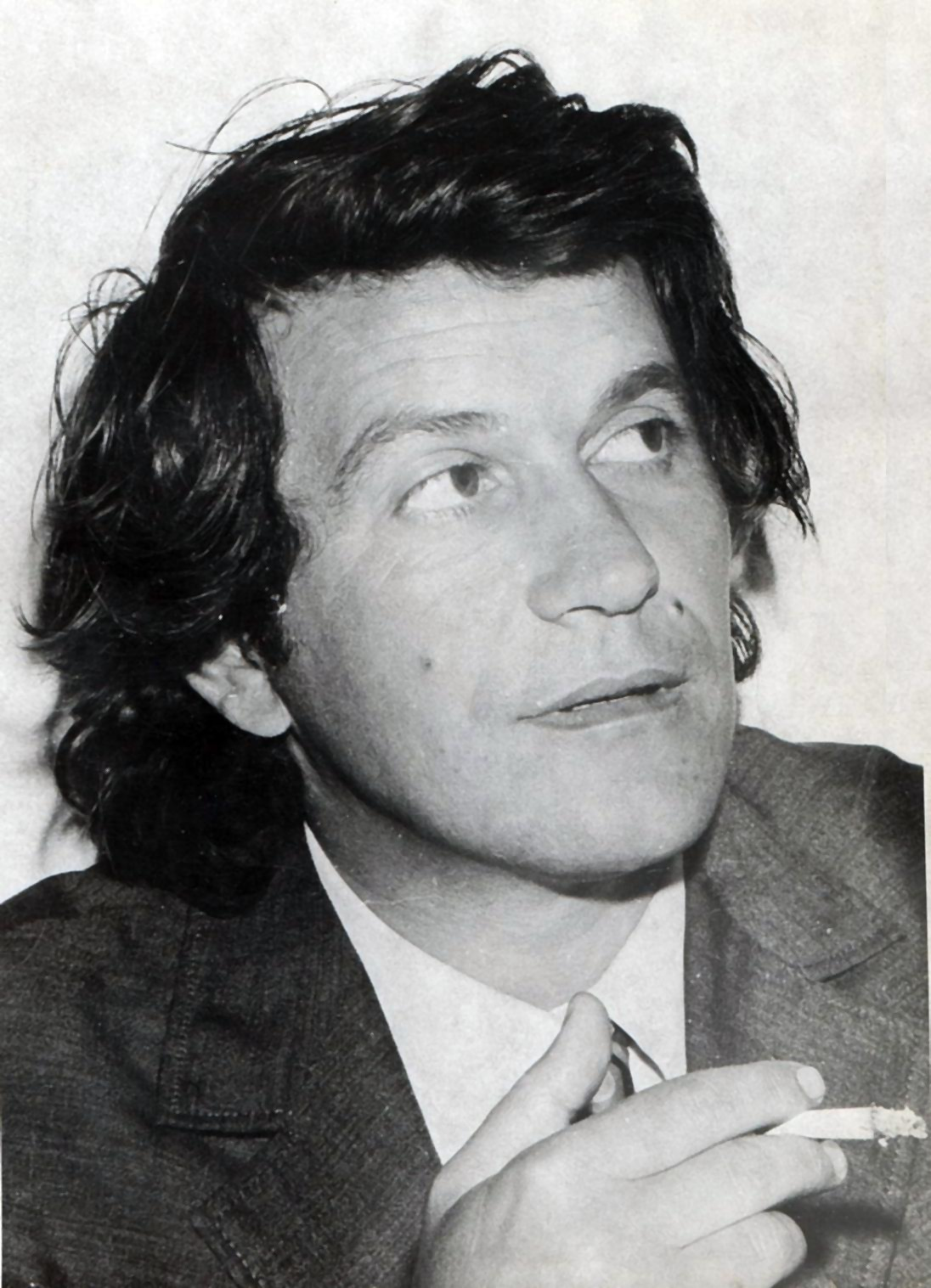
25 iulie: Valeriu Pantazi, poet, scriitor și pictor român
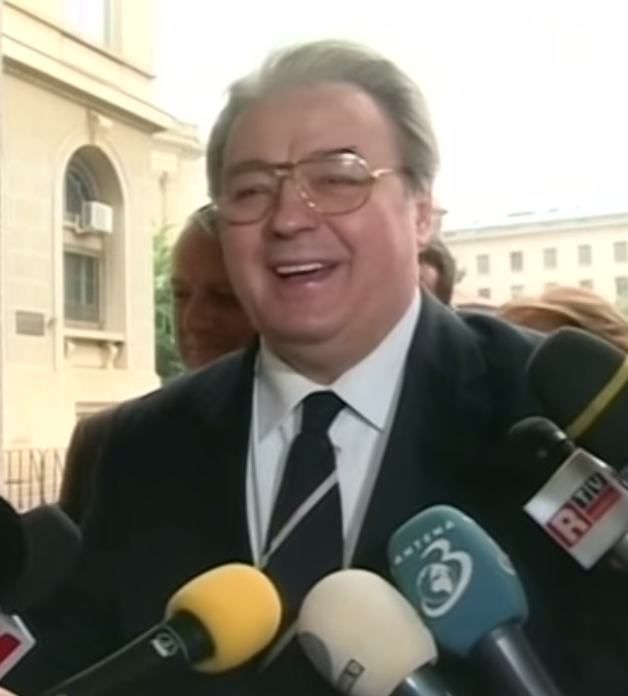
14 septembrie Corneliu Vadim Tudor, politician român
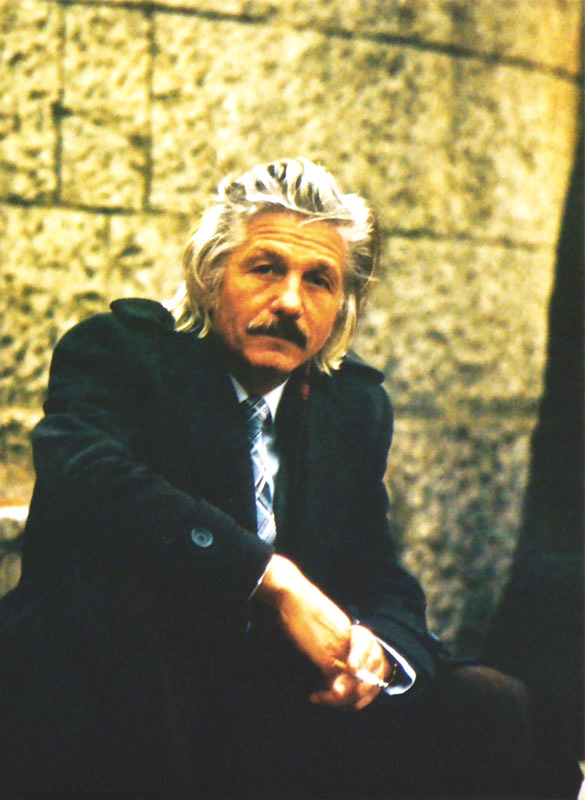
15 septembrie Mihai Volontir, actor din Republica Moldova
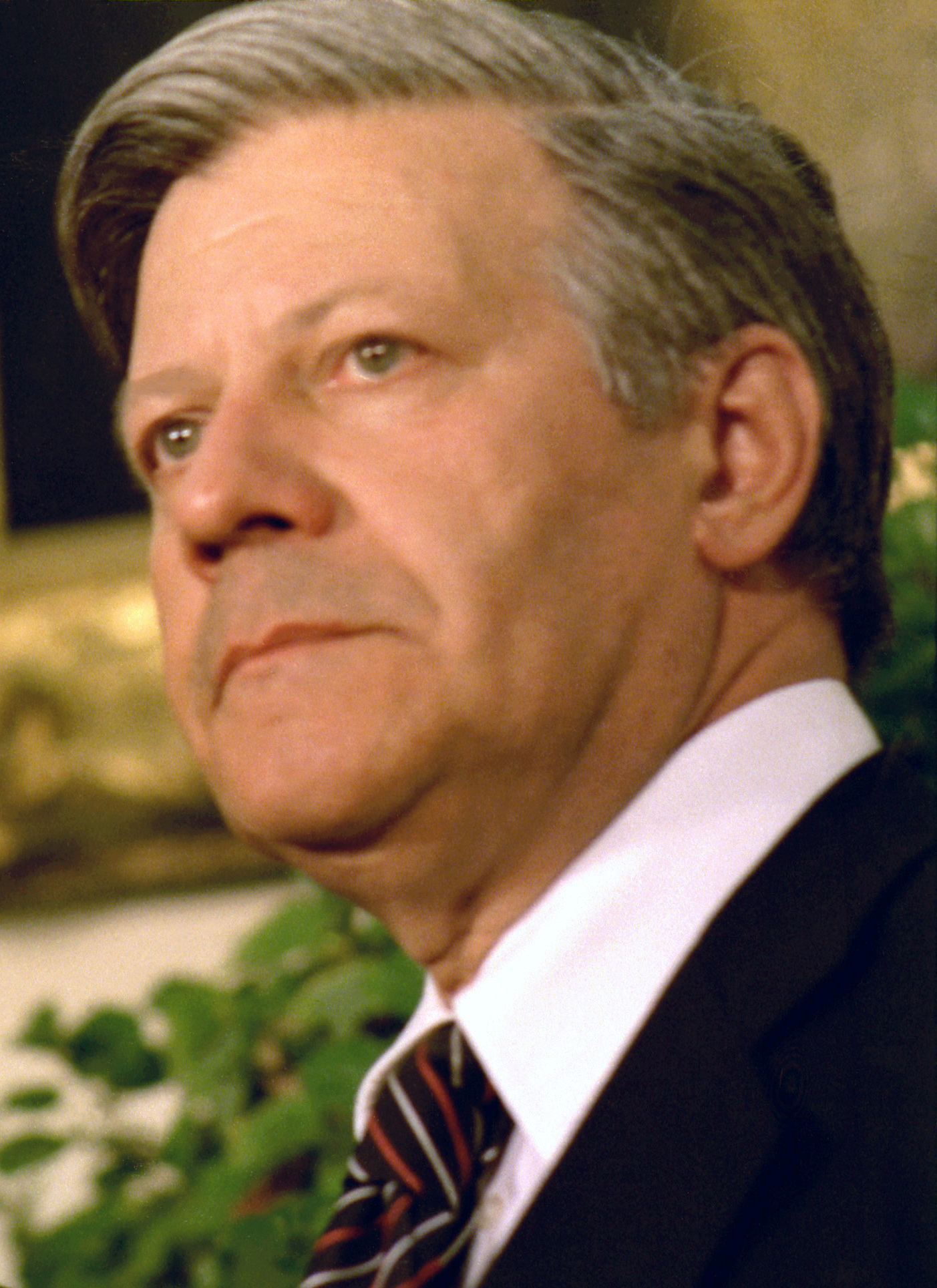
10 noiembrie: Helmut Schmidt, Cancelar al Germaniei

## Premii Nobel
- Fiziologie sau Medicină: William C. Campbell (Irlanda) și Satoshi Ōmura (Japonia) pentru descoperirile privind o nouă terapie împotriva infecțiilor cauzate de viermi cilindrici, și Youyou Tu (China) pentru descoperirile ei privind o nouă terapie împotriva malariei.
- Fizică: Takaaki Kajita (Japonia) și Arthur B. McDonald (Canada) pentru contribuțiile lor semnificative în ceea ce privește experimentele care au demonstrat că particulele neutrino își modifică identitățile, metamorfoză care implică faptul că acestea au masă.
- Chimie: Tomas Lindahl (Suedia), Paul L. Modrich (SUA) și Aziz Sancar (Turcia) pentru studiile lor despre mecanismele celulare de reparare a ADN-ului.
- Economie: Angus Deaton (Regatul Unit) pentru studiile în domeniul consumului, sărăciei și asistenței sociale.
- Literatură: Svetlana Alexievich (Belarus) pentru scrierile ei polifonice, un monument închinat suferinței și curajului în vremurile noastre.
- Pace: Cvartetul pentru Dialog Național (Tunisia), pentru contribuția sa decisivă la construirea unei democrații pluraliste în Tunisia.

## Aniversări și comemorări
- 12 martie: 650 de ani de la fondarea Universității din Viena.
- 30 aprilie: 40 de ani de la încheierea Războiului din Vietnam.
- 24 aprilie: 100 de ani de la Genocidul Armean.
- 7 mai: 70 de ani de la capitularea Germaniei naziste.
- 15 iunie: 800 de ani de la emiterea documentului Magna Charta Libertatum.
- 18 iunie: 200 de ani de la Bătălia de la Waterloo.
- 6 august: 70 de ani de la bombardamentul atomic asupra orașului Hiroshima.
- 9 august: 70 de ani de la bombardamentul atomic asupra orașului Nagasaki, care a dus la capitularea Japoniei în cel de-al doilea război mondial.
- 2 septembrie: 70 de ani de la încheierea celui de-al Doilea Război Mondial.
- 3 octombrie: 25 de ani de la Reunificarea Germaniei.
- 25 octombrie: 600 de ani de la Bătălia de la Azincourt.
- 6 noiembrie: 200 de ani de la înființarea Universității Tehnice din Viena.

## Concertele anului
- 27 februarie: Toto Cutugno, Sala Palatului, București
- 16 martie: José Feliciano, Sala Palatului, București
- 26 martie: Richard Clayderman, Sala Palatului, București
- 31 martie: Marc Anthony, Sala Palatului, București
- 17 mai: Roxette, Arenele Romane, București
- 4 iunie: OneRepublic, Arenele Romane, București
- 11 iunie: Europe, Sala Palatului, București
- 29 iunie: Anastacia, Sala Palatului, București
- 17 iulie: Robbie Williams, Piața Constituției, București
- 30 august: Festivalul George Enescu, Sala Palatului, București

## Ficțiune (film)
- Înapoi în viitor II (1989): Dr. Emmett Brown, Marty McFly și Jennifer Parker călătoresc în timp pe 21 octombrie 2015.